# Brașov
Brașov (în germană Kronstadt, i.e. orașul coroanei, în dialectul săsesc Kruhnen, Kruunen sau Krînen, în maghiară Brassó, în latină Corona, Brassovia sau Civitas Coronensis) este municipiul de reședință al județului cu același nume, Transilvania, România, format din localitățile componente Brașov (reședința) și Poiana Brașov. Potrivit recensământului din 2011, are o populație de 237.589 locuitori. Patron al orașului este considerată a fi Fecioara Maria. Statuia acesteia se află pe unul dintre contraforturile Bisericii Negre (germană Die Schwarze Kirche), îndreptat spre Casa Sfatului, având stema Brașovului sculptată dedesubt în relief. De asemenea, Brașovul este cel mai important oraș din regiunea de dezvoltare Centru.

## Istorie

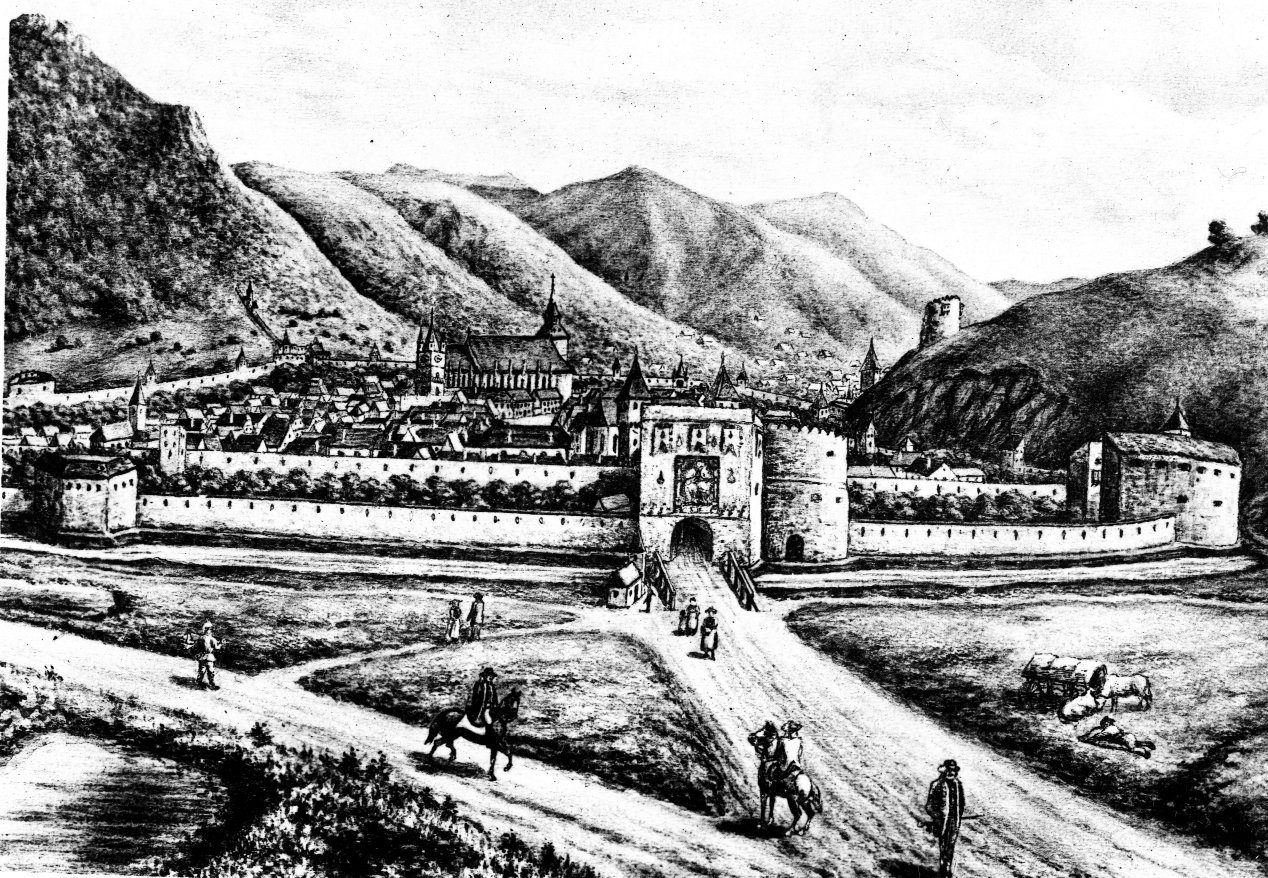
Brașov - stampă din 1689, dinainte de incendiu

Mărturiile dezgropate indică prezența unor mari culturi neolitice (celebra cultură Noua, Tei, Dealu-Melcilor) pe teritoriul de azi al Brașovului, apoi au urmat descoperiri din epoca bronzului. Nu departe de Brașov s-au găsit bare de aur, cu ștampila oficiului din Sirmium și monograma lui Crist, emise în a doua jumătate a secolului al IV-lea.
Mai târziu, descoperirile arheologice au atestat existența unor temple dacice în zona Pietrele lui Solomon, a unor depozite de alimente în Piața Sfatului, a unor așezări și cetăți pe Dealu-Melcilor și în cartierul Valea Cetății. Majoritatea acestora au fost deteriorate sau distruse de către autoritățile comuniste, în cadrul programului de sistematizare.
Până spre secolul al XIII-lea al erei noastre, nici un document nu pomenește de Brașov. Totuși, se remarcă o continuă locuire, mai ales în zona Șchei sau Brașovechi.
Inițial, Brașovul era format din Cetatea Brașovului și cele trei suburbii din afara zidurilor „Cetății”: Șchei, locuit de români, Brașovechi, locuit în majoritate de țărani sași și Blumăna, locuit în majoritate de maghiari.
Tot aici exista, cu mult înainte de înființarea cetății Brașovului medieval, o veche așezare românească cu numele "Cutun" sau "Cotun" de formă circulară, limitată de actualele străzi: Pe Coastă, I. Barac, Valea Morilor și Coastei, ai căror locuitori din vechime erau apărătorii cetății de pe Tâmpa. Această așezare a continuat să existe și după înființarea cetății Brașov, dar după înălțarea zidurilor și a bastioanelor (1455) a rămas în afara incintei. O altă explicație cu privire la vechea așezare românească era că aceasta era locuită și de slavii bulgari (denumirea ei veche fiind Bolgarszeg). Denumirea de „Cutun” pare străină de limba română, fiind bănuită o origine cumană (Kotony).. 
Totuși, existența cuvântului cătún (cătune) în toate dialectele românești atât la nord cât și la sud de Dunăre (macedo-rom. cătună, megleno-rom. cătun) și prezența sa comună tuturor limbilor balcanice (katun, katunt, katuni) inclusiv in neo-gr. kατοuνα „cort; tabără de corturi” îl determină pe Miklosich să afirme că cel mai probabil este vorba de un cuvânt de origine albaneză, română sau italiană veche. În general se consideră că este cuvânt autentic albanez, adică al vechii limbi ilire, un „balkanwort”. Konstantin Josef Jireček bazându-se fără îndoială pe una din ipotezele lui Miklosich, a propus etimonul italian cantone, care totuși se poate să fi intrat de foarte timpuriu și în greacă.
Conform studiului lui Dragoș Moldovanu, numele orașului Brașov vine de la numele râului local Bârsa (pronunțat și Bărsa), denumire care desemna piesa de lemn (lat. bercium) ce lega, în plugurile de odinioară, cormana și plazul; preluată și transformată mai târziu de slavi în Baršov, a evoluat în final în Brașov.
1203: Tradiția și cronicile calendarelor brașovene îl consideră ca an „în care s-a început zidirea Brașovului”. Totuși documentele și izvoarele sigure nu confirmă această dată.
1211: Printr-o diplomă a regelui maghiar Andrei al II-lea al Ungariei, Cavalerii Teutoni sunt așezați în Țara Bârsei (Numele apare sub formele Borza în diplomă și Burszam în bula papală care a aprobat-o). Se pare că au întărit Cetatea Brassovia de pe Tâmpa. Cavalerii teutoni construiesc cel mai vechi edificiu din oraș, Biserica Sfântul Bartolomeu din cartierul Bartolomeu, o biserică construită în secolul al XIII-lea (cca. 1260), cu modificări substanțiale în secolul al XV-lea. Întreaga construcție este tributară bisericii mănăstirii cisterciene de la Cârța. Partea originală, rămasă neatinsă, cuprinde corul și încăperile adiacente acestuia, inclusiv cele două capele pătrate cu care se închid, spre răsărit, brațele transeptului. Planul bisericii este asemănător cu cel de la Cârța, numai că acesta dispune de trei travee pătrate. La fațada vestică există două turnuri, din care doar unul este în întregime executat. Turnul de astăzi este construit în 1842, în locul turnului vechi, prăbușit la cutremurul din 1822.
1228: Se întemeiază la Brașov o mănăstire de surori ale ordinului călugăresc al premonstratensilor, aflată lângă Biserica Neagră de mai târziu, având ca patroană pe Sf. Catharina.
1234 - Corona: Cercetătorul Norbert Backmund a editat așa-numitul „Catalogus Ninivensis”, care conține o listă a tuturor mănăstirilor premonstratense din Ungaria și Transilvania. 1234 corespunde cu anul în care abatele Fredericus cunoaște „Claustra Sororum «in Hungaria assignata est paternitas» Dyocesis Cumanie Corona”.  

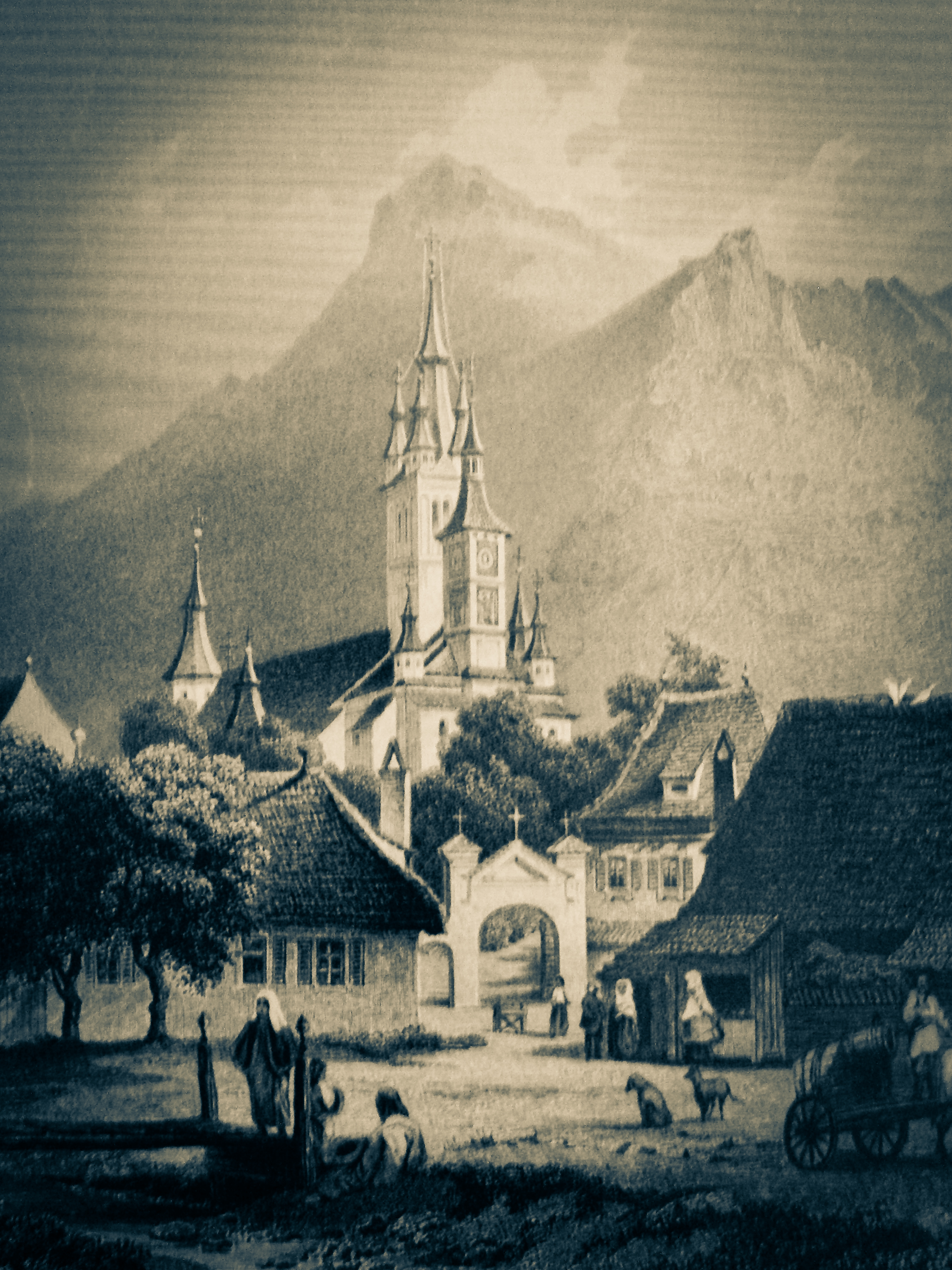
Biserica românească din Brașov

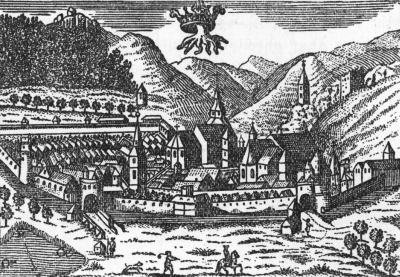
Brașov, așa cum apare într-o gravură din 1750

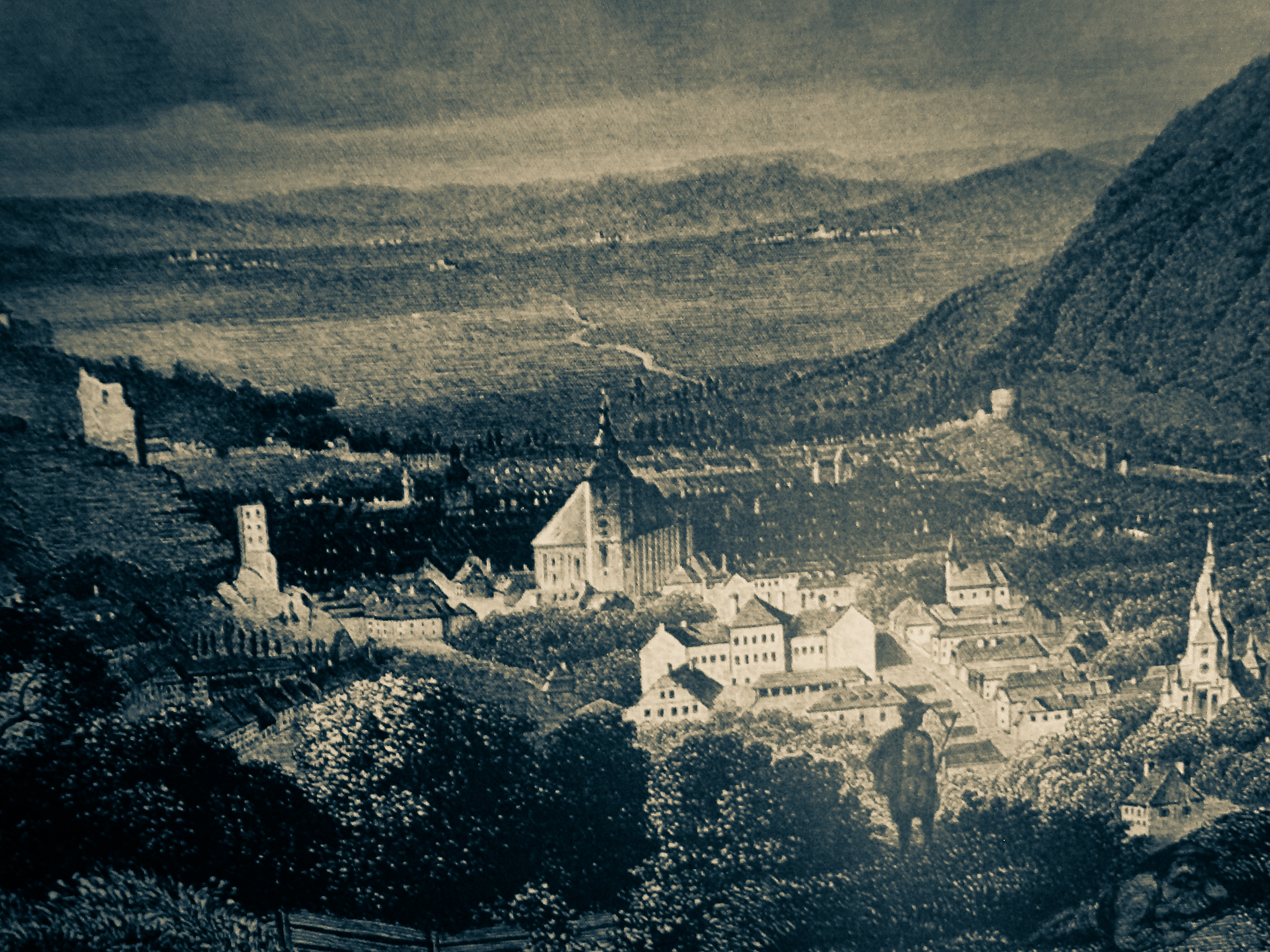
Brașov - gravură de Ludwig Rohbock (1883)

1241: Invazie tătară, prilej cu care este cucerită cetatea Șprenghi, ale cărei începuturi nu se cunosc (cel mai probabil pe locul unui vechi castru roman). După retragerea tătarilor se construiește la poartă un turn hexagonal pentru apărare. Cetatea a fost distrusă două secole mai târziu, de către invadatorii turci.
1252 - Barassu: În acest an, regele Bela al IV-lea donează „tera Zek” comitelui Vincențiu, fiul lui Akadas, proprietate așezată între pământurile românilor de Cârța, cele ale sașilor „de Barasu” și cele ale secuilor de Sebeș. Fr. Killyen, referindu-se la acest document, arată că numele „Barasu” indică de fapt denumirea unui ținut întreg. După afimația sa, toate cele trei toponime la care face referință documentul se referă la teritorii care înconjoară pământul donat și nu la vreun oraș. În acest caz „Brașov” se referă la o zonă, iar „Corona” ar denumi localitatea.
1271 - Brasu: Acest toponim este atestat într-un document latin, aflat în Arhivele Statului din Budapesta și în fotocopie la Institutul de Istorie din Cluj, act prin care Ștefan, regele Ungariei, aproba contractul dintre „Chyel comes, filius Erwin de Calnuk” și „Teel, filius Ebl de Brasu cognatus eiusdem”. Într-un alt document emis de regele Ungariei, Venceslav, la 10 decembrie 1301, se confirmă că Detricus, fiul lui Theel sau Tyl de Prejmer, este în posesiunea localităților Mikofalva și Nyen (Teliu). Pe baza acestui document, precum și a altora, privind familia comiților din Prejmer, nu este sigur dacă denumirea de „Barasu” se referă la localitatea Brașov sau la Țara Bârsei.
1288 - Braso: Este consemnat într-un document latin, aflat în Biblioteca Batthyaneum din Alba Iulia, iar în copie la Institutul de Istorie din Cluj. Se dovedește a fi primul act păstrat care a fost emis în Brașov, purtând mențiunea expresă: „Datum in Braso”, fiind emis de regele Ladislau al IV-lea.
Urmează menționarea tot mai frecventă a municipiului: Brașov (1294), Brassov (1295), Brasso (1309), Brassou (1331), Korona (1336) etc.
1323: Conducerea dominicanilor întrunită la Barcelona aprobă întemeierea mănăstirii dominicane din Brașov (Braso). 
1364: Brașovul primește privilegiul pentru târg anual, urmat de privilegiul de „etapă și depozit” din 1369.

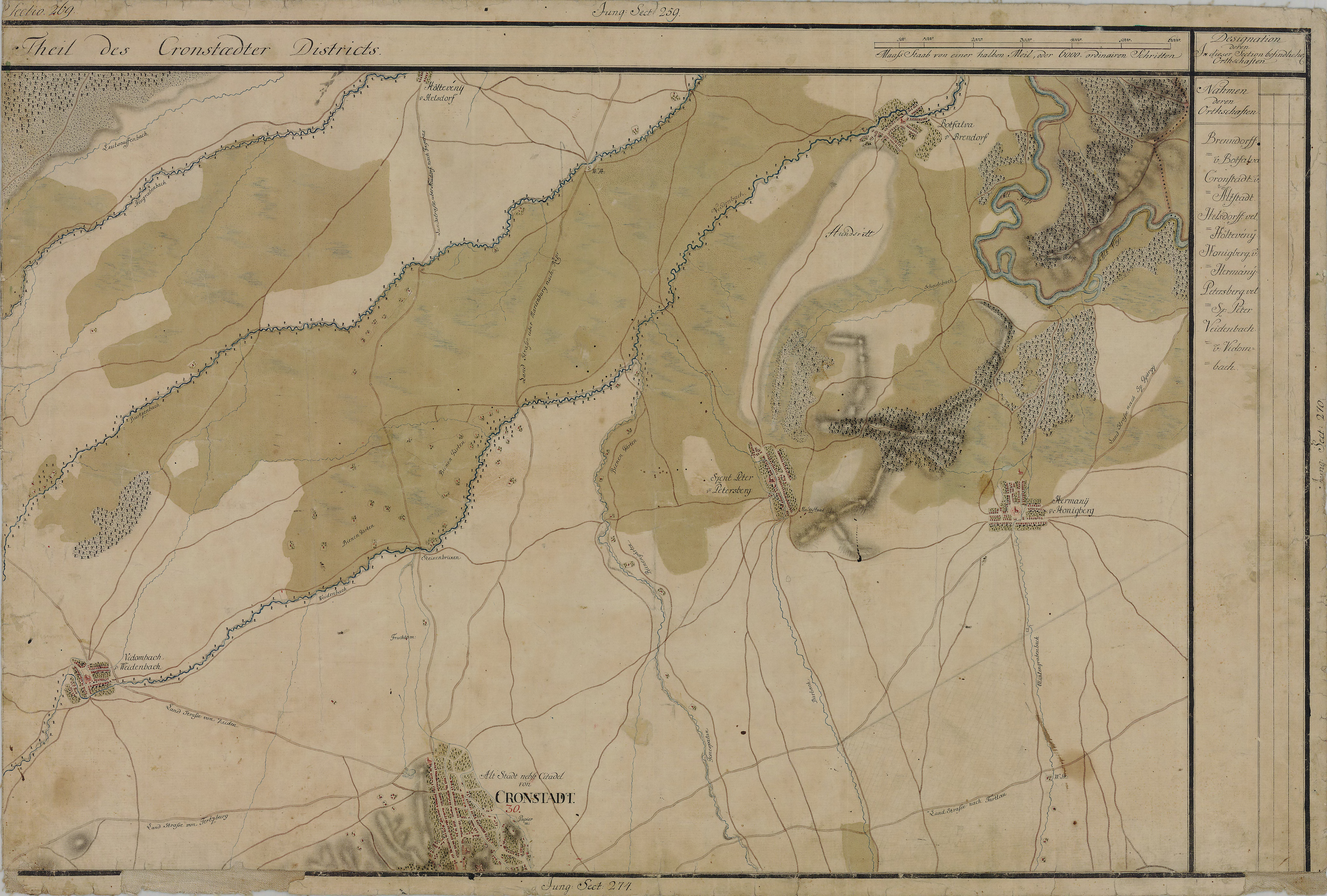
Brașov în Harta Iosefină a Transilvaniei, 1769-1773

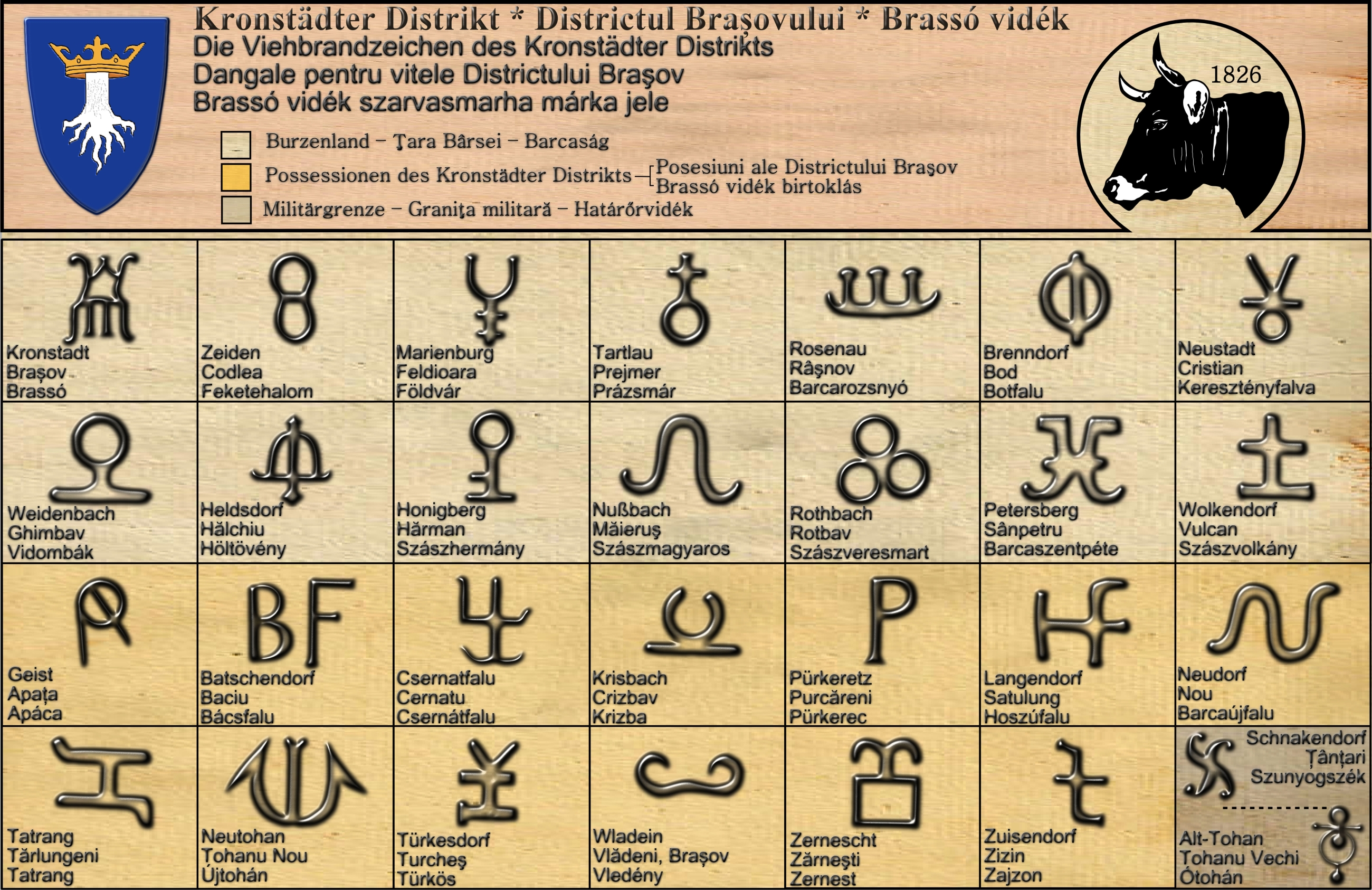
Districtul Brașovului - dangale pentru vite (1826)

1377: Se începe construcția bisericii Sf. Maria (sau Biserica Neagră, cum va fi numită după incendiu) pe locul unei mai vechi bazilici.
1395: Mircea cel Bătrân și Sigismund de Luxemburg semnează un tratat de alianță împotriva puterii otomane. Doi ani mai târziu, regele Ungariei eliberează un act care dă dreptul Brașovului de a-și construi fortificații de piatră, urmărind îndeaproape ridicarea acestora.
1399: O bulă a papei Bonifaciu al IX-lea (1389-1404) vorbește despre biserica Sf. Nicolae din Șchei și lasă să se întrevadă existența unui locaș de învățătură în jurul ei.
1421 și 1438: Invazie a turcilor. În urma acestor acțiuni militare, prin tratat, dobândesc cetatea de pe Tâmpa.
1424: Blănarii brașoveni își alcătuiesc primul statut dintre bresle. În 1798 la Brașov ființau 43 de bresle, deservite de 1.227 meșteri. Îi putem aminti aici pe fierari, blănari, postăvari, funari, curelari, cizmari, cuțitari, cojocari (tăbăcari), măcelari, aurari, cositorari, arămari, franzelari, olari, lăcătuși, țesători, armurieri, arcari, pălărieri, lânari, argintari.
1448 - 1453: Ioan de Hunedoara răscumpără și dă ordin de distrugere a cetății Brassovia de pe șaua Tâmpei, piatra și materialele de construcție ale acesteia fiind folosite la întărirea cetății medievale a Brașovului din vale, cu opt bastioane dispuse din 100 în 100 de metri, 4 (sau 5, în lumina descoperirilor recente) porți fortificate și 32 turnuri de apărare (numite și „de pulbere”). Cetatea avea două sau chiar trei rânduri de ziduri și era înconjurată de un șanț de apărare plin cu apă.
1477: Este terminată Biserica Neagră. Din cauza lipsei fondurilor, cel de-al doilea turn al bisericii nu va mai fi construit niciodată.
1486: Brașovul și toată Țara Bârsei intră în Universitatea Săsească, prin confirmarea privilegiului Andreanum pentru toți sașii din Sibiu, Mediaș, Brașov și Țara Bârsei.
1521: Judele Brașovului, Johann (Hans) Benkner, primește de la Neacșu din Câmpulung, într-o epistolă scrisă în limba română, vești despre mișcările trupelor turcești de dincolo de Dunăre.
1524: Se construiește în lemn Cetățuia, o puternică fortăreață pe Dealul Cetății. Curând, va fi cucerită și distrusă din ordinul lui Petru Rareș, acesta punând bazele actualei clădiri din piatră. Incendiată în 1618, avea să fie refăcută în 1625, adăugându-i-se o fântână de 81 m adâncime (1627) și patru bastioane la colțuri (1630). A servit ulterior drept garnizoană pentru armatele habsburgice și închisoare în perioada anilor 1940 - 1950.
1533: Umanistul Johannes Honterus înființează prima tipografie din Brașov, urmată de primul gimnaziu din localitate, la 1544.
1546: La Brașov se înființează prima moară de hârtie din sud-estul Europei.
1559: Diaconul Coresi tipărește la Brașov prima sa carte în limba română: „Întrebare creștinească”.
1583: Primele cursuri în limba română au avut loc în Brașov la prima școală românească în același loc unde a tipărit și Coresi și a poposit și Anton Pann.
1599: La 4 octombrie, Mihai Viteazul intră în Brașov unde își unește oastea cu trupele secuilor răsculați. În ziua următoare voievodul primește cheia orașului. După cucerirea Transilvaniei, va ține prima dietă în Casa Sfatului.
1628: Protopopul Vasile din Șcheii Brașovului scrie prima cronică locală cu subiect românesc.

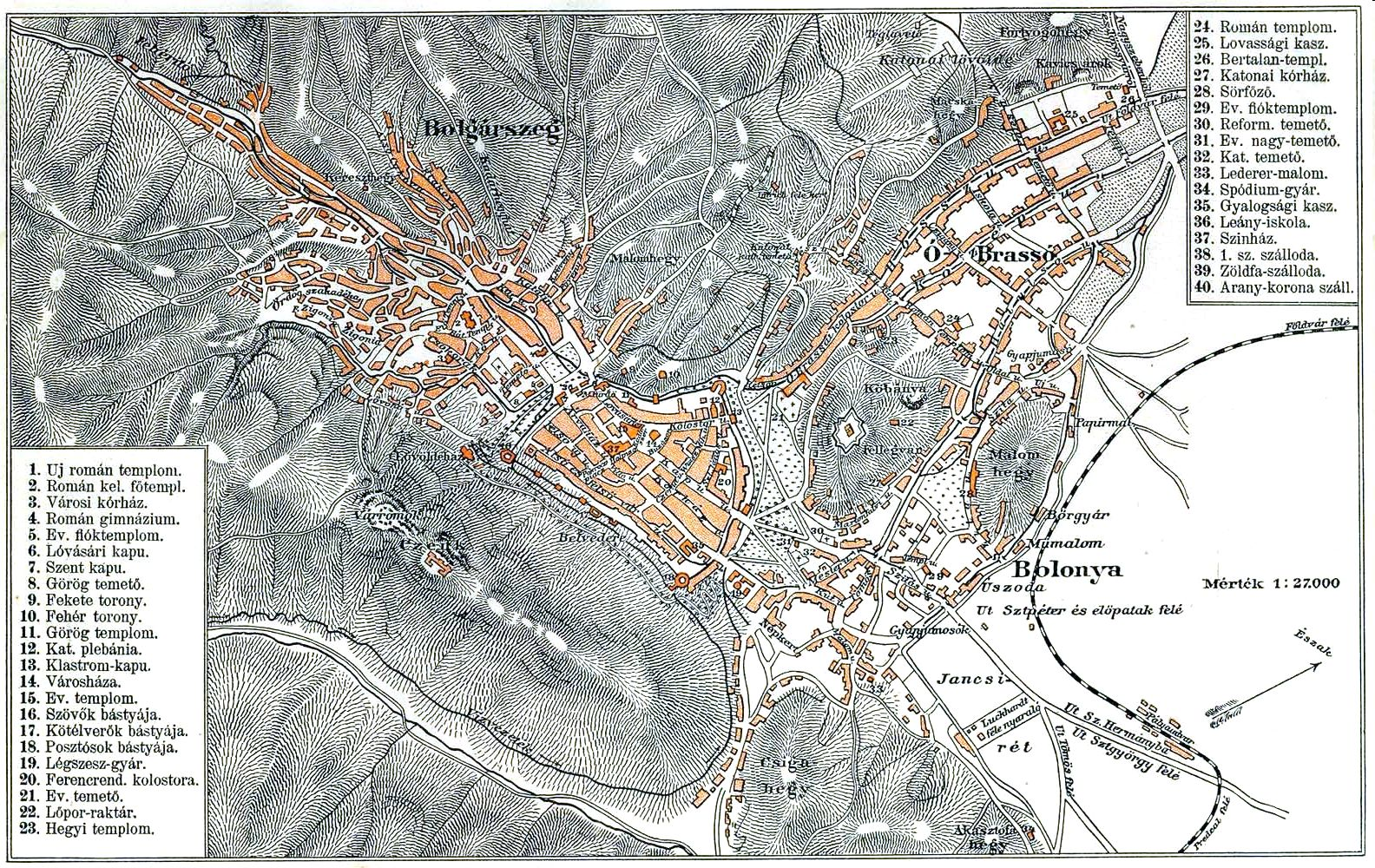
Harta Brașovului din anul 1897

1688: Brașovenii se răscoală împotriva noilor autorități habsburgice. Mișcarea este înăbușită, iar capii ei executați.
1689 21 aprilie: Un mare incendiu pustiește cetatea. Puține clădiri rămân neatinse. În urma acestei calamități, autoritățile brașovene decid interzicerea construcției caselor din lemn. Refacerea orașului a durat mai bine de un secol, timp în care și-a schimbat aspectul arhitectonic al fațadelor.
1731: Dascălul șcheian Petcu Șoanu tipărește primul calendar-almanah românesc.
1757: Dimitrie Eustatievici scrie prima gramatică românească. Este perioada de vârf a activității dascălilor șcheieni.
1804: Se introduce iluminatul public în interiorul cetății prin instalarea felinarelor cu ulei.

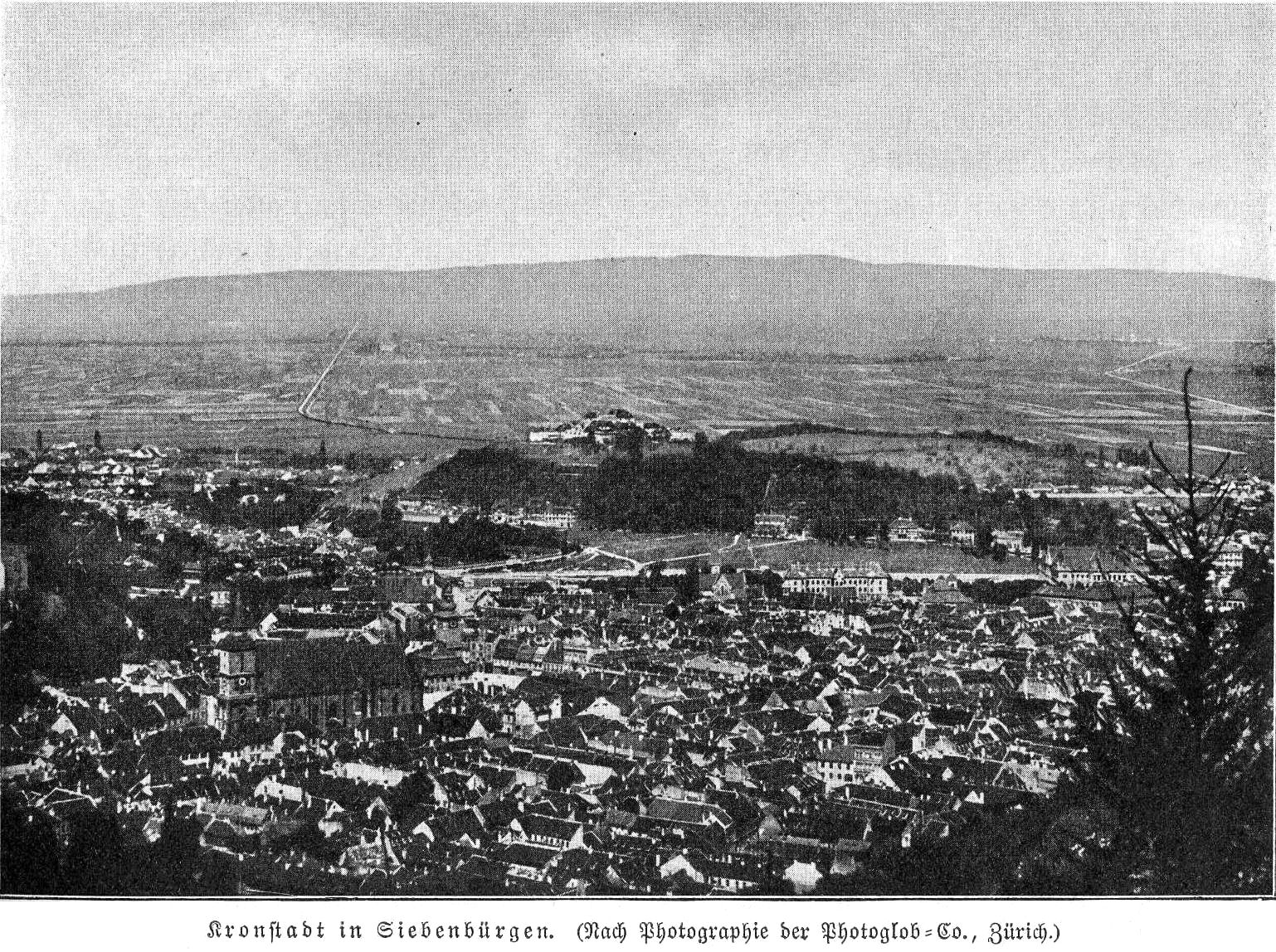
Imagine panoramică din 1906

1835: Se înființează „Casa generală de economii” din Brașov, prima instituție de credit din Transilvania. Între 1837 și 1867 primul director al acesteia a fost Peter Lange von Burgenkron.
1838: Apare, sub oblăduirea împăratului de la Viena, ziarul „Gazeta de Transilvania”, în redacția lui George Barițiu. Este primul ziar românesc din Marele Principat al Transilvaniei. Tot aici, tipărește și „Foaie pentru minte, inimă și literatură”.
1848: Revoluția pașoptistă cuprinde și Brașovul. Aici a fost redactat documentul programatic „Prințipurile noastre pentru reformarea patriei”, de către fruntași de seamă ai culturii și politicii moldovene (Alexandru Ioan Cuza, Vasile Alecsandri, Alecu Russo, Costache Negri, Gheorghe Sion, Ion Ionescu de la Brad). Se cerea unirea tuturor românilor într-un singur stat. Românii din Șchei manifestează pe 11 aprilie pentru câștigarea de drepturi politice.
1850: Este întemeiat gimnaziul român, sub oblăduirea mitropolitului de Sibiu Andrei Șaguna, al cărui nume este purtat și astăzi.
1854: Între Brașov și Sibiu s-a instalat o linie telegrafică.
1862, 6 decembrie: Împăratul Franz Joseph semnează legea pentru construirea liniei ferate care să lege Brașovul de Budapesta, via Sibiu.
1873, 30 martie: În Brașov sosește primul tren. Ulterior, în 1879, avea să fie dată în folosință și linia Brașov-Ploiești.

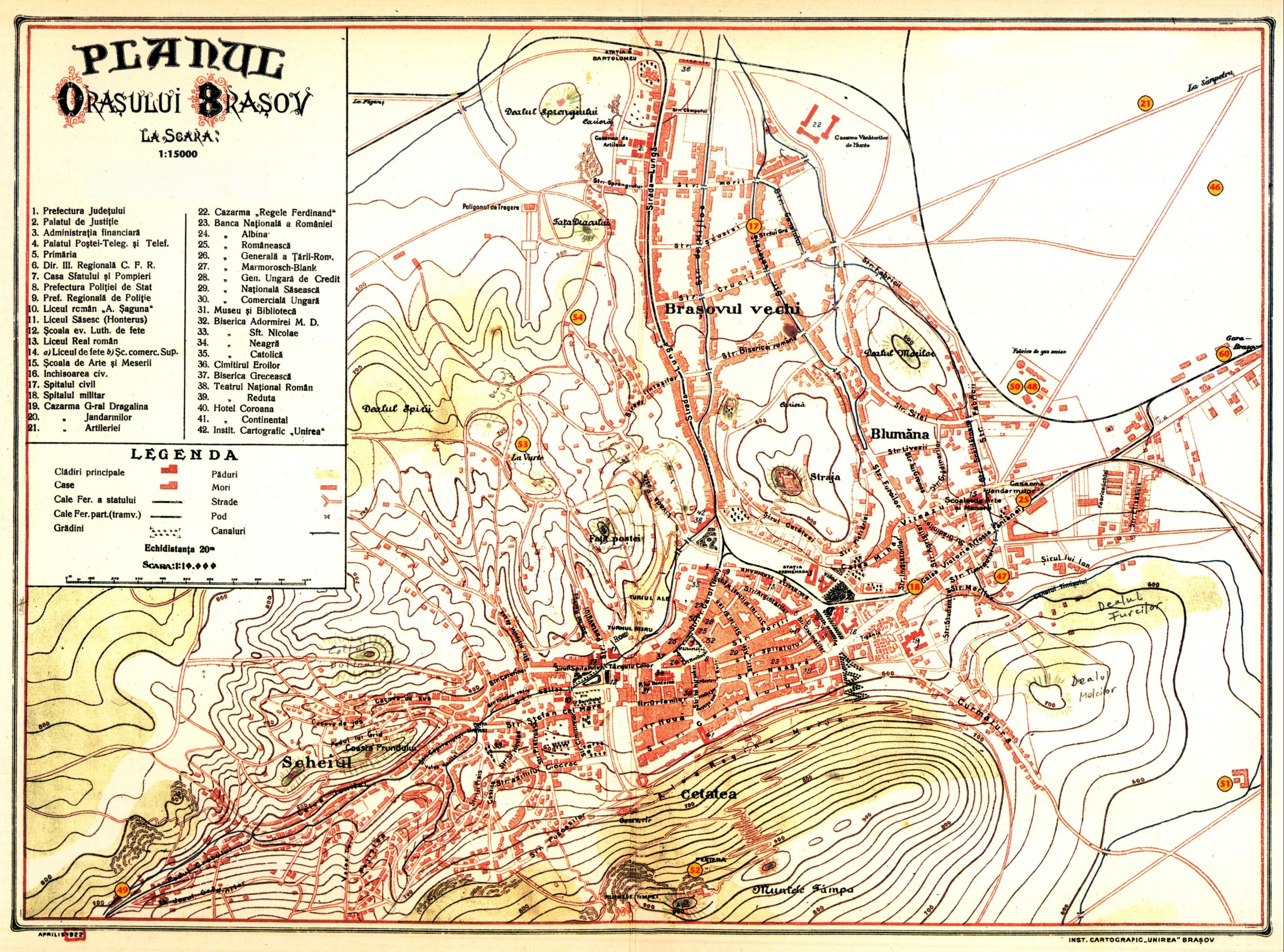
Harta Brașovului în 1922

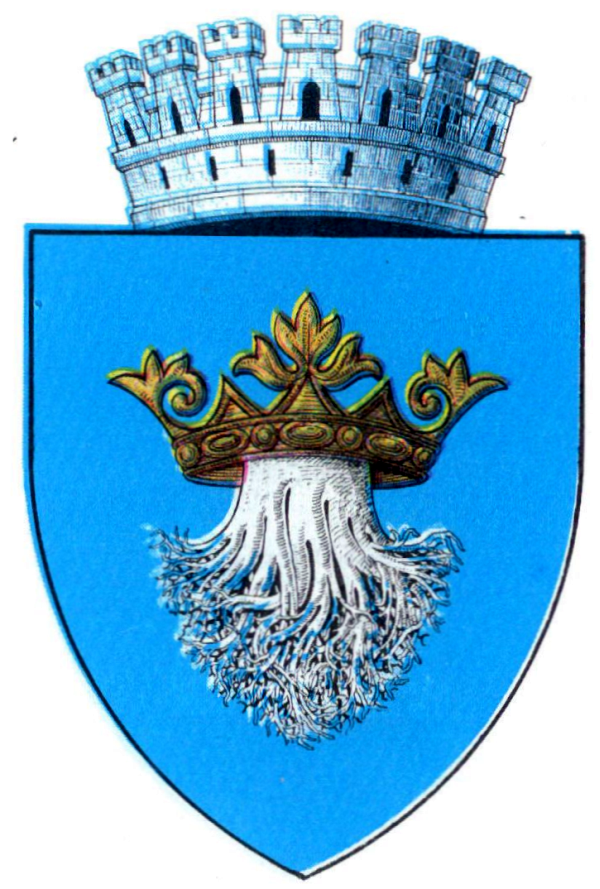
Stema orașului în perioada interbelică

1889: Brașovul dispunea de o centrală telefonică la care erau conectați 22 de abonați particulari. Exista o legătură telefonică cu Zărneștiul.
1891: Se introduce primul tramvai cu aburi la Brașov pe itinerarul Gara Bartolomeu - Piața Sfatului - Satulung (Săcele). Ulterior, locomotiva va fi înlocuită cu una pe bază de motorină.
1911: La 1 octombrie, Aurel Vlaicu efectuează un zbor cu noul său aparat, decolând din curtea Gimnaziului „Andrei Șaguna”.
1916, 16 august: Armata Română intră în Brașov. Dr. Gheorghe Baiulescu devine primul primar român al Brașovului. Pe 8 octombrie garnizoana românească din oraș este înfrântă în așa-numita Tranșee a morții din Bartolomeu. Administrația austro-ungară este repusă în drepturi.
1919: În Brașov este instalată administrația Regatului Român.
1930: Este înființată uzina electrică, cu finanțarea principalelor fabrici brașovene, nevoite până atunci să utilizeze generatoare proprii.
1936, februarie-august: Nicolae Ceaușescu este arestat în închisoarea aferentă Palatului de Justiție din Brașov, după care este condamnat la doi ani și șase luni de închisoare, pentru activitate subversivă și ultraj.
1940: Pe 10 noiembrie cutremurul puternic este resimțit și la Brașov (7,4 grade pe scara Richter).
1943: Până în 1944 Brașovul suferă distrugeri însemnate din cauza bombardamentelor aviației americane.
1945: În ianuarie, sașii din Brașov sunt deportați în U.R.S.S.

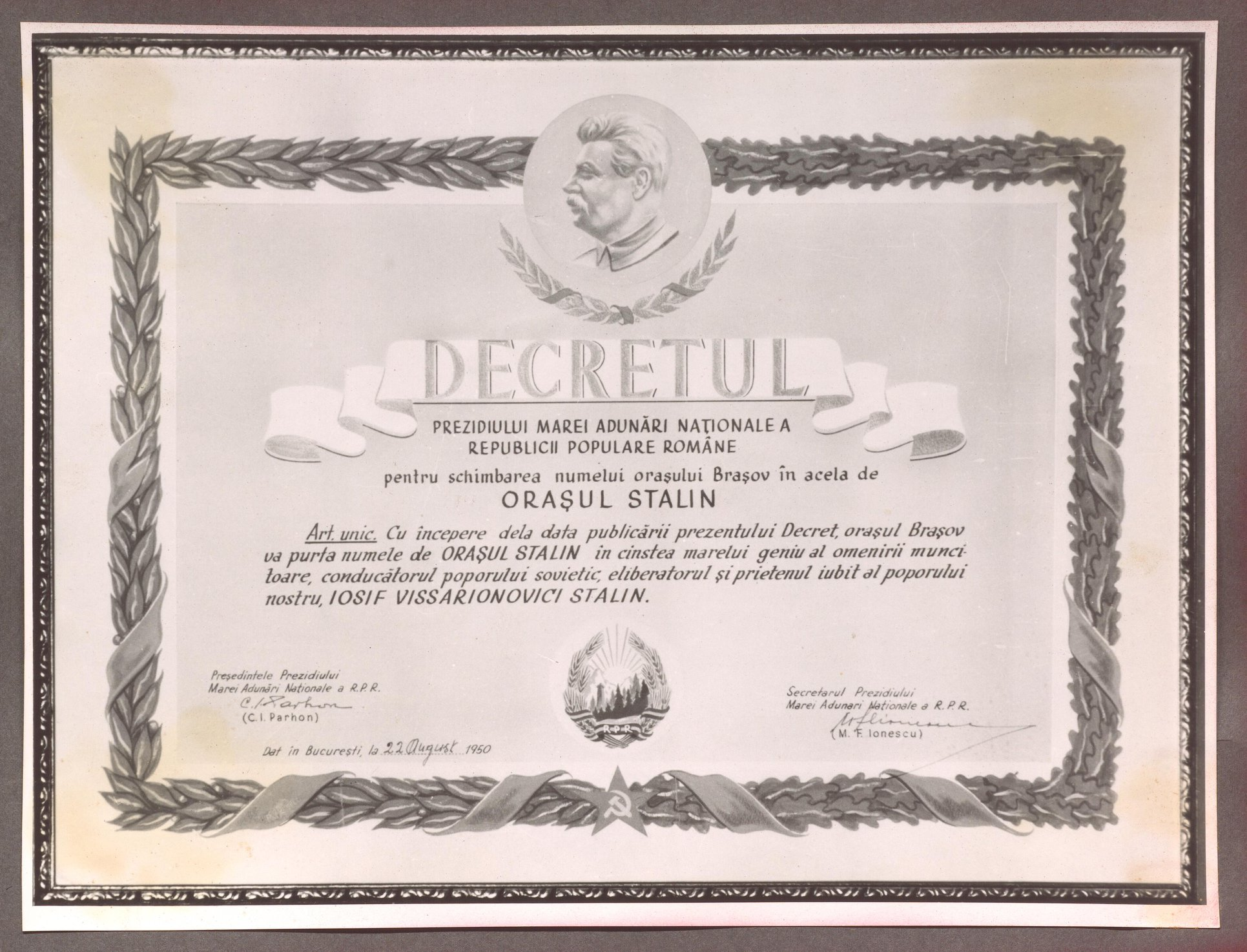
Decretul de schimbare a numelui în „Orașul Stalin”, 1950

Între 22 august 1950 și 24 decembrie 1960 s-a numit Orașul Stalin, după Iosif Vissarionovici Stalin, și a fost capitala regiunii cu același nume. A fost declarat municipiu la 17 februarie 1968.
1959: Are loc procesul scriitorilor germani.
1960: Se inaugurează clădirea Teatrului Dramatic.
1968: Are loc prima ediție a Festivalului Internațional „Cerbul de Aur”.
1971: Se înființează „Universitatea din Brașov”, prin unificarea Institutului Politehnic cu Institutul Pedagogic.
1977: Pe 4 martie se resimte un cutremur puternic (7,4 grade pe scara Richter). Ulterior au loc consolidări la Casa Sfatului, Poarta Șchei, Liceul Sportiv și la alte clădiri afectate.
1986, 31 august: Cutremur de pământ (7,2 grade pe scara Richter).
1987, 15 Noiembrie: Brașovenii se revoltă împotriva regimului comunist. Revolta de la Brașov a pornit de la Întreprinderea de Autocamioane, unde lucrătorii erau nemulțumiți de neplata salariilor cuvenite și înăsprirea condițiilor de trai. Li s-au raliat muncitori de la alte întreprinderi, precum și o mare parte a populației orașului. Revolta a fost înăbușită de forțele comuniste, iar liderii ei întemnițați și supuși la torturi și deportări.
1989, 21 - 25 decembrie: Revoluția. La Brașov au loc violențe soldate cu numeroase victime (84 morți și 236 răniți). Deține titlul de oraș-martir.
1990, 30 mai: Cutremur de pământ (6,9 grade pe scara Richter).
2004, 27 octombrie: Cutremur de pământ resimțit foarte puternic (6 grade pe scara Richter).

### Calamități abătute asupra Brașovului
- Cutremure: 1473, 1590, 1662, 1738, 1802, 1940, 1977, 1986, 1990.
- Furtuni: 1457, 1490, 1599, 1667, 1673, 1682, 1913.
- Incendii: 1461, 1519, 1689, 1718.
- Inundații:
- Invazii: 1241 (tătari), 1421 (turci), 1438 (turci), 1658 (tătari).
- Ciumă și alte boli mortale: 1495, 1510 - 1511, 1530 - 1531, 1572, 1588, 1602 - 1603, 1646, 1660¹, 1756.

¹ - pentru prima dată se iau măsuri eficiente de stăpânire a focarului.

## Numele și stema

### Etimologia toponimelorBrașovșiCorona

#### Ipoteza provenienței slavo-române
Brașov este un nume româno-slav  „Într-o lucrare din 1933, Nicolae Drăganu constata că numele Brașov era foarte răspândit în spațiul țării noastre: într-o comună Ileni, într-o altă comună Rodj în județul Timiș în veacul al XV-lea." În județul Neamț se afla o pădure și un hidronim Brașovana. Lângă Vaslui existau o vale și un sat Brașovenița. Lângă Buzău era Izvorul Brașovului și Poiana Brașovului. Lângă Ialomița era toponimul 'Brașovița 
Nicolae Drăganu atribuia toponimului o etimologie slavonă (slava veche) în baza numelui propriu Brașa (cf. Brasevo - Sârbo-Muntenegreanâ și Braskov, Brastice Ceho-Bohemia),. Sextil Pușcariu “Dar de la Bratoslav mai avem o formă hipocoristică, Brașa, care e la baza numelui Brașov, precum a presupus N. Drăganu” . I. Pătruț, slavist clujean, îl apreciază ca un derivat din antroponimul Braso
Profesorul Pavel Binder, într-un studiu din 1964, explică faptul că cele două numiri, Corona și Brașov, se suprapun în timp: Corona desemna cetatea, iar Brașov împrejurimile. Aceste afirmații atrag replica lui Alexandru Surdu, care apreciază că toponimul Brașov este totuna cu al cetății Brașov. Totodată, el socotește ca fantezistă interpretarea profesorului brașovean F. Philippi, conform căreia cele două denumiri, Corona și Brașov, se pot explica prin legenda regelui maghiar Solomon, care, îngropându-și coroana lângă un copac ar fi generat expresia slavă „crono na brad tschop-lita”, astfel încât din crono derivă Corona, iar din brad - Bra(d)șov.
Alți cercetători derivă numele de la cetatea Brașovia de pe Tâmpa, ideea fiind propusă în 1874 de F. Philippi și reluată în 1928 de G. Treiber și E. Jekelius. Astfel, ei localizează Brașovul inițial în cetatea de pe Tâmpa, de unde s-ar fi transmis mai apoi așezării din vale. Etimologic, ei considerau numele Barasu ca provenind din slavonul baras, însemnând „cetate” sau „adevăr”. Totuși, G. Kisch încearcă în 1929 o nouă derivare a celor două toponime, Corona și Brașov, după lucrarea lui F. Philippi: krun, care ar fi însemnat „ienupăr” sau „brădișor”, de unde numele de Brașeu > Bră(d)șeor. Dacă se acceptă varianta G. Kisch și F. Philippi, atunci trebuie menționat că bradul (arhaic *bradzŭ) este un hidronim [ref?] răspândit și aparține fondului autohton (traco-dac) al limbii române. Brașov poate reprezenta o formă autohtonă Brasus este un antroponim autohton atestat de inscripțiile din Dacia Romană.
Etimologistul Alexandru Ciorănescu consideră numele Brașov în legătură cu bîrsă /bârsă, variante bîrță /bârță.
În opinia istoricului Thomas Nagler, numele Brașov a fost preluat din slavă, însemnand ienupăr. Sașii au preluat acest nume, traducându-l în germana medievală ca Krane, denumire ce a devenit între timp Krone, ducând la numele de Kronstadt.
În general se consideră că, în stadiul în care se află cercetarea etimologiei și a istoriei Brașovului din partea filologilor și istoricilor, problema etimologiei Brașovului este încă deschisă oricăror concluzii.

#### Ipoteza provenienței turco-bulgare
Conform acestei ipoteze Brașov, în ungurește Brassó provine din Bara-su, și semnifică „apă tulbure”.
Fluvium Brassou este atestat într-un document din 1360. Chiar cronicarul șcheian Radu Tempea afirma că „Brașovul s-a numit pe numele apei ce-i zice Brașovia”. Pavel Binder plasează râul însă în Țara Bârsei și nu la poalele Tâmpei, probabil râul Ghimbav. Totuși, se pare că râul despre care se vorbește nu e altul decât actualul pârâu Graft, care, până a fi canalizat, venea din Șchei învolburat și mare .
Este un fapt istoric, că în secolul IX imperiul bulgarilor turci cuprindea și sudul Transilvaniei (vezi importanța minelor de sare de aici). Cuvântul de origine turcă veche „aszó” s-a păstrat până astăzi în foarte multe toponime din Ardeal și Ungaria (fostul Regat al Ungariei) unde au trăit populații de origine turcă (avari, bulgari turci, pecenegi, cumani). Exemple:
- Bondoraszó (Budureasa, Bihor)
- Karaszó (Cărăsău, Bihor)
- Farkasaszó (Fărcașa, Maramureș)
- Feketeaszó (Fântâna Brazilor, Harghita)
- Biharhosszúaszó (Husăsău de Tinca, Bihor)
- Krasznahosszúaszó (Huseni, Sălaj)
- Vaskohaszód (Izbuc, Bihor)
- Laszó (Lăsău, Hunedoara)
- Naszód (Năsăud)
- Aszó (Osoi, Cluj)
- Szarvaszó (Sarasău, Maramureș)
- Aszóirtás (Sohodol, Bihor)
- Sikaszó (Șicasău, Harghita)
- Marosaszó (Ususău, Arad)
- Hosszúaszó (Valea Lungă, Alba)
- Krassó (Karaszó: "apă neagră") (Caraș) (Vezi și „Feketeügy”, adică Râul Negru în jud. Covasna
- Aszód (localitate în Ungaria; cu sufixul posesiv -d)
- în regiuni locuite de ceangăi: Aszó (Asău, Bacău), pârâul Aszó (Asău, jud. Neamț) etc.

#### Termeni derivați
- Brașoavă — Balivernă, minciună, scorneală, palavră. Provine de la obiceiul negustorilor brașoveni de a-și lăuda marfa prin târguri, de cele mai multe ori în mod exagerat.
- Brașovean — (formă învechită) Negustor care vindea mărfuri de Brașov.
- Brașoveancă — Căruță sau trăsură mare cu coviltir. Au fost cunoscute românilor în primul rând cele fabricate aici.
- Brașovenește — Cu minciuni, cu palavre. „Nu-mi vorbi brașovenește că nu-mi plac brașoavele!” (V. Alecsandri).
- Brașovenie — Marfă produsă în Brașov, ori prăvălie unde se vindea astfel de marfă.
- Ladă de Brașov — Ladă produsă în acest oraș, bogat ornamentată în culori și foarte solidă. „...Adevăratul provincial nu merge niciodată la drum decât cu ladă de Brașov” (M. Kogălniceanu).

### Stema și steagul municipiului

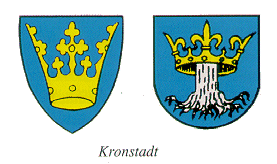
Stemele vechi ale Brașovului

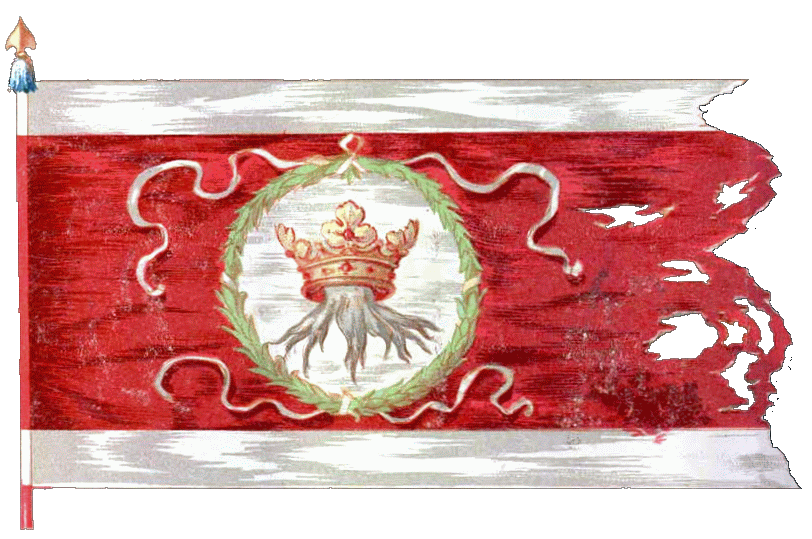
Steagul Brașovului din anul 1600

Steagul actual al Brașovului

În 1353 stema Brașovului consta dintr-o coroană cu fleuroane în formă de crin, însoțită de o floare de crin. Din 1429 a apărut și trunchiul de copac aflat sub coroană. Împreună, aceste simboluri sunt arme vorbitoare, adică sugerează prin desen numele cetății (Corona). Stema actuală a municipiul Brașov, aprobată de Consiliul Local în anul 1996, conține un scut albastru pe care apare un trunchi de copac cu 13 rădăcini argintii — cele 13 comune ale Țării Bârsei — care ies dintr-o coroană aurie cu trei lobi — simbolul puterii. Scutul este timbrat de o coroană murală de argint, formată din șapte turnuri — însemnul specific pentru municipii reședință de județ. Semnificația în ansamblu a stemei este „Înțelepciunea și Puterea conduc de-a pururi Cetatea”. Stema a fost aprobată de către Comisia Națională de Heraldică, din cadrul Academiei Române.
Steagul Brașovului, adoptat de Primărie, este realizat din mătase alb-argintie și are pe cele două fețe stema municipiului. Deasupra stemei sunt inscripționate cuvintele „MUNICIPIUL BRAȘOV”, iar sub stemă „Deo vindici Patriæ”. Totuși, steagurile existente diferă întrucâtva de prevederile hotărârii consiliului local. Pe steag se află doar stema municipiului, sub care, cu litere groase roșii, scrie BRAȘOV. Aceste elemente se întâlnesc doar pe aversul steagului, reversul rămânând alb.
Mai există și un steag neoficial, propus de Președintele Consiliului Județean, steag care datează din 1600. Este realizat după o copie a acestuia aflată la Potsdam, în Germania. A reprezentat un cadou pentru împăratul Rudolf al II-lea din partea lui Mihai Viteazul. Astfel, pe fundal vișiniu (probabil purpuriu inițial) delimitat, sus și jos, de două benzi galbene, se află, într-un cerc albastru delimitat de o împletitură aurie, stema Brașovului, sub care scrie „CORONA” cu litere gotice. De deasupra și de dedesubtul cercului central pornesc panglici galbene către colțuri. În mod curent, acesta este expus astăzi în fața clădirii în care se află Consiliul Județean (respectiv Palatul Justiției), pe Turnul Alb și la Belvedere, pe dealul Warthe, deasupra Turnului Negru. Locul din urmă beneficiază și de iluminat festiv pe timp de noapte, în mod similar drapelului național de pe Tâmpa.

## Geografie

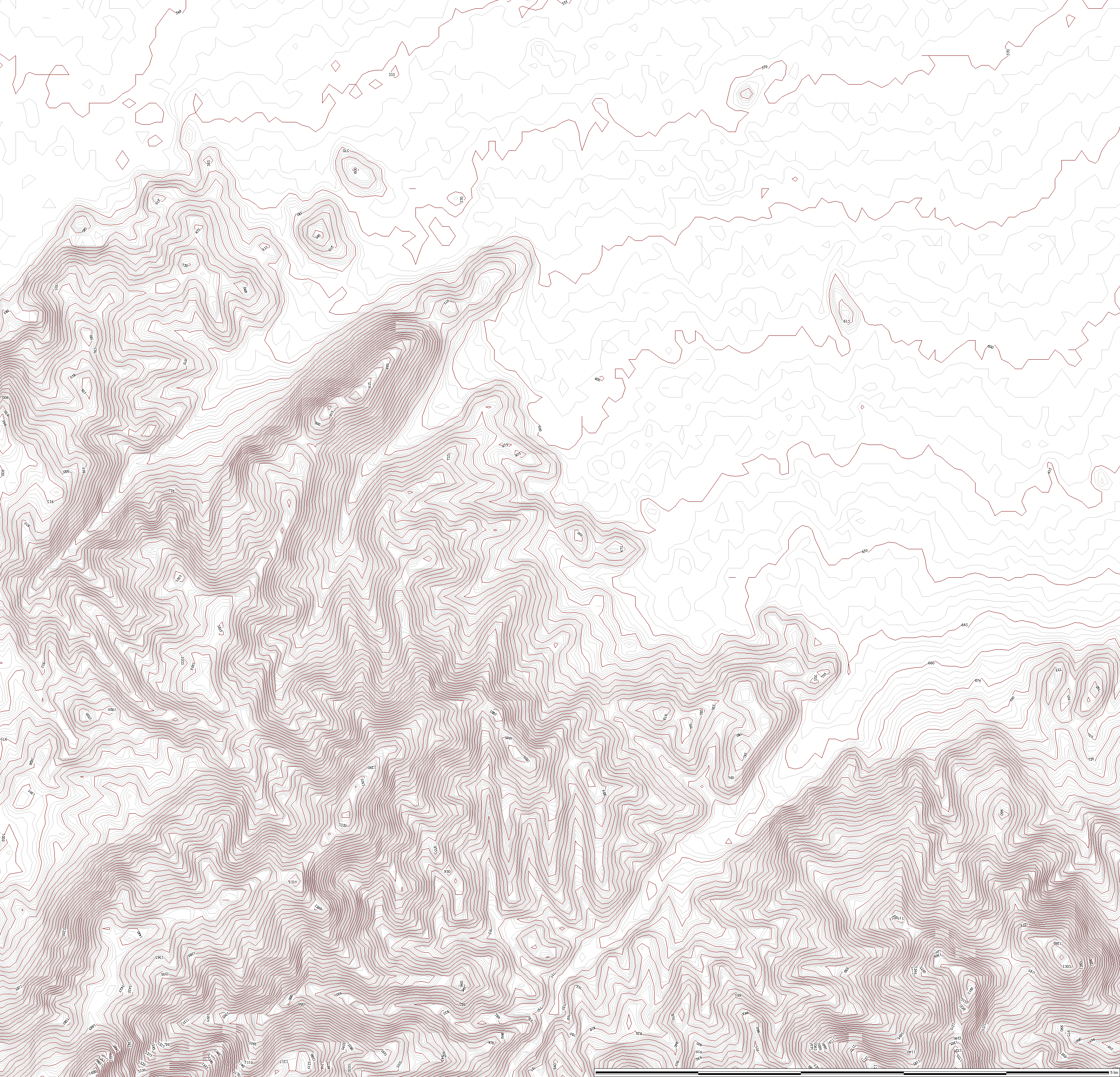
Topografia Brașovului în curbe de nivel cu elevație de 3m.

### Localizare
Municipiul Brașov, reședința județului, se află în centrul țării, la 161 km de București, în Depresiunea Brașovului. Este situat la o altitudine medie de 625 m, în curbura internă a Carpaților, fiind delimitat în partea de S și SE de masivul Postăvaru, care pătrunde printr-un pinten (Tâmpa) în oraș, și masivul Piatra Mare. Este accesibil cu automobilul/autobuzul sau cu trenul. În apropierea sa se găsesc localitățile Predeal, Bușteni, Sinaia, Făgăraș și Sighișoara. Municipiul are o suprafață de 167,32 km². Treptat, în procesul de dezvoltare, Brașovul a înglobat în structura sa satele Noua, Dârste, Honterus (astăzi cartierul Astra) și Stupini. De asemenea, pe lângă Tâmpa, municipiul s-a extins înconjurând și Dealul Șprenghi, Dealul Morii, Dealul Melcilor, Dealul Warthe, Straja (Dealul Cetății) și Dealul Pe Romuri, Stejărișul și chiar vârful Postăvaru. Prin înglobarea în structura sa a vârfului Postăvaru, Brașov a devenit orașul aflat la cea mai mare altitudine din România.

### Hidrografie
Prin municipiul Brașov trec râurile Șcheiu (numit și râul Graft), Valea Tei, Valea Răcădău, Valea Plopilor cu Valea Scurtă, Valea Florilor, Gorganu, Râul Timiș și Canalul Timiș.

### Flora si Fauna
Flora municipiului nu diferă de cea a județului. Animalele sălbatice sunt rare, trăind retrase în pădurile din împrejurimi. Turiștii care se aventurează în acestea sunt avertizați că pot întâlni urși, lupi sau vulpi. Muntele Tâmpa este declarat rezervație naturală (203,4 ha) care protejează câteva specii de plante rare și endemice. Spre exemplu, pe versantul sudic există mici suprafețe cu vegetație de stepă.
Brașov este singurul oraș din lume care include în teritoriul său administrativ o rezervație naturală, muntele Tâmpa, și un vârf muntos, vârful Postăvaru.

### Climă și precipitații
În Brașov, vara durează aproximativ 50 de zile, iar iarna durează circa 90 de zile. Clima municipiului Brașov are un specific temperat-continental, caracterizându-se prin nota de tranziție între clima temperată de tip oceanic și cea temperată de tip continental: mai umedă și răcoroasă în zonele de munte, cu precipitații relativ reduse și temperaturi ușor scăzute în depresiune. Temperatura obișnuită de vară se situează în intervalul 22 °C – 27 °C, iar cea de iarnă între -18 °C și -2 °C. Deseori iarna, temperatura în Poiana Brașov ajunge la -15 °C (la soare), în această stațiune putând fi practicate aproape toate sporturile de iarnă. Stratul de zăpadă prielnic pentru schiat durează aproximativ 71 de zile la Brașov. Umiditatea aerului are valori medii anuale de 75%.

## Demografie

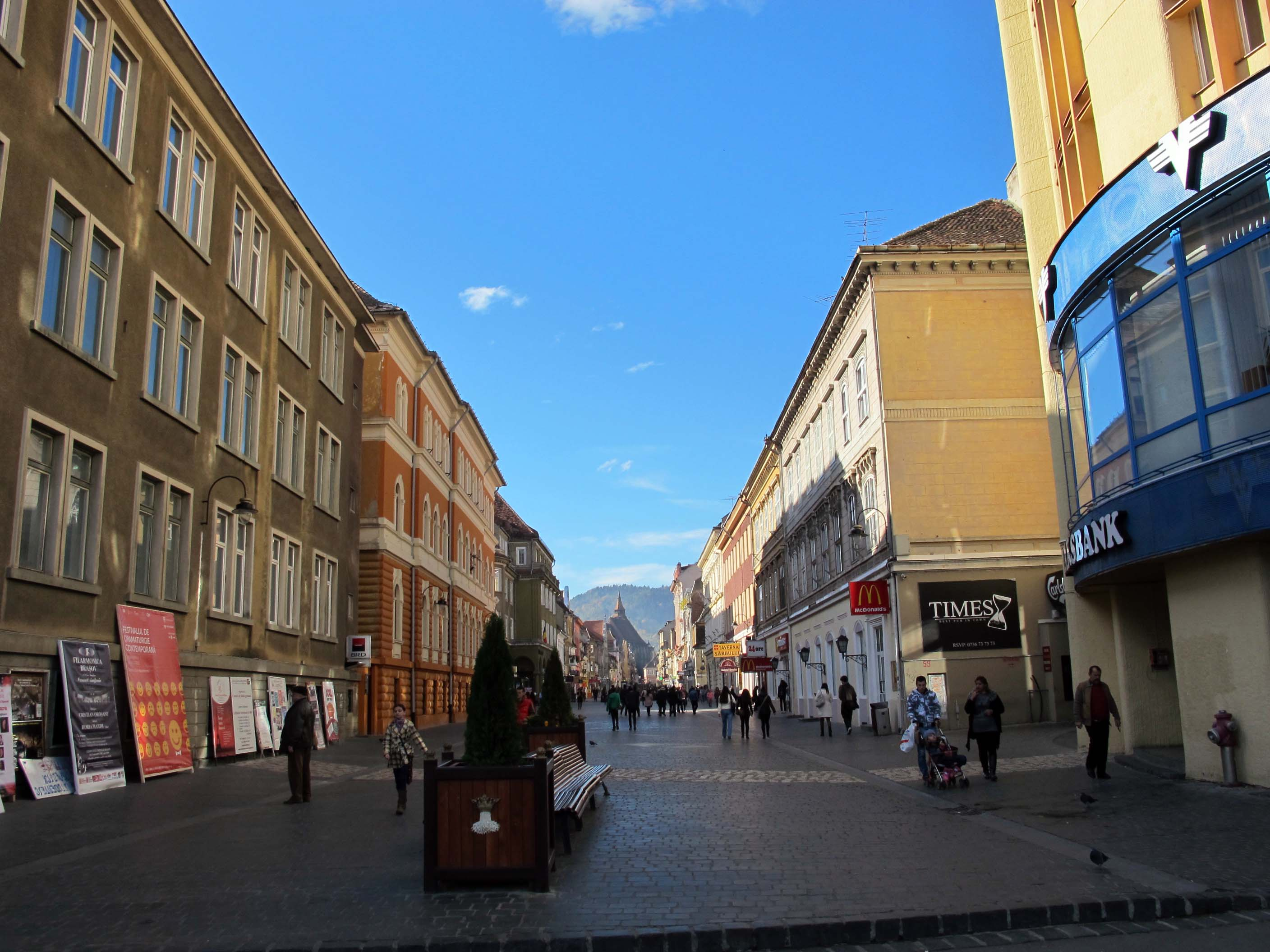
Strada Republicii

De-a lungul timpului, odată cu dezvoltarea economică a orașului și extinderea acestuia, a crescut și populația sa. Numai pentru ultimele secole, se poate aprecia sporul aproape exponențial:
- 1890: ||½ 30 781 locuitori
- 1930: ||||| 59 232 locuitori
- 1941: ||||||| 84 557 locuitori
- 1948: ||||||| 82 984 locuitori
- 1972: |||||||||||||||| 192 205 locuitori¹
- 1992: |||||||||||||||||||||||||| 323 736 locuitori
- 2000: ||||||||||||||||||||||||||| 330 702 locuitori²
- 2002: |||||||||||||||||||||||| 284 596 locuitori
- 2011: |||||||||||||||||||||| 253 200 locuitori

Note: ¹ include și comuna suburbană Ghimbav; ² număr estimativ.

### În trecut

#### 1850
Conform recensământului din 1850 populația Brașovului era de 21.782 de locuitori, dintre care:
- 8.874 germani (40,8%)
- 8.727 români (40%)
- 2.939 maghiari (13,4%)
- 780 rromi (3,6%)
- 67 evrei (0,3%)
- 1.242 alții (greci, bulgari etc.)

#### 1890
În anul 1890 Brașovul avea 30.739 locuitori, din care:
- 10.441 maghiari (34%)
- 9.758 români (31,7%)
- 9.578 germani (sași) (31,2%)
- 3.753 alții

#### 1930

Populația Brașovului în 1930

Conform recensământului din 1930 populația orașului Brașov era de 59.232 de locuitori, dintre care:
- 23.269 maghiari (39,3%)
- 19.372 români (32,7%)
- 13.014 germani (22,0%)
- 2.267 evrei (3,8%)
- 267 cehi și slovaci (0,5%) ș.a.

Ca limbă maternă în Brașov domina limba maghiară, declarată drept limbă maternă de 24.977 de persoane reprezentând 42,2% din locuitori, urmată de limba română, declarată limbă maternă de 19.378 de persoane reprezentând 32,7% din populația orașului, respectiv germana, vorbită ca limbă maternă de 13.276 de persoane reprezentând 22,4% din locuitori. Restul limbilor erau vorbite fiecare de mai puțin de 1% din populația urbană. Se cuvine menționată limba idiș, care a fost declarată drept limbă maternă de un număr de 537 de persoane, reprezentând 0,9% din populația Brașovului.
Sub aspect confesional populația Brașovului era alcătuită din:
- 17.763 ortodocși (30,0%)
- 13.207 romano-catolici (22,3%)
- 13.050 luterani (22,0%)
- 8.237 reformați (13,9%)
- 2.594 mozaici (4,4%)
- 2.049 greco-catolici (3,5%)
- 1.905 unitarieni (3,2%) ș.a.

Restul confesiunilor reprezentau fiecare sub 1% din populația orașului Brașov.

### 2002

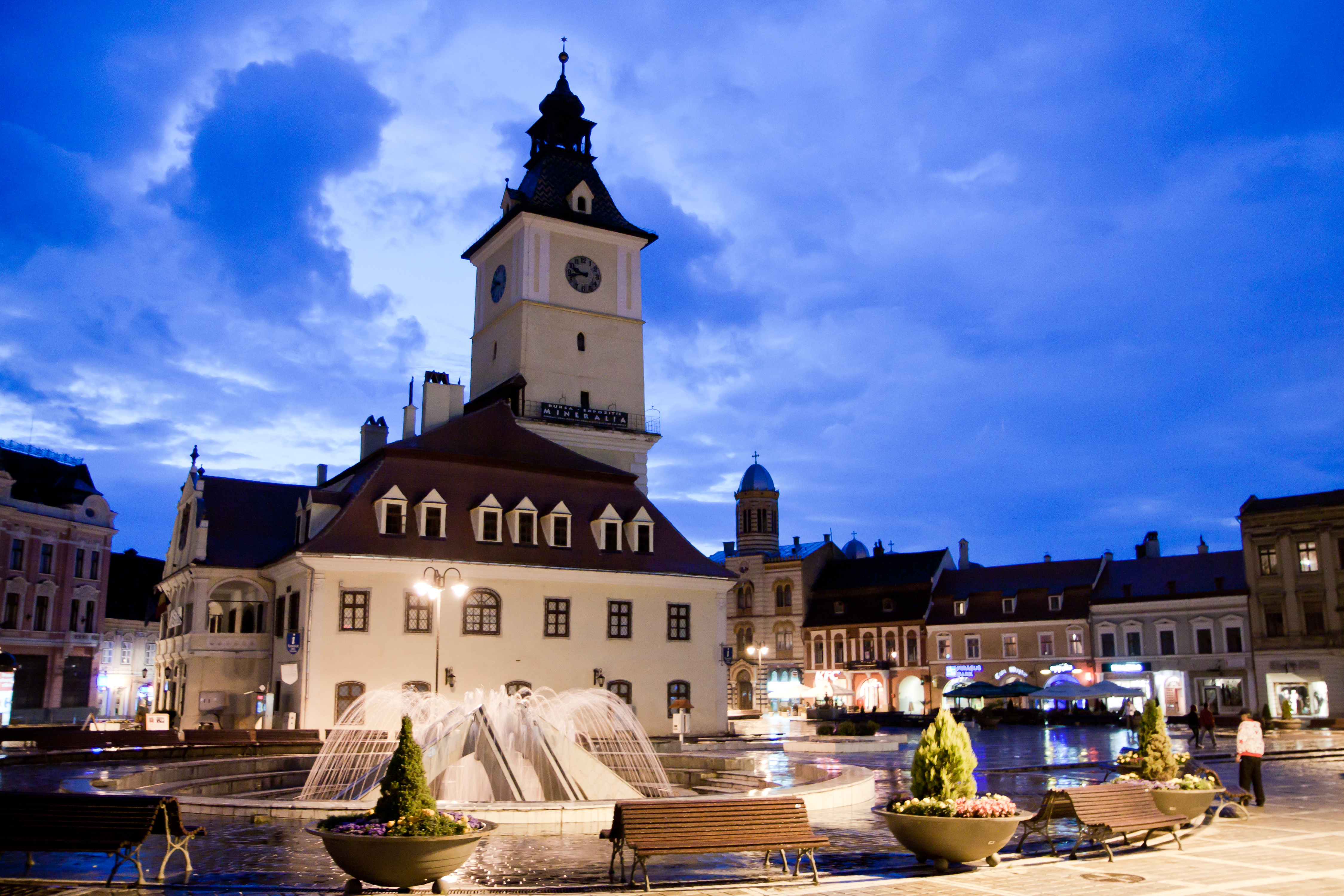
Piața Sfatului

Municipiul Brașov avea, potrivit recensământului din 2002, o populație de 284.596 locuitori.
Structura etnică a acesteia era următoarea:
- Români: 258.042 (90,69%)
- Maghiari (incluzând secui): 23.176 (8,54%)
- Sași: 1.717 (0,60%)
- Țigani: 762 (0,26%)
- Evrei: 120
- Alte naționalități: (ruși, greci, italieni, turci): 871 (0,31%)

Recensământul din anul 2002 a relevat că în Brașov există următoarele confesiuni: Ortodocși - 244.220, Reformați-Calvini, Greco-catolici, Penticostali, Unitarieni, Romano-catolici, Baptiști și Adventiști de Ziua a Șaptea. De asemenea 273 persoane s-au declarat fără religie și 238 atei.
Împreună cu regiunea metropolitană, creată în 2007, Brașovul ar avea, estimativ 400.000 de locuitori (2007).

### 2011
Municipiul Brașov avea, potrivit recensământului din 2011, o populație de 253.200 locuitori. Structura etnică a acesteia era următoarea:
- Români: 208.757 (91,3%)
- Maghiari (incluzând secui): 16.172 (7,1%)
- Sași: 1.079 (0,5%)
- Romi: 916 (0,4%)
- Alte naționalități (ruși, evrei, greci, italieni, turci): 1037 (0,7%).

### Astăzi
Municipiul Brașov are, potrivit ultimului recensământ (2021), 237.589 locuitori.

## Cultură și educație

### Istoric

Teatrul Dramatic

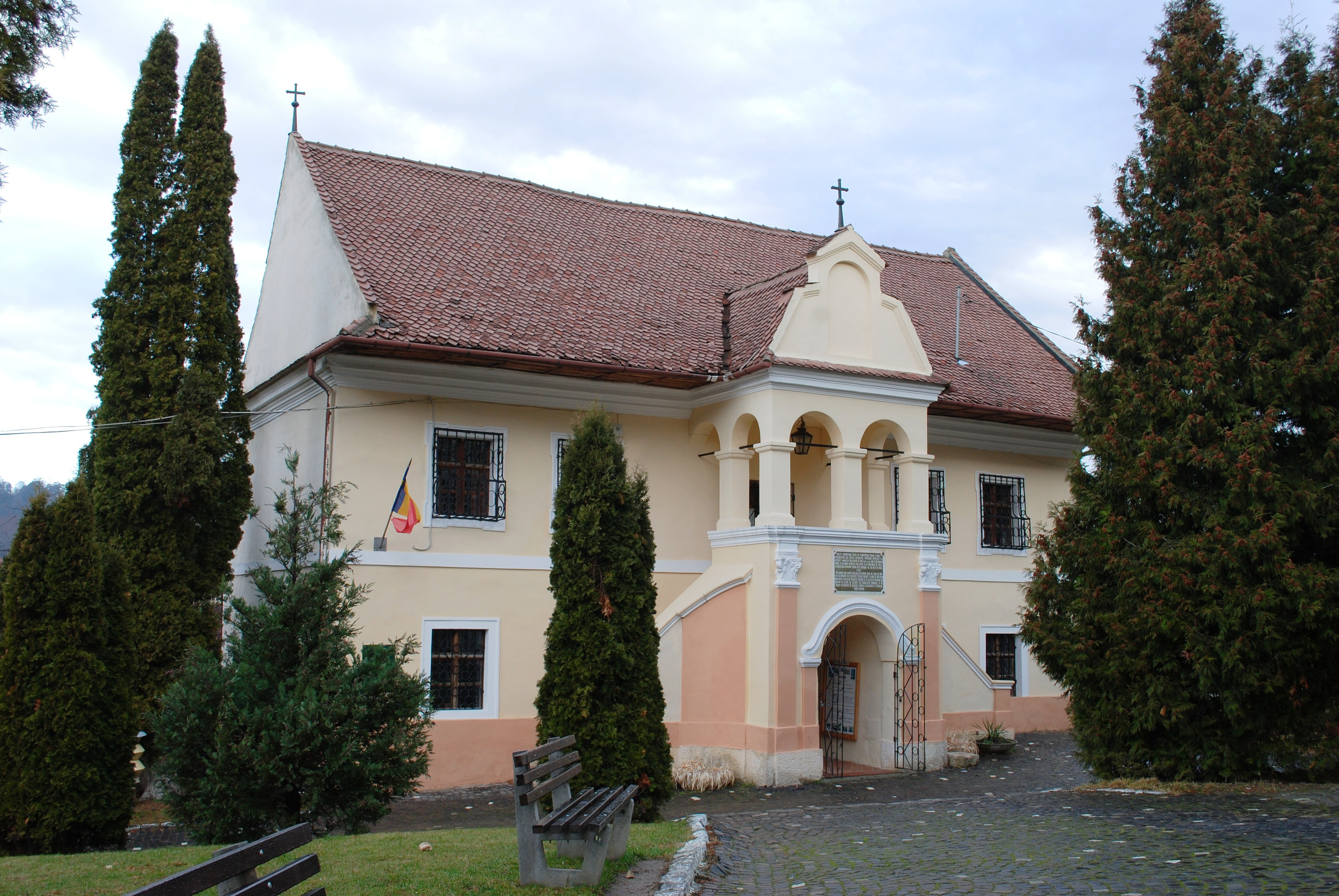
Prima școală românească din Șcheii Brașovului (1760), astăzi muzeu

Prima școală românească din Șchei este atestată din 1497, cu seria sa de dascăli (familia Tempea, Diaconu Coresi, Dimitrie Eustatievici etc.) și tiparniță proprie. Lucrările apărute aici s-au răspândit în întreg spațiul românesc. Totodată, preoți șcheieni plăteau mari sume de bani pentru înzestrarea școlii și a bisericii Sf. Nicolae cu manuscrise și tipărituri. În cetate a activat în secolul al XVI-lea umanistul sas Johannes Honterus, care a inclus școala și bogata bibliotecă a mănăstirii dominicane în Liceul Evanghelic Luteran din Brașov (în prezent Colegiul Național Johannes Honterus din Brașov), pe care l-a prevăzut cu o tiparniță. A editat numeroase cărți, iar biblioteca sa a fost faimoasă prin colecția sa de incunabule. Incendiul Brașovului din 1689 le-a mistuit aproape în întregime. Începând cu secolul XIX s-au înmulțit școlile, au apărut teatre, publicații, s-au organizat diverse serbări cu specific, au apărut telegraful și telefonul. În acel veac au activat în oraș numeroși intelectuali precum cea din familia Mureșenilor, George Barițiu, Ioan Pușcariu, dascălii de la gimnaziul românesc, profesorii de la liceul Honterus etc. În oraș au existat filiale ale Casinei române și ASTREI. 
Primele ziare editate la Brașov au fost Gazeta de Transilvania (1838), Kronstädter Zeitung (1849) și Brassói Lapok⁠(hu)[traduceți] (1895).
Secolul XX a adus cinematograful, radioul, televiziunea și internetul.

### Instituții de cultură

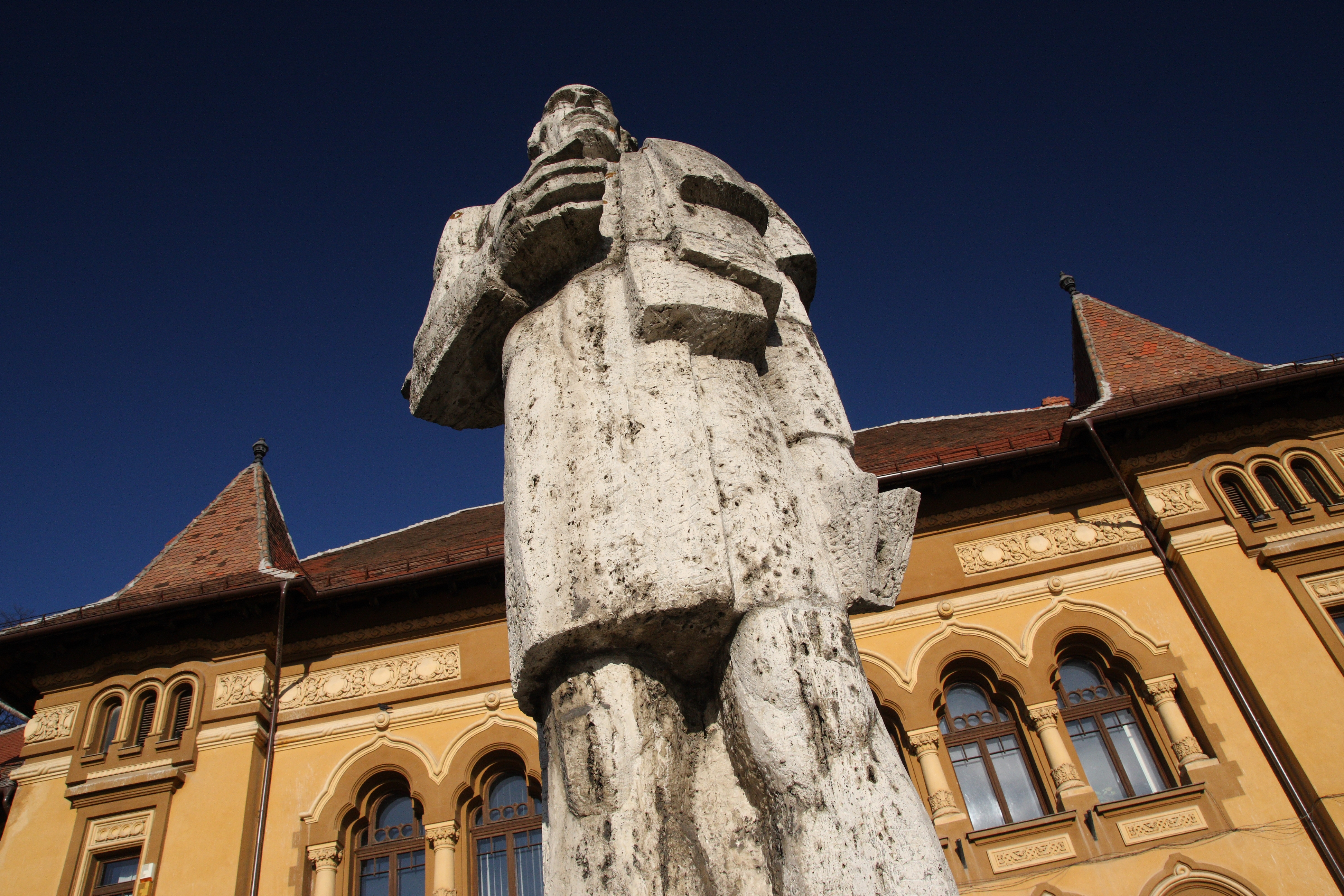
Biblioteca Județeană "George Barițiu"

În Brașov au fost înființate câteva teatre și o filarmonică: Teatrul „Sică Alexandrescu”, Opera Brașov (inițial Teatrul Muzical, apoi Teatrul Liric), Filarmonica „Gheorghe Dima”, Teatrul de păpuși „Arlechino”, Centrul Cultural „Reduta”. De asemenea, există și o serie de organizații culturale, în mare parte înființate după 1990. Merită să amintim de Uniunea Artiștilor Plastici, Asociația culturală Musashino (Japonia), Alianța Franceză, Centrul Cultural German, British Council, Casa de cultură a studenților și de Centrul Cultural Japonez. Bibliotecile sunt bine răspândite în oraș, în principal datorită filialelor Bibliotecii Județene "George Barițiu". Au fost înființate însă și alte biblioteci: Biblioteca Alianței Franceze, Biblioteca Universității „Transilvania”. Cartea este prețuită mult de brașoveni, aici existând atât o serie de librării și anticariate (Librăria Șt. O. Iosif, Librăria George Coșbuc, Librăria Ralu, Librăria Teora, Anticariatul Aldus, Anticariatul Sympozion) cât și de edituri (Aldus, Brastar, Diversitas, Editura Univ. «Transilvania», Fundația culturală «Arania», Liternet, Mix, Phoenix (Virtipolux), Romprint). Cinematografele s-au împuținat față de perioada comunistă, în principal din cauza apariției sistemelor performante de home theatre. Cele care au mai rămas sunt: Cinema One din Mall-ul Coresi. Domeniul muzicii este reprezentat din nou cu succes, de către Orchestra Filarmonicii «Gheorghe Dima», formația rock Grup 74, formația rock Conexiuni, formația rock Ăia, formația rock Experimental, grupurile folk Om Bun și Taine Folk, formația dance Hi-Q și formația dance Fly Project.

### Arhitectură

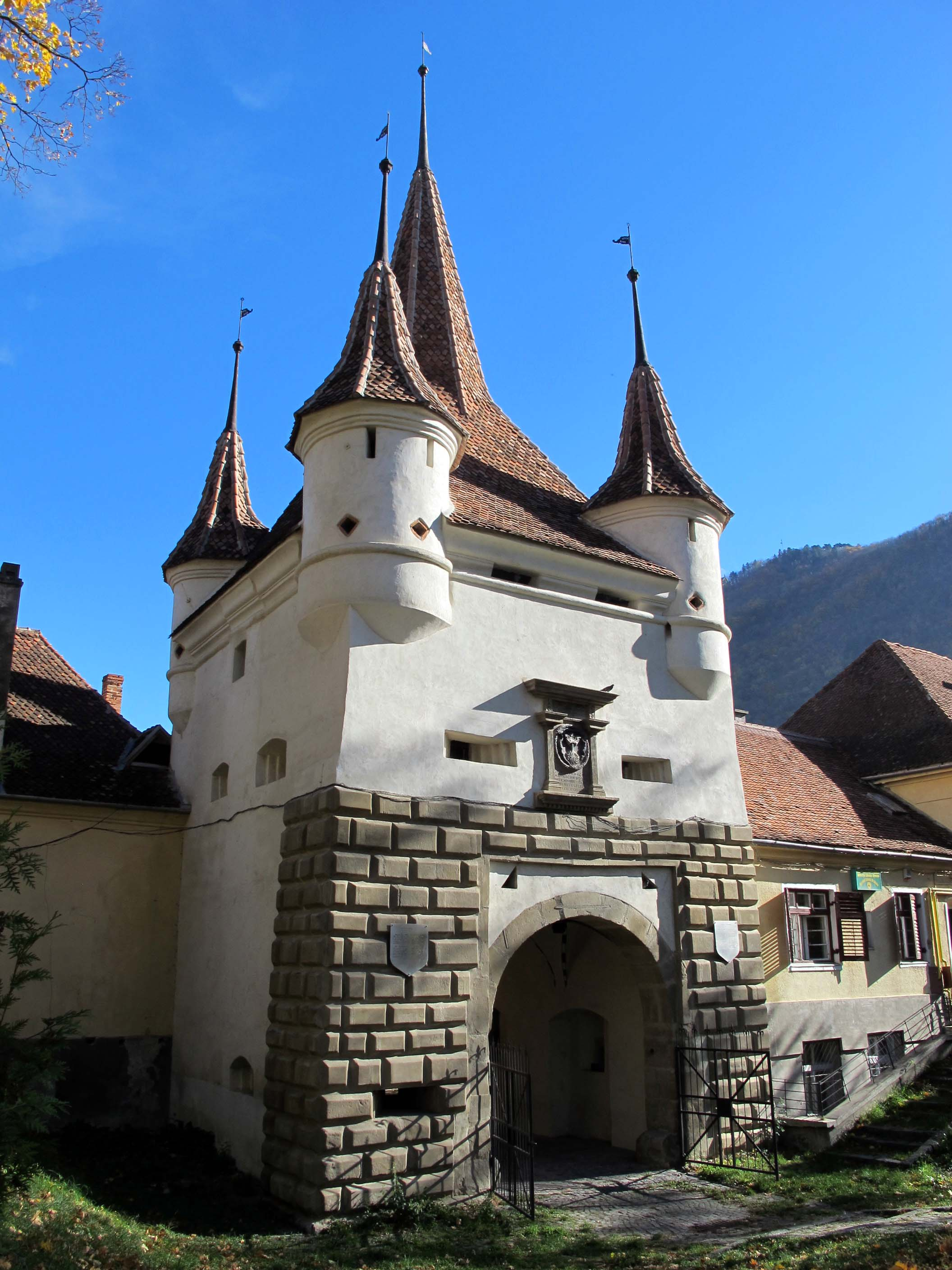
Poarta Ecaterinei, în stil clasic

Arhitectura brașoveană, este specifică, fiecare casă avându-și pitorescul ei. Ridicarea construcțiilor s-a făcut, de-a lungul timpului, conform unor principii urbanistice bine stabilite, impuse de condițiile geografice ale Brașovului. Astfel, casele din Cetate se sprijină una pe alta, pe când cele din cartierele exterioare sunt mai răsfirate.
Cu greu se mai pot întâlni astăzi clădiri vechi, datând de secole. Acestea au de regulă un singur etaj, pereții exteriori sunt lipsiți de ornamente, iar ferestrele sunt mici, comparativ cu standardele actuale. Exceptând Biserica Sf. Bartolomeu (secolul XIII), Biserica Neagră (secolul XIV cu excepția boltei și a acoperișului) și fortificațiile (secolul XV), se pot aminti Casa Jekelius, Biblioteca Honterus și Grânarul orașului, toate datând din secolul XVI.
Stilurile arhitecturale variază de la romanic (Biserica Sf. Bartolomeu), gotic (Biserica Neagră), clasic (Poarta Ecaterinei), renascentist (astăzi mai puțin observat, datorită renovărilor, caracteristic porților cu boltă rotundă, interiorul Casei Sfatului), la baroc (casele secolului XVIII, în special fațada Casei Sfatului și stucaturile locuințelor din Șchei; Biserica romano-catolică Sf. Petru), rococo vienez, neorenascentist, neobaroc (secolul XIX; toate palatele din Brașov sunt construite în acest stil), Art Nouveau, brâncovenesc (Biblioteca Județeană „George Barițiu”, casele din Șchei care au aparținut familiilor domnitoare din Țara Românească) și modern (construcțiile de după 1980).

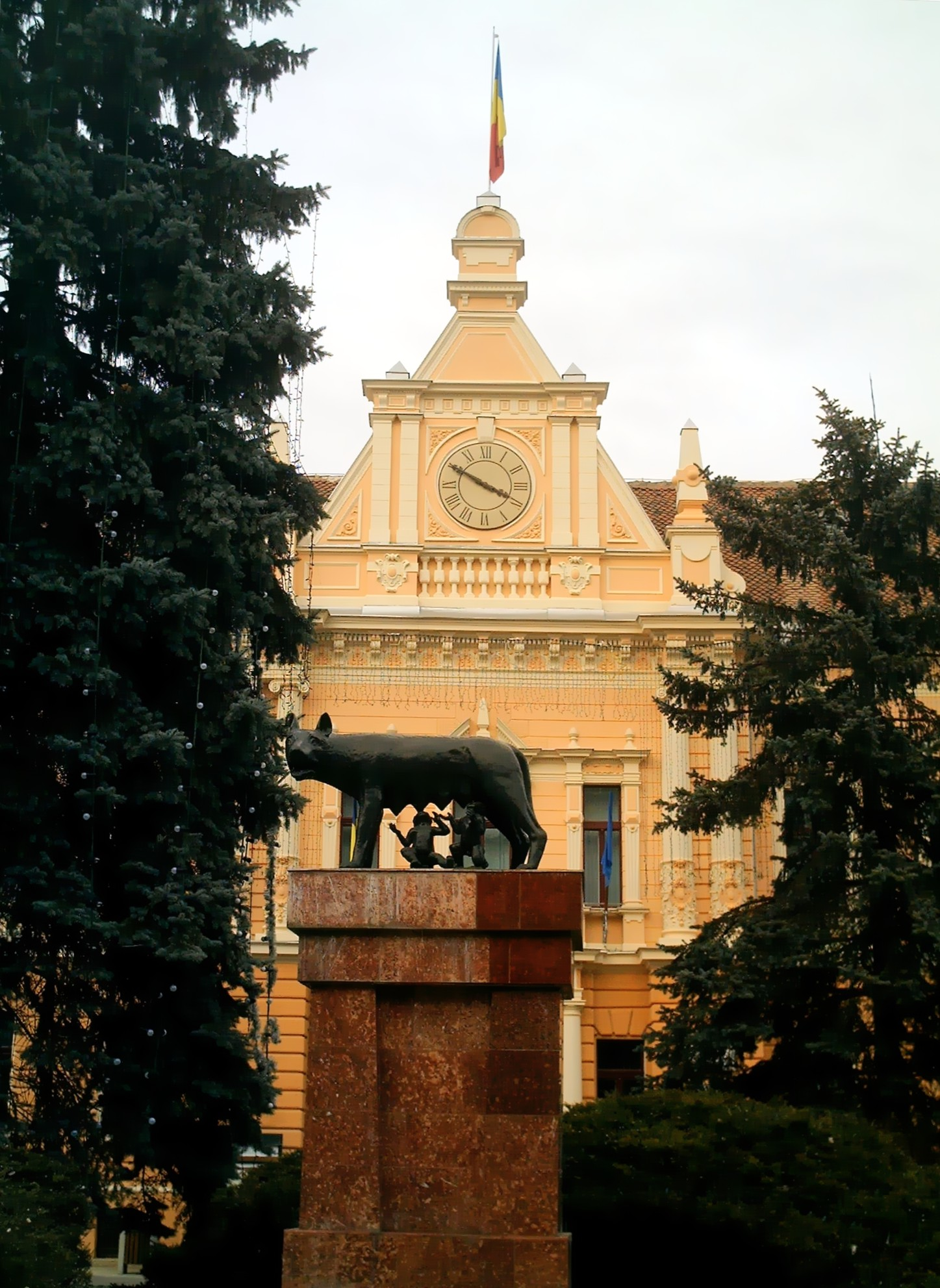
Copie a statuii Lupa Capitolina plasată în fața intrării festive a Primăriei Brașov

În acest oraș a fost confecționată și instalată o copie a „Statuii Lupoaicei” („Lupa Capitolina”), simbolul latinității poporului român.
În secolul al XXI-lea au fost construite clădiri în zona de afaceri a municipiului. Majoritatea adăpostesc birouri, centre comerciale sau sedii ale unor instituții publice. Cea mai mare parte din aceste clădiri respectă stilul cromatic predominant: nuanța de gri specifică blocurilor de locuințe. Se estimează că zona de afaceri va cunoaște o mare extindere în următorii ani.

### Festivalul Internațional „Cerbul de Aur”
„Cerbul de Aur” este un festival brașovean de tradiție, care adună pe scena sa tinere talente și valori internaționale. Festivalul a fost organizat pentru prima dată în 1968, la dorința expresă a guvernului român , ce voia să demonstreze Vestului că România este o țară deschisă. Patru ani mai târziu, Ceaușescu a desființat Cerbul, prin urmările celebrelor/ faimoaselor sale teze din aprilie. Pe scena Cerbului au urcat numeroase celebrități, atât ca și concurenți (Julio Iglesias, 1970; Enrique Iglesias; Christina Aguilera, 1997), cât și pentru a susține concerte (Charles Aznavour, Cliff Richard, Dalida, Josephine Baker, Rita Pavone, Patricia Kaas, Kenny Rogers, Boy George, Ray Charles, Kylie Minogue, Diana Ross, Vaya Con Dios, Toto Cutugno, Jerry Lee Lewis, P!nk, Kelly Family, Ricky Martin) difuzându-se în direct la Televiziunea Română.
Până în prezent au avut loc 17 ediții, festivalul fiind întrerupt și reluat de mai multe ori de-a lungul anilor. Ultima ediție a avut loc în 2009, ulterior Televiziunea Română declarând că deocamdată nu dispune de fondurile necesare organizării altor ediții.
Între 29 august  și 2 septembrie 2018, a fost organizată o nouă ediție a festivalului.

### Junii Brașoveni

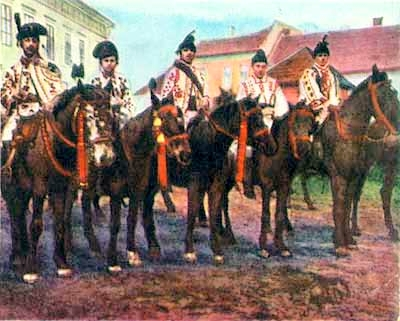
Juni brașoveni, delegați la Marea Adunare Națională de la Alba Iulia din 1918

În fiecare an, în Șcheii Brașovului, în prima duminică de după Paști - a Tomii - atât brașovenii cât și turiștii asistă la un spectacol cu elemente de mit, rit, ceremonial și magie. Este vorba despre defilarea junilor și manifestarea obiceiurilor pe care aceștia le-au moștenit din timpuri străvechi. „Junii trebuie priviți ca un rest de epocă păgână, o străveche serbare de primăvară, care serbează reînvierea naturii, învingerea soarelui asupra asprimii și gerului iernii, începutul vieții noi... iar serbarea trebuie considerată ca un cult religios precreștin, confirmată și de împrejurarea că ea se petrece tot timpul pe dealuri, fiind un obicei cunoscut încă de la daci” (Julius Teutsch, cronicar sas). Junii din Șchei și cei din Brașovul Vechi împart tradiții comune și au fost uniți spațial, înainte de venirea sașilor, care treptat i-au despărțit cu Cetatea. Abia după 1918 li s-a permis revenirea în Șchei a brașovechenilor. Există șapte grupuri de juni, după cum urmează: Junii Tineri, Junii Curcani, Junii Bătrâni, Junii Dorobanți, Junii Albiori, Junii Roșiori și Junii Brașovecheni.
Vasile Oltean in cartea Junii din Șcheii Brașovului - Monografie Istorica - menționează că:
"George Barițiu, fără a semna articolul, în primul periodic brașovean, la 26 martie 1839 prezintă obiceiul junilor, asemuindu-l călușarilor, afirmații care sunt actuale" si 
"Ocupându-se de buna desfășurare a acestui obicei, protopopul brașovean Vasile Voina susține în fața studenților teologi din Sibiu o conferință, publicată apoi în puțin cunoscuta revistă a acestora (scrisă de mână), păstrată în arhiva Mitropoliei considerentelor privind originea dacică a așezării de la Pietrele lui Solomon, profesorul brașovean se ocupă de etnogeneza junilor, găsindu-le origini îndepărtate și proveniență geto-dacică, romană și nu slav-bulgară"

### Alte manifestări culturale
- Festivalul Internațional „Cerbul de Aur” - anual
- Zilele Brașovului - anual (corelate cu sărbătoarea Junilor)
- Festivalul de film fantastic Dracula Film Festival - anual
- Festivalul de filme de dragoste Love Story
- Festivalul și Concursul Național al Liedului Românesc - anual
- Festivalul de Jazz și Blues - anual
- Festivalul muzicii de cameră - anual
- Festivalul teatrului contemporan - anual
- Festivalul de teatru de comedie Săptămâna Comedie - anual
- Concertele de orgă la Biserica Neagră -  iunie-septembrie
- Festivalul Berii (Berarul mare)- anual
- Festivalul Musica Coronensis - bienală
- Festivalul Amural
- Festivalul Vibrate
- Festivalul Recoltei - anual
- Târgul meșteșugarilor din toată țara - anual (de obicei corelate cu Zilele Brașovului)

### Cinema și teatru
- Teatrul Sică Alexandrescu - Adresa: Piața Teatrului nr 1;
- Teatrul pentru Copii Arlechino Brașov - Adresa: str. Apollonia Hirscher nr. 10;
- Opera Brașov - Adresa: Str. Bisericii Romane Nr. 51;
- Filarmonica Brașov - fostul Cinematograf Patria
- Cinematograful Cinema One Brașov - Adresa: Strada Zaharia Stancu nr. 1 în incinta Coresi Shopping Resort.
- Cinemateca Patria

### Educație
Municipiul Brașov deține un număr de 46 de grădinițe cu program normal sau prelungit, 28 de școli generale, 8 colegii naționale, 8 licee, un seminar teologic, 11 grupuri școlare, o universitate de stat cu 18 facultăți și 4 colegii, o academie a forțelor aeriene, precum și 6 universități private și un număr de școli postliceale. De asemenea, în Brașov se organizează periodic cursuri de limbi străine și de (re)calificare de către diferite firme sau de către Oficiul județean al forțelor de muncă.

## Economie

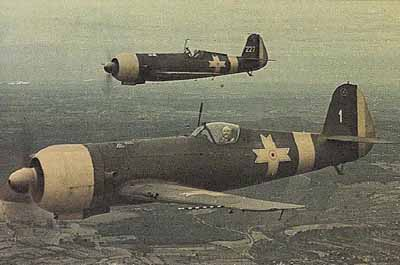
Avioane IAR80

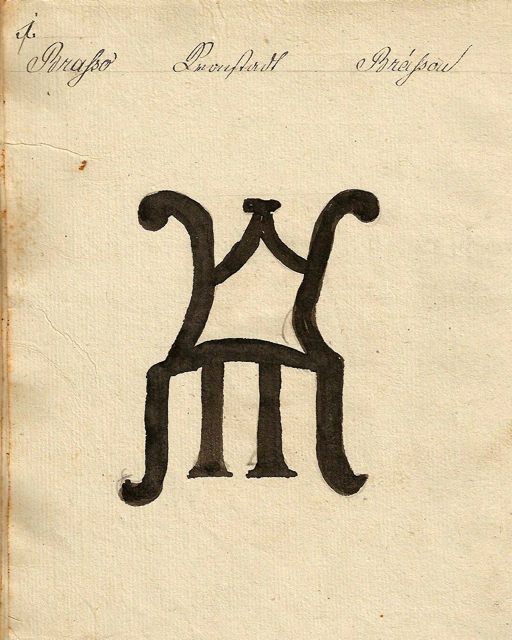
1826 - Danga pentru vitele din Brașov

Dezvoltarea industrială a Brașovului a început în secolul al XIX-lea când s-au înființat aici primele două fabrici mari, Fabrica „Scherg” de postav (în 1823) - devenită după naționalizarea din 1948 „Partizanul Roșu”, apoi „Fabrica de stofe Brașov” (ulterior Carpatex) și Fabrica „Schiel” de mașini (în 1880) - după naționalizare Fabrica Strungul Brașov și ulterior Hidromecanica. Ulterior s-au adăugat alte fabrici, precum fabrica de scule „Teutsch” (1833) - după naționalizare I.U.S., fabrica de cremă „Nivea”, fabrica de cremă de ghete „Schmollpasta”, o fabrică de parchet, una de ciment și mozaic și altele.
În perioada interbelică, industria brașoveană a luat un avânt puternic atunci când aici a fost înființată fabrica de avioane „I.A.R.” (1925). Aceasta a produs primele avioane românești, folosite în timpul celui de-Al Doilea Război Mondial împotriva Uniunii Sovietice. O dată cu terminarea războiului și venirea Armatei Roșii în Brașov, fabrica a fost desființată și transformată în uzină de tractoare, iar utilajele și echipamentul au fost confiscate, luând integral drumul Uniunii Sovietice. Astăzi, o altă fabrică de avioane IAR funcționează lângă Ghimbav, producând elicoptere Puma după standardele europene.
În ceea ce privește industria alimentară, Brașovul are o veche tradiție a fabricilor de bere, începând cu cele ale lui Wilhlem Czell, cea de la Dârste și terminând cu „Aurora” de azi. Sunt de menționat și vechile fabrici de ciocolată și bomboane „Stollwerck” și „Hess”, devenite apoi „Dezrobirea”, ulterior „Poiana” iar după 1989 „Kraft Jacobs Suchard”. Mai amintim fabrica de panificație „Postăvarul” și fabrica de produse lactate „Prodlacta”.
În 1921 la Brașov se înființa fabrica de locomotive și vagoane  „ROMLOC”. După venirea comuniștilor la putere, fabrica a fost redenumită „Steagul Roșu” (ulterior „Roman S.A.”). Aceasta a fabricat numeroase modele de camioane, atât sub licență străină, cât și după design românesc. După 1989, firma brașoveană a încercat mereu să țină pasul cu cerințele europene, astfel că astăzi produce o gamă largă de autobuze, autoutilitare și autocamioane cu design nou și elegant. În prezent „Roman S.A.” aparține firmei „Prescon S.A.” din Brașov.
În perioada comunistă s-au remarcat două mari întreprinderi: Uzina „Tractorul”, ce a produs diferite modele și tonaje de tractoare, și Întreprinderea de Produse Cosmetice „Nivea”, firmă care a monopolizat întreg Orientul Apropiat și Europa estică (blocul comunist) datorită raportului calitate/preț . „Beiersdorf” a fost prezentă în România încă din 1906, mai precis, de când compania „Samy Hornstein” din București devenea distribuitor unic al produselor „Beiersdorf”. În 1949, fabrica „Nivea” din Brașov a fost naționalizată, iar directorul ei, Tarția Vasilică, a suferit tortura aplicată de autoritățile de represiune brașovene, după care a fost trimis în temniță la Aiud. Datorită faptului că, după război, firmei germane i-a fost confiscată marca, chestiune reparată abia în 1997, în urma unui proces, Nivea Brașov a deținut, o vreme, monopolul asupra dreptului de utilizare a numelui său. Firma brașoveană nu mai există astăzi, locul ei fiind luat de fabrica „Colgate-Palmolive”. Și alte companii străine și-au deschis laboratoare și centre de producție în Brașov de curând (d. ex. „GlaxoSmithKline”).
O importantă parte a economiei brașovene se bazează pe servicii, construcții, și industria ușoară.
Efectivul salariaților la sfârșitul lunii iulie 2015 a fost de 169.559 persoane, iar câștigul salarial mediu nominal net a fost de 1.761 lei.
Numărul mediu de pensionari de asigurări sociale de stat a fost în județul Brașov de 141.846 persoane, iar valoarea medie a pensiei a fost de 1.061 de lei.

### Turism

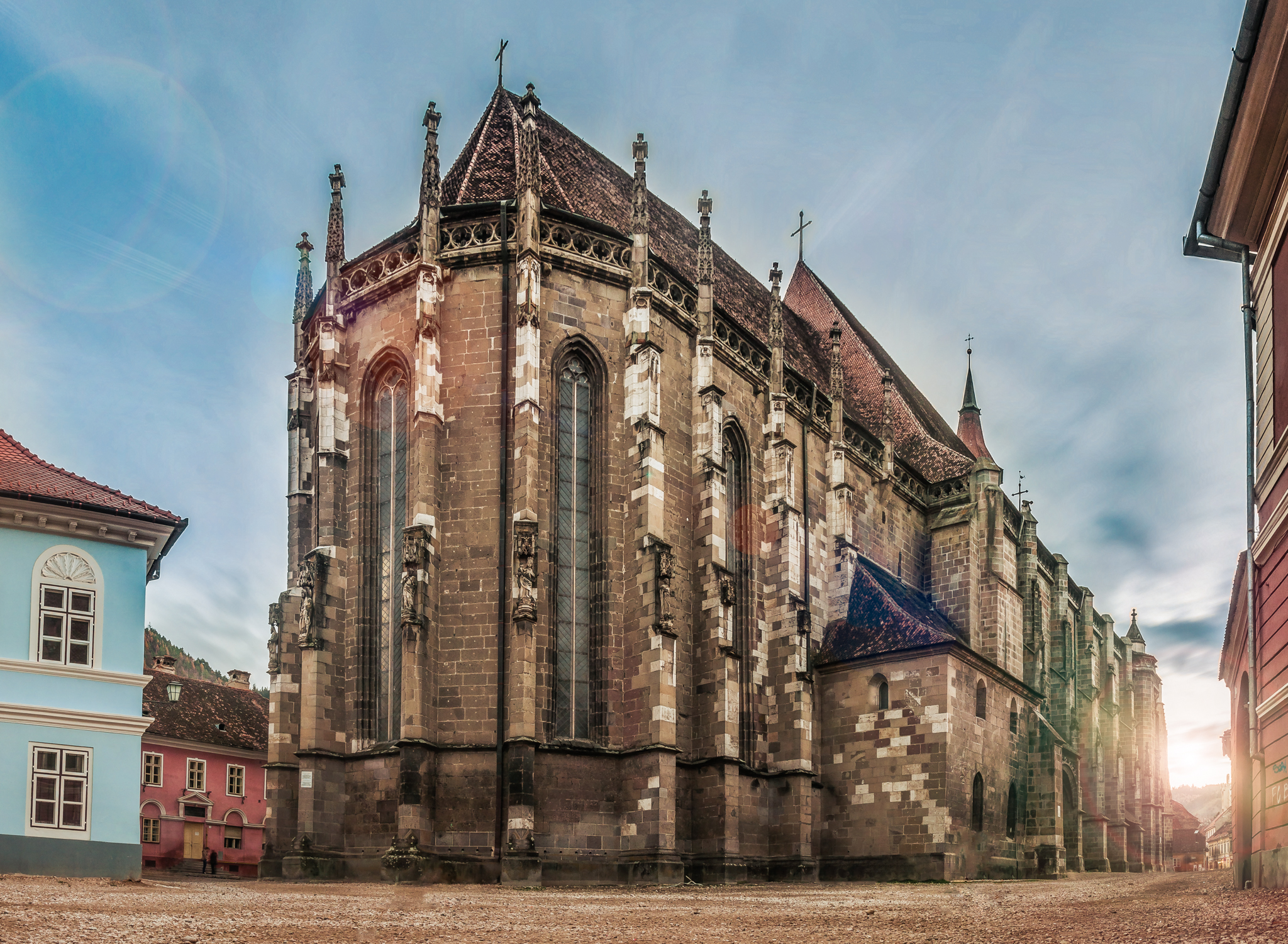
Biserica Neagră

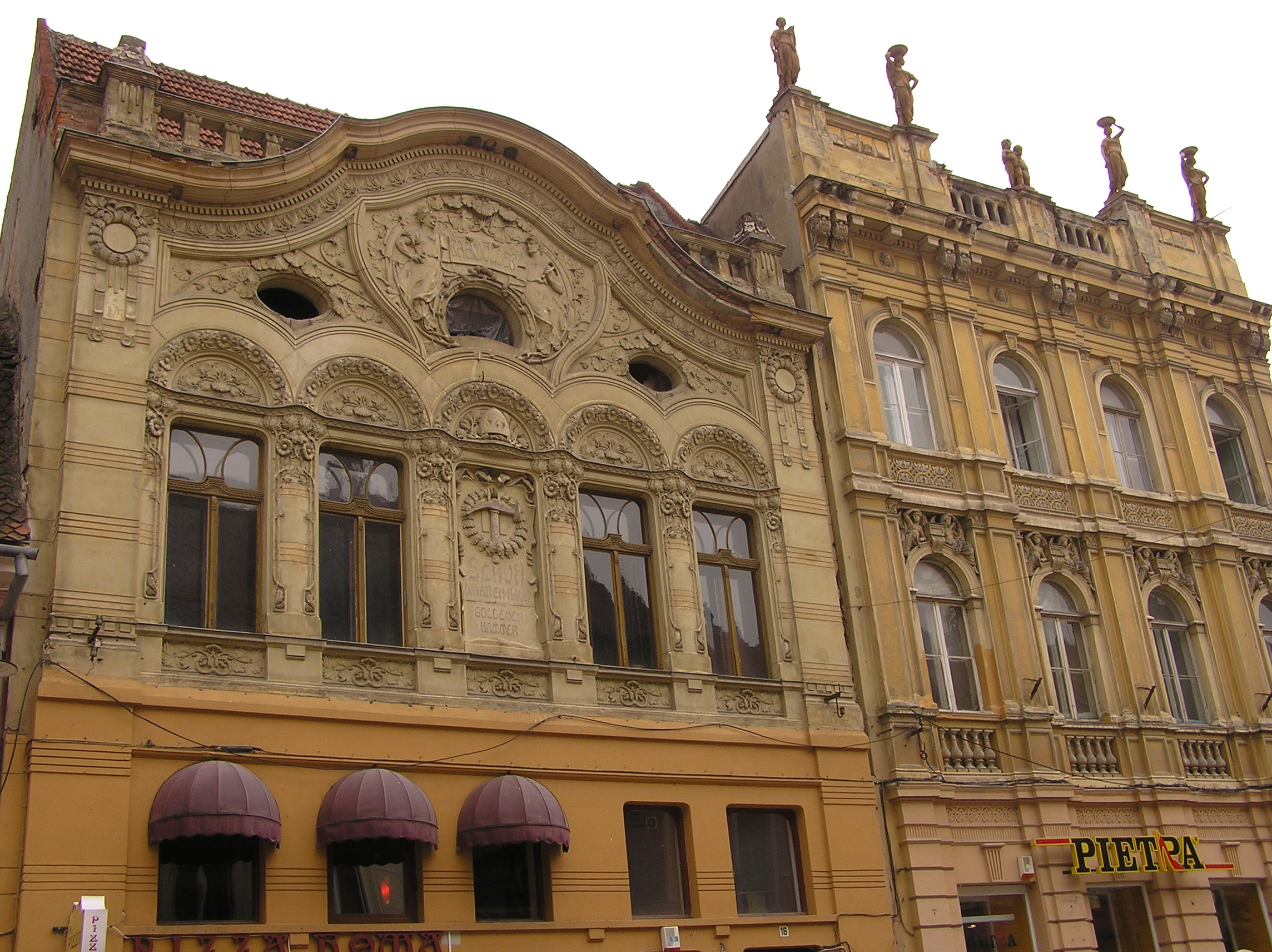
Arhitectura caselor de pe Str. Republicii

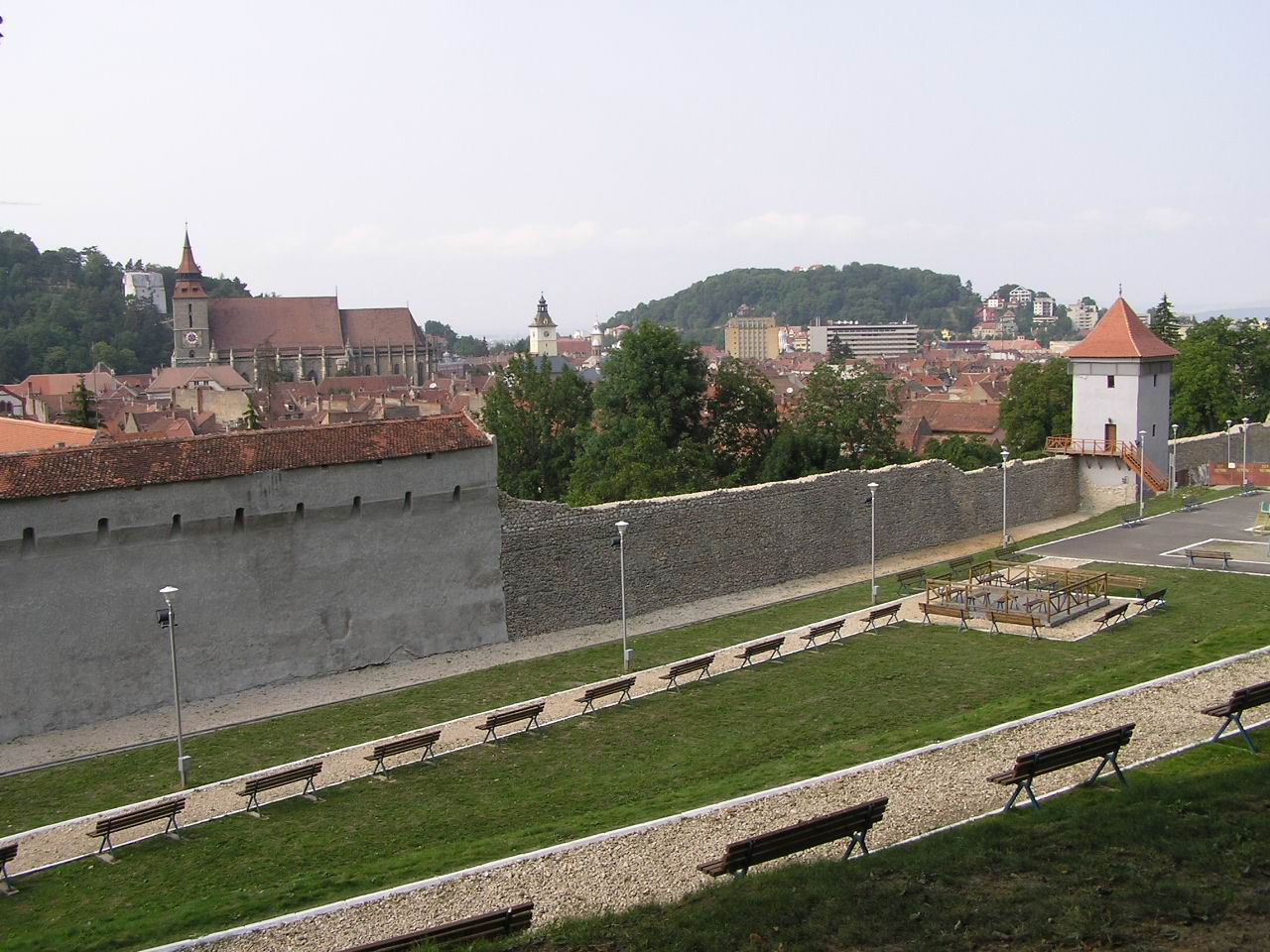
Promenadă sub Tâmpa

Aleea După ziduri

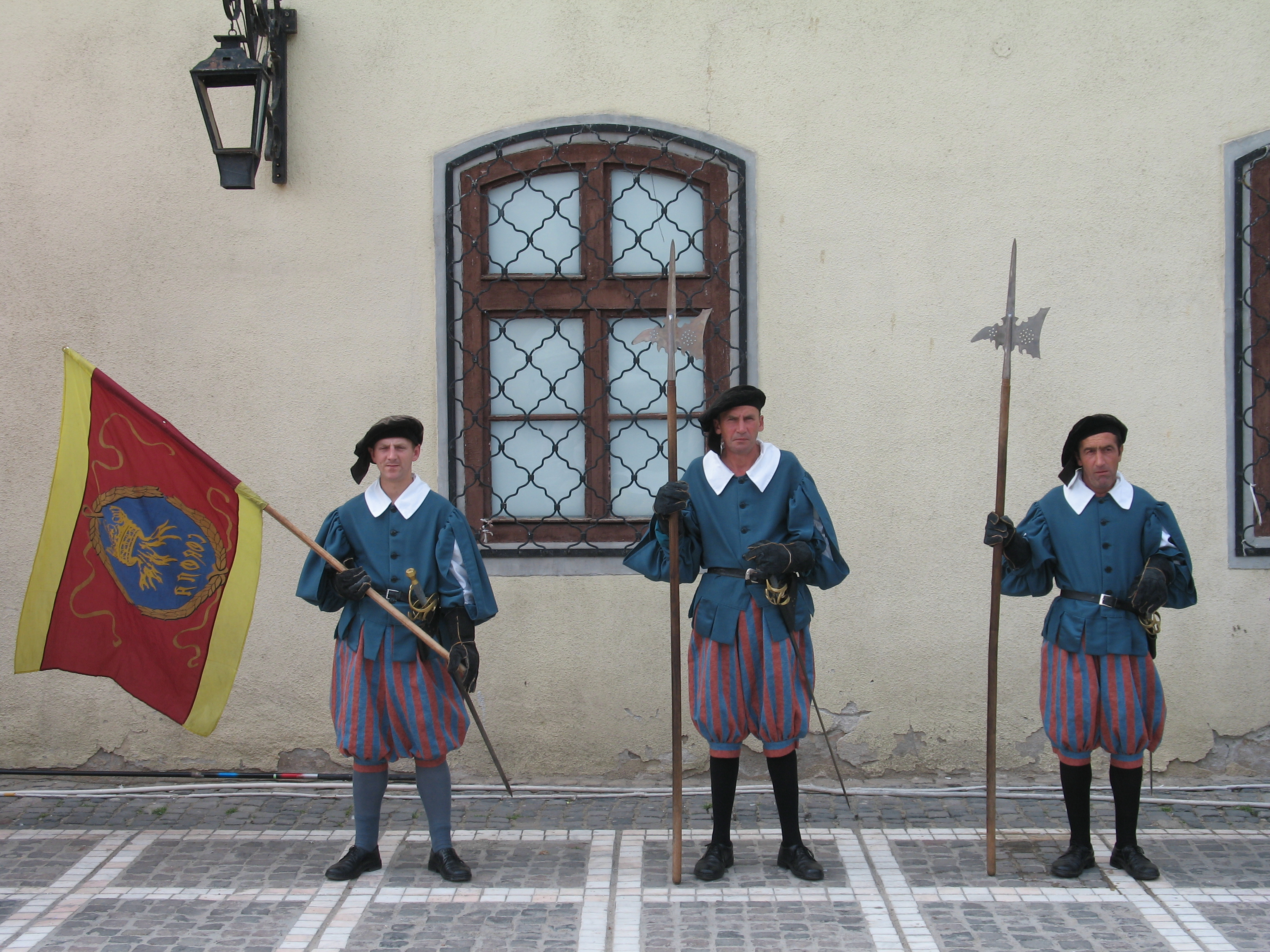
Schimbarea gărzii

În primele 7 luni ale anului 2015 Brașovul a avut 534.581 de turiști.
Locația centrală în cadrul țării de care se bucură municipiul Brașov fac din acesta un important punct de plecare pentru turiștii din țară și străinătate. De aici se pot face excursii către: Biserici fortificate din Transilvania, Marea Neagră,  Moldova cu vestitele sale mănăstiri, Maramureș, munții din lanțul carpatic, zona cetăților dacice din Țara Hațegului etc.
În municipiu, autoritățile au demarat un amplu proces de renovare a vechilor monumente și de transformare a acestora în puncte muzeale, în mare parte finalizat.
Cea mai bună vedere asupra orașului se poate obține din vârful muntelui Tâmpa (960m), unde se poate ajunge cu telecabina sau pe jos.

#### Obiective turistice
Muzee
- Muzeul de Istorie Brașov, aflat în Casa Sfatului
- Casa Mureșenilor[42]
- Muzeul primei școli românești, din Șchei, având expusă prima carte tipărită în limba română
- Muzeul Fortificațiilor din Țara Bârsei, amenajat în Bastionul Țesătorilor
- Muzeul-restaurant Cetățuia, aflat în vechea fortificație de pe Strajă (Dealul Cetății)
- Punctele muzeale din Turnul Negru, Turnul Alb și Bastionul Graft
- Muzeul de Artă
- Muzeul de Etnografie
- Muzeul Civilizației Urbane Brașov, deschis în 2009; primul muzeu de acest gen din țară.

Biserici și temple celebre
- Biserica Neagră - cea mai celebră din oraș, construită între 1377 și 1477 pe locul unei vechi bazilici romane
- Biserica Sf. Nicolae - secolul al XIV-lea
- Biserica Sf. Bartolomeu - secolul al XIII-lea
- Biserica Sf. Martin de pe Strajă
- Biserica Sf. Gheorghe, înființată într-un vechi conac de vânătoare
- Sinagoga
- Sinagoga Ortodoxă
- Biserica evanghelică din Obere Vorstadt
- Biserica Sfânta Treime - Dârste
- Biserica Sfânta Treime-Grecească
- Biserica „Adormirea Maicii Domnului”.

Alte clădiri, monumente și locuri
- Bastionul Țesătorilor - tur virtual
- Poarta Ecaterinei, 1559
- Poarta Șchei, 1827
- Troițele din Șchei (cea mai veche datând din 1291)
- Aleea După ziduri
- Piața Sfatului
- Strada Republicii din Brașov
- Strada Mureșenilor din Brașov
- Promenada de sub Tâmpa
- Belvedere

- Casa Armatei

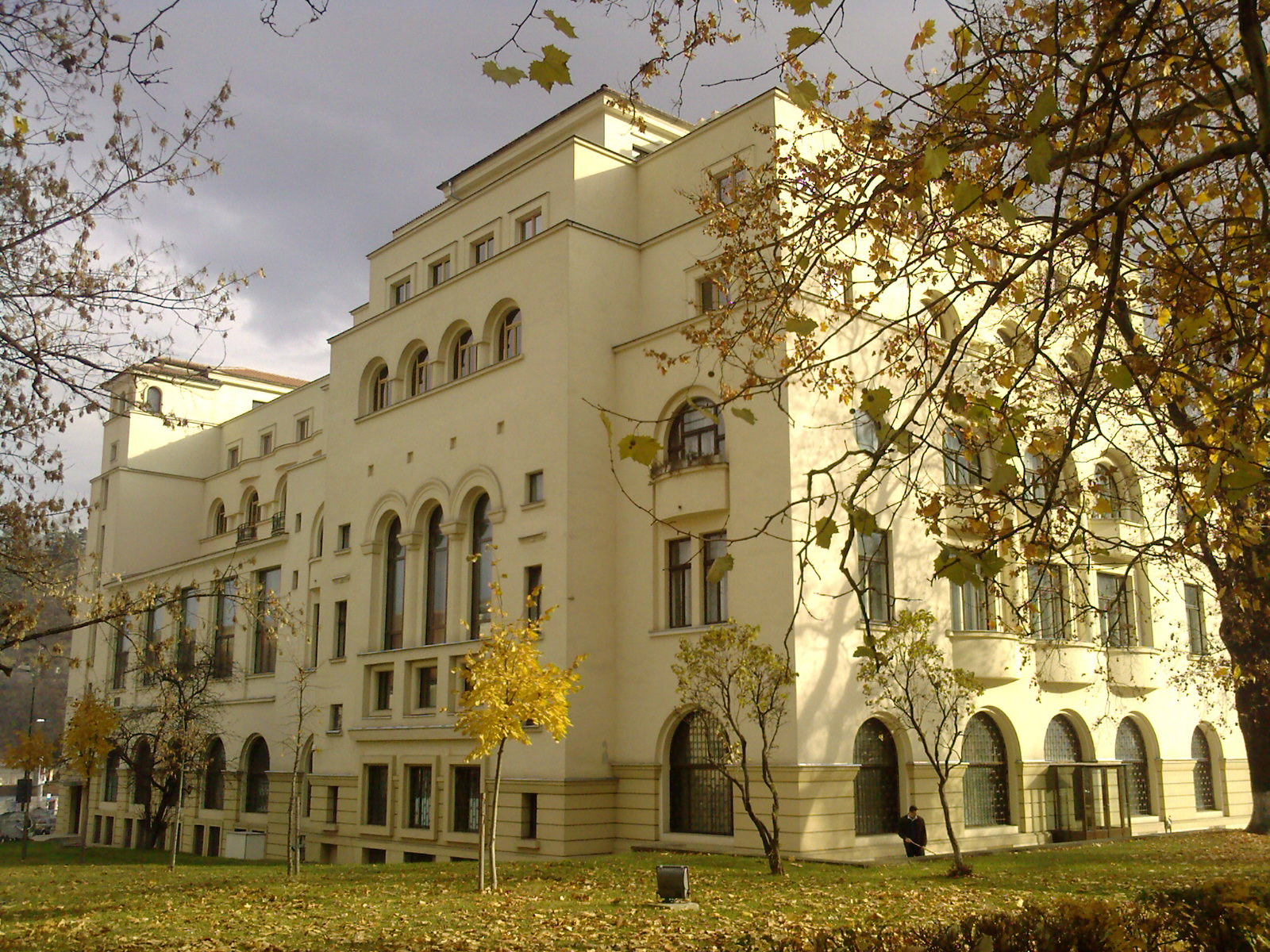
Cercul Militar

- Casa Negustorilor din Brașov (Podul Bătușilor sau Cerbul Carpatin)
- Strada Sforii.

Parcuri
- Parcul Nicolae Titulescu, Parcul Consiliul Europei, Parcul Trandafirilor, Parcul Tractorul
- Scuarul Berzei, Scuarul Mihai Eminescu
- Grădina Zoologică din Noua.

Arii naturale protejate (rezervații naturale, situri Natura 2000), zone de agrement
- Tâmpa (rezervație naturală)
- Muntele Tâmpa (sit de importanță comunitară)
- Stejerișul Mare (Colții Corbului Mare)
- Postăvarul (sit de importanță comunitară)
- Poiana Brașov
- Pietrele lui Solomon.

În apropiere poate fi vizitat Castelul Bran sau bisericile fortificate din satele care înconjoară Brașovul.

#### Hoteluri, pensiuni și restaurante
Municipiul Brașov dispune de o mulțime de hoteluri și pensiuni de diferite categorii care însumează un număr de peste 5.000 de locuri de cazare.
De asemenea, se poate opta pentru turismul rural.

## Transporturi
Brașovul are peste 550 de străzi nominalizate, însumând mai mult de 260 km în lungime. Construcția unor noi cartiere de case și blocuri modifică aceste cifre de la an la an. Rețeaua stradală este puternic dezvoltată, fiind asigurate iluminatul public, semaforizarea intersecțiilor importante sau realizarea de sensuri giratorii, canalizarea și salubrizarea lor.

### Transportul public rutier

#### Transportul urban

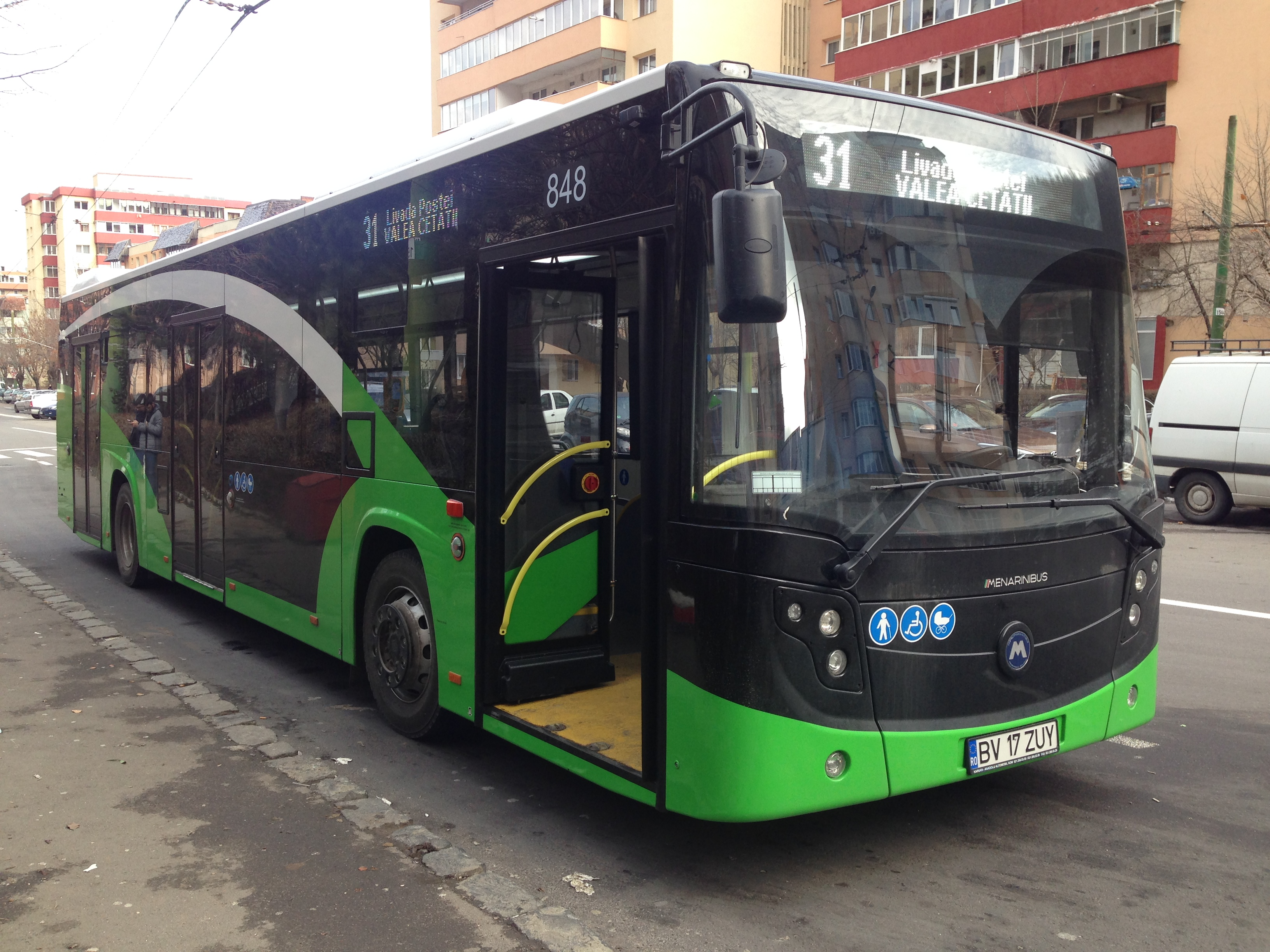
Autobuzele din Brașov

În interiorul municipiului Brașov sunt 44 de linii de autobuz și troleibuz. De asemenea, între 1987-2006 a existat și o linie de tramvai, care conecta cartierele Tractorul și Astra. La începutul anului 2021 a intrat în dezbatere ideea de a înființa 2 linii de tramvai, între Rulmentul și Centrul Istoric, respectiv între Bartolomeu și Noua.
Biletul pentru autobuz/troleibuz costă 8 lei, fiind valabil 50 de minute pe orice mijloc de transport , cu excepția liniei 20 (6 lei/călătorie), iar pentru pensionari/studenți biletul costă 1 leu. Se oferă posibilitatea procurării de abonament lunar, valabil pe toate liniile (excepție liniile 20 care necesită abonament separat), la prețul de 85 de lei. Pentru turiști, dar nu numai, există posibilitatea procurării unui abonament de zi, valabil pe toate liniile-excepție linia 20, la prețul de 12 lei (aproximativ 2,5 euro).
În Brașov există 7 mari companii de taxi. Tarifele sunt în jur de 2,19 lei/km. Există, de asemenea, și servicii de închirieri auto în oraș.
În Brașov, există un teleferic ce leagă poalele de culmea Tâmpei, și două telecabine în Poiana Brașov (Kanzel și Capra Neagră), care merg până pe masivul Postăvaru. Tot în Poiana Brașov mai funcționează o telegondolă și 6 teleschiuri. În vederea municipalității se află realizarea unei telegondole care va parcurge traseul Gara Centrală - Centrul Vechi - Pietrele lui Solomon - Poiana Brașov.

#### Transportul metropolitan
Ca nucleu al zonei metropolitane, Brașovul dispune de 11 trasee de transport metropolitan operate de Regia Autonomă de Transport Brașov (RATBV), care conectează municipiul de localitățile din apropiere (Cristian, Râșnov, Ghimbav, Codlea, Feldioara, Sânpetru, Bod, Hărman, Prejmer, Tărlungeni, Vama Buzăului). De asemenea, există și operatori privați care efectuează curse în zona orașului, dar și cu alte localități din țară.

### Transportul feroviar

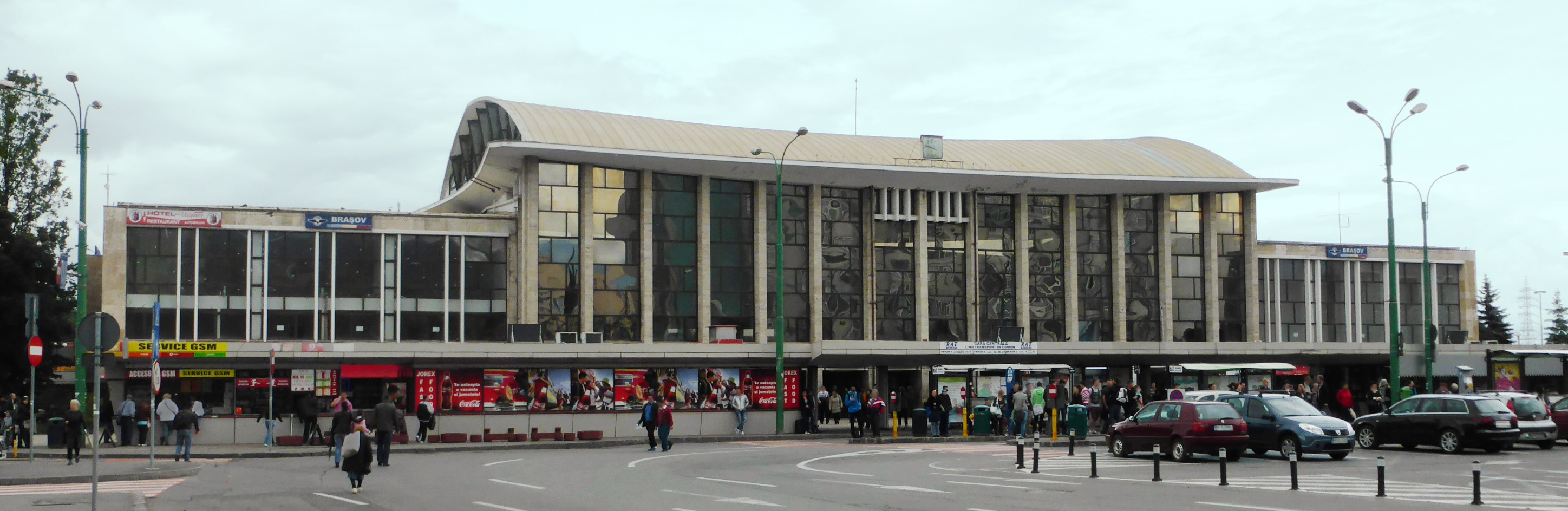
Gara Brașov

Municipiul Brașov are unul dintre cele mai importante noduri de cale ferată. Există 5 gări: 
- Gara Centrală Brașov – situată în apropierea Centrul Civic;
- Gara Stupini - situată în zona de nord a orașului;
- Gara Bartolomeu – situată în zona de vest a orașului;
- Gara Dârste – situată în zona de Sud-Est a orașului;
- Triaj – cu depoul de locomotive – situat în zona de Est a orașului.

Căile feroviare care trec prin municipiu:
- Tronsonul: Brașov - Predeal - București
- Tronsonul: Brașov - Sfântu Gheorghe - Gheorgheni
- Tronsonul: Brașov - Rupea - Sighișoara - Oradea
- Tronsonul: Brașov - Făgăraș - Sibiu - Teiuș
- Tronsonul: Brașov - Hărman - Întorsura Buzăului - linie concesionată
- Tronsonul: Brașov - Zărnești - linie concesionată
- Tronsonul: E54 - Arad - Deva - Teiuș - Vânători - Brașov - București (în România) aparține de Coridorul IV European feroviar.

Brașovul are trei autogări cu microbuze și autobuze care fac legătura cu aproape toată țara. 

### Transportul rutier național și continental
Prin municipiu trec următoarele căi rutiere:
- Șosele internaționale Clasa A:

- E60 (Brest - Nantes - Orléans - Auxerre - Zürich - Viena - Budapesta - Oradea - Cluj Napoca - Târgu Mureș - Brașov - București - Constanța)
- E68 (Szeged (Seghedin) - Nădlac - Arad - Deva - Sebeș - Sibiu - Făgăraș - Brașov)

- Șosele internaționale Clasa B:

- E574 (Bacău - Onești - Târgu Secuiesc - Brașov - Pitești - Craiova)

- Drumuri naționale:

- DN1 (Oradea - Sibiu - Făgăraș - Brașov - București)
- DN1A (Brașov - Săcele - pasul Bratocea - Vălenii de Munte - Ploiești)
- DN10 (Brașov - Hărman - pasul Buzău - Buzău)
- DN11 (Brașov - Hărman - pasul Oituz - Onești)
- DN12 (Brașov - Sfântu Gheorghe - Băile Tușnad - Miercurea-Ciuc - Toplița)
- DN13 (Brașov - Rupea - Sighișoara - Bălăușeri - Târgu Mureș)
- DN73 (Brașov - Bran - Câmpulung - Pitești)

În 2004 au început lucrările la Autostrada Transilvania, pe ruta București - Brașov - Cluj-Napoca - Oradea - Budapesta, care va prelua mare parte din traficul auto desfășurat în estul Uniunii Europene. În preajma municipiului, autostrada va urmări traseul Predeal - Râșnov - Cristian - Ghimbav - Codlea - va face joncțiune cu autostrada. În decembrie 2020 s-a dat în folosință prima parte a acestui drum cu o secțiune de drum expres de circa 3 km (de la intrarea in Cristian până la intersecția cu drumul ce leagă Cristianul de Vulcan) ce se continuă cu primii 6 km de autostradă până la ieșirea din Râsnov către Bran.
În ceea ce privește distanța rutieră față de principalele centre urbane din România, Brașov este situat la 182.1 km de București, 269.5 km de Cluj-Napoca, 319.7 km de Iași, 396.1 km de Constanța și 411.4 km de Timișoara.

### Transportul aerian
În perioada celui de-Al Doilea Război Mondial a existat la Brașov un aeroport militar, lângă fabrica IAR, desființat însă de către autoritățile de ocupație sovietice. Toate utilajele și avioanele au fost trimise în Uniunea Sovietică, în cadrul despăgubirilor de război. Pe locul pistelor de aterizare se află astăzi Gara Centrală, din vechiul aeroport nu a mai rămas decât turnul de control.

### Aeroportul Internațional Brașov-Ghimbav
Lucrările de construcție a terminalului de pasageri al Aeroportului Internațional Brașov-Ghimbav au început la 17 martie 2020. În aprilie 2020 a început să se toarne fundațiile viitoarei clădiri a terminalului. Terminalul are o suprafață de cca 11.000 de metri pătrați. Președintele Consiliului Județean Brașov, Adrian Veștea, a anunțat, la 8 mai 2020, că s-au terminat lucrările de turnare a fundației terminalului de călători.
În august 2020 se montau ferestrele fațadei terminalului de pasageri, iar în luna septembrie a fost montat acoperișul acestuia. În interiorul terminalului au fost montate escalatoarele, instalațiile de transport al bagajelor călătorilor etc. În decembrie 2020 erau încheiate lucrările exterioare și se continuau amenajările interioare proiectul aflânduse în avans față de graficul inițial. Simultan au fost efectuate lucrările necesare pentru amenajarea pistei si căilor de rulare (semnalizare, balizaj, etc.).
Aeroportul Internațional Brașov-Ghimbav a fost inaugurat și a devenit operațional la  15 iunie 2023.
Căile Ferate Române au anunțat un studiu de fezabilitate pentru construcția unei căi ferate, cu lungimea de 8 km, care să lege viitorul aeroport cu Gara Brașov.

## Politică și administrație
Municipiul Brașov este administrat de un primar și un consiliu local compus din 27 consilieri. Primarul, George Scripcaru, de la Partidul Național Liberal, este în funcție din 1 noiembrie 2024. Începând cu alegerile locale din 2024, consiliul local are următoarea componență:
|  | Partid                            | Consilieri | Componența Consiliului | Componența Consiliului | Componența Consiliului | Componența Consiliului | Componența Consiliului | Componența Consiliului | Componența Consiliului | Componența Consiliului | Componența Consiliului | Componența Consiliului | Componența Consiliului | Componența Consiliului | Componența Consiliului |
|  | --------------------------------- | ---------- | ---------------------- | ---------------------- | ---------------------- | ---------------------- | ---------------------- | ---------------------- | ---------------------- | ---------------------- | ---------------------- | ---------------------- | ---------------------- | ---------------------- | ---------------------- |
|  | Coaliția Națională pentru România | 13         |                        |                        |                        |                        |                        |                        |                        |                        |                        |                        |                        |                        |                        |
|  | Alianța Uniți pentru Brașov       | 11         |                        |                        |                        |                        |                        |                        |                        |                        |                        |                        |                        |                        |                        |
|  | Alianța pentru Unirea Românilor   | 2          |                        |                        |                        |                        |                        |                        |                        |                        |                        |                        |                        |                        |                        |
|  | Grigorescu Ovidiu-Dan             | 1          |                        |                        |                        |                        |                        |                        |                        |                        |                        |                        |                        |                        |                        |

Componența consiliului local pe partide politice este următoarea:
|  | Partid                                     | Consilieri | Componența Consiliului | Componența Consiliului | Componența Consiliului | Componența Consiliului | Componența Consiliului | Componența Consiliului | Componența Consiliului | Componența Consiliului | Componența Consiliului |
|  | ------------------------------------------ | ---------- | ---------------------- | ---------------------- | ---------------------- | ---------------------- | ---------------------- | ---------------------- | ---------------------- | ---------------------- | ---------------------- |
|  | Uniunea Salvați România                    | 9          |                        |                        |                        |                        |                        |                        |                        |                        |                        |
|  | Partidul Național Liberal                  | 7          |                        |                        |                        |                        |                        |                        |                        |                        |                        |
|  | Partidul Social Democrat                   | 6          |                        |                        |                        |                        |                        |                        |                        |                        |                        |
|  | Alianța pentru Unirea Românilor            | 2          |                        |                        |                        |                        |                        |                        |                        |                        |                        |
|  | Partidul Mișcarea Populară                 | 1          |                        |                        |                        |                        |                        |                        |                        |                        |                        |
|  | Forumul Democrat al Germanilor din România | 1          |                        |                        |                        |                        |                        |                        |                        |                        |                        |
|  | Grigorescu Ovidiu-Dan                      | 1          |                        |                        |                        |                        |                        |                        |                        |                        |                        |

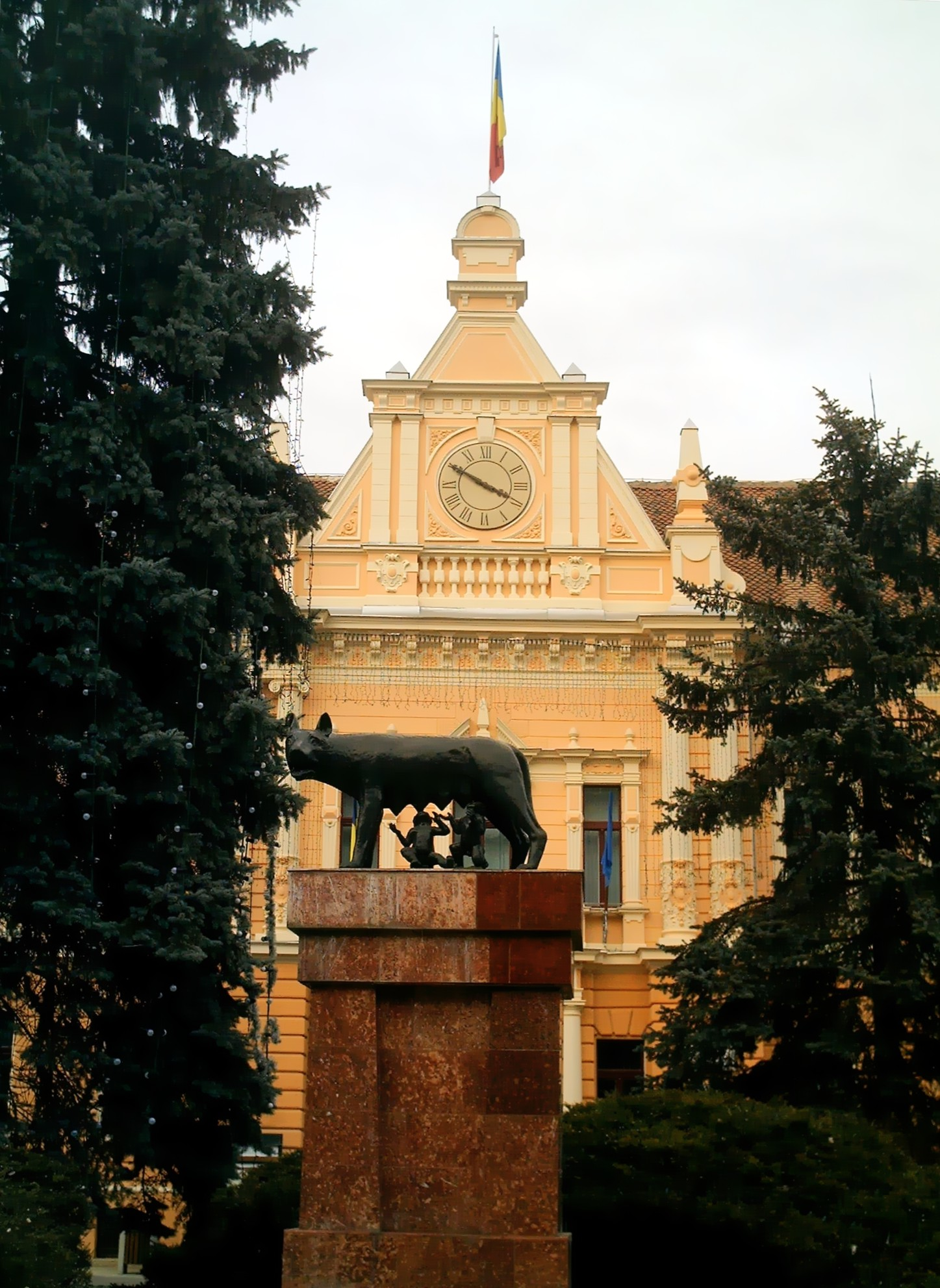
Primăria Brașov și o replică a Lupei Capitoline

Din 1918 au fost aleși primari aflați sub administrație românească. Primul a fost Dr. Carol Schnell, primar delegat până în 1926, când s-a început practica administrației locale în limba română. Pe durata celui de-Al Doilea Război Mondial, Brașovul a avut o administrație militară numită de autoritățile de la București. După 1945 s-a revenit la vechea formă a conducerii orașului, cu rezerva schimbării titulaturii în timpul conducerii comuniste. După 1990 în fruntea Brașovului s-au aflat primari delegați (Cornel Sălăjan în 1990, Marius Costin 1990 - 1991, Vasile Chiosa 1991, Ion Gonțea 1991 - februarie 1992). Din 1992 până în 1996 primar ales al Brașovului a fost Adrian Moruzi, candidatul Convenției Democrate, iar din 1996 până în 2004 liberalul Ioan Ghișe. Din 2004 până în 2020, primar al Brașovului a fost George Scripcaru. Actualul primar al municipiului Brașov este Allen Coliban, membru al Uniunii Salvați România.

### Primarii orașului
- 1996[51] - 2000 - Ghișe Ioan, de la Partidul Liberal 1993
- 2000[52] - 2004 - Ghișe Ioan, de la PNL
- 2004[53] - 2008 - Scripcaru George, de la PD
- 2008[54] - 2012 - Scripcaru George, de la PDL
- 2012[55] - 2016 - Scripcaru George, de la PDL
- 2016[56] - 2020 - Scripcaru George, Independent
- 2020[57] - 2024 - Coliban Allen, de la USR-PLUS
- 2024[58] - prezent - Scripcaru George, de la CNR

### Subunități administrativ-teritoriale
Statutul Municipiului Brașov descrie trei zone principale de organizare urbană:
1. Orașul propriu-zis (12 cartiere): Centru Vechi (include Brașovechi cel mai vechi cartier al orașului, „Cetatea” și Blumăna), Prund-Șchei, Bartolomeu, Bartolomeu Nord, Centrul Civic (Nou) (include Scriitorilor, Griviței, Gării), Astra (Steagu' Roșu), Florilor-Craiter, Noua-Dârste, Triaj-Hărman, Tractorul, Valea Cetății (Răcădău), Platforma Industrială Est - Zizin
2. Stupini (al 13-lea cartier)
3. Poiana Brașov (localitate componentă)

Aceste cartiere se împart, la rândul lor, în zone mai mici, subcartiere, cu denumire consacrată, unele dintre ele fiind cunoscute după numele unor intersecții, obiective culturale sau industriale din zonă sau alte denumiri celebre (Onix, Ceasu' Rău, Gemenii, Făget, Mielul Alb, Patria, Metrom, Rulmentul, Avantgarden, Trei alimentare, Livada Poștei, Sanitas etc).

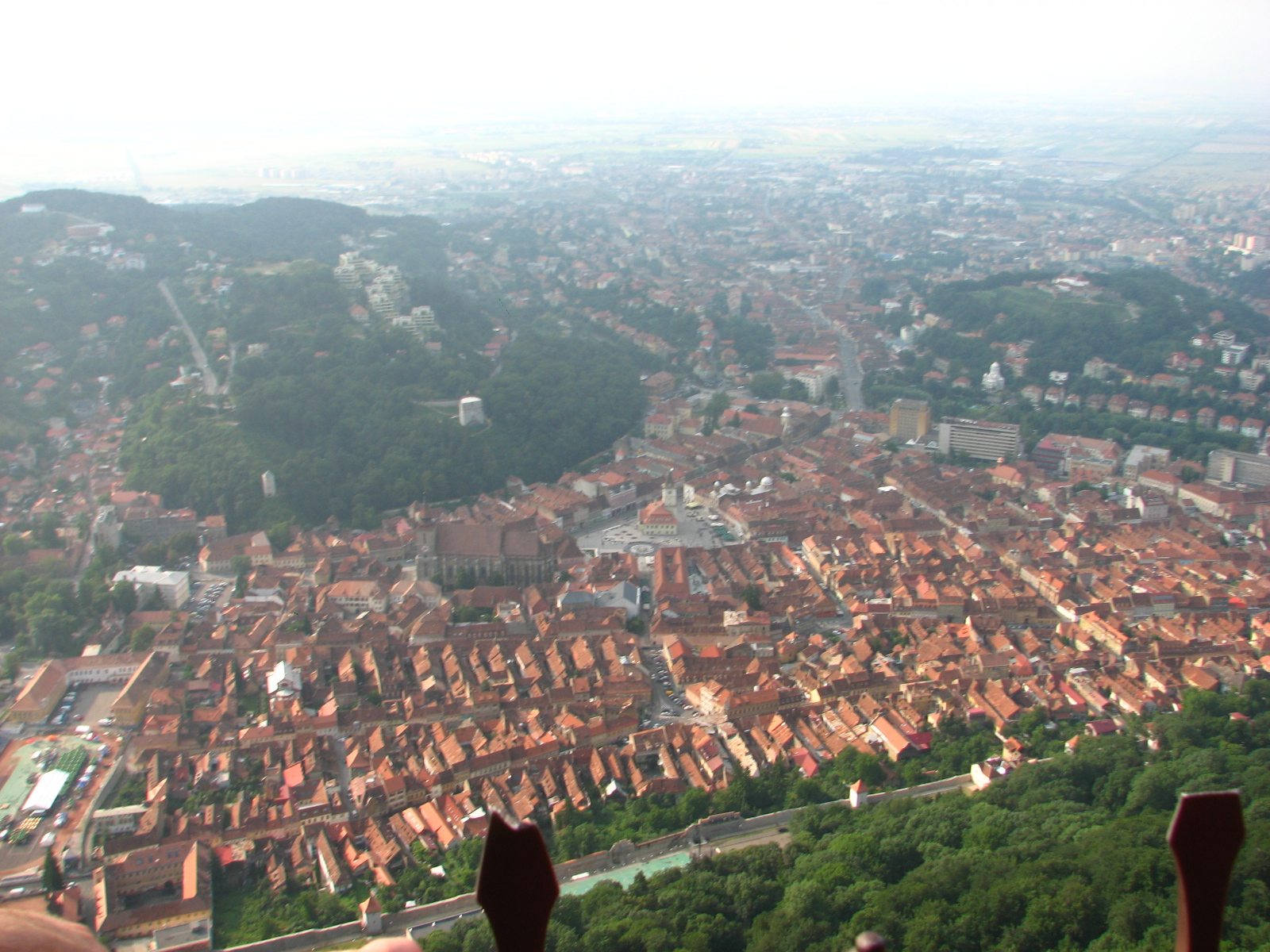
Centrul istoric („Cetatea”)
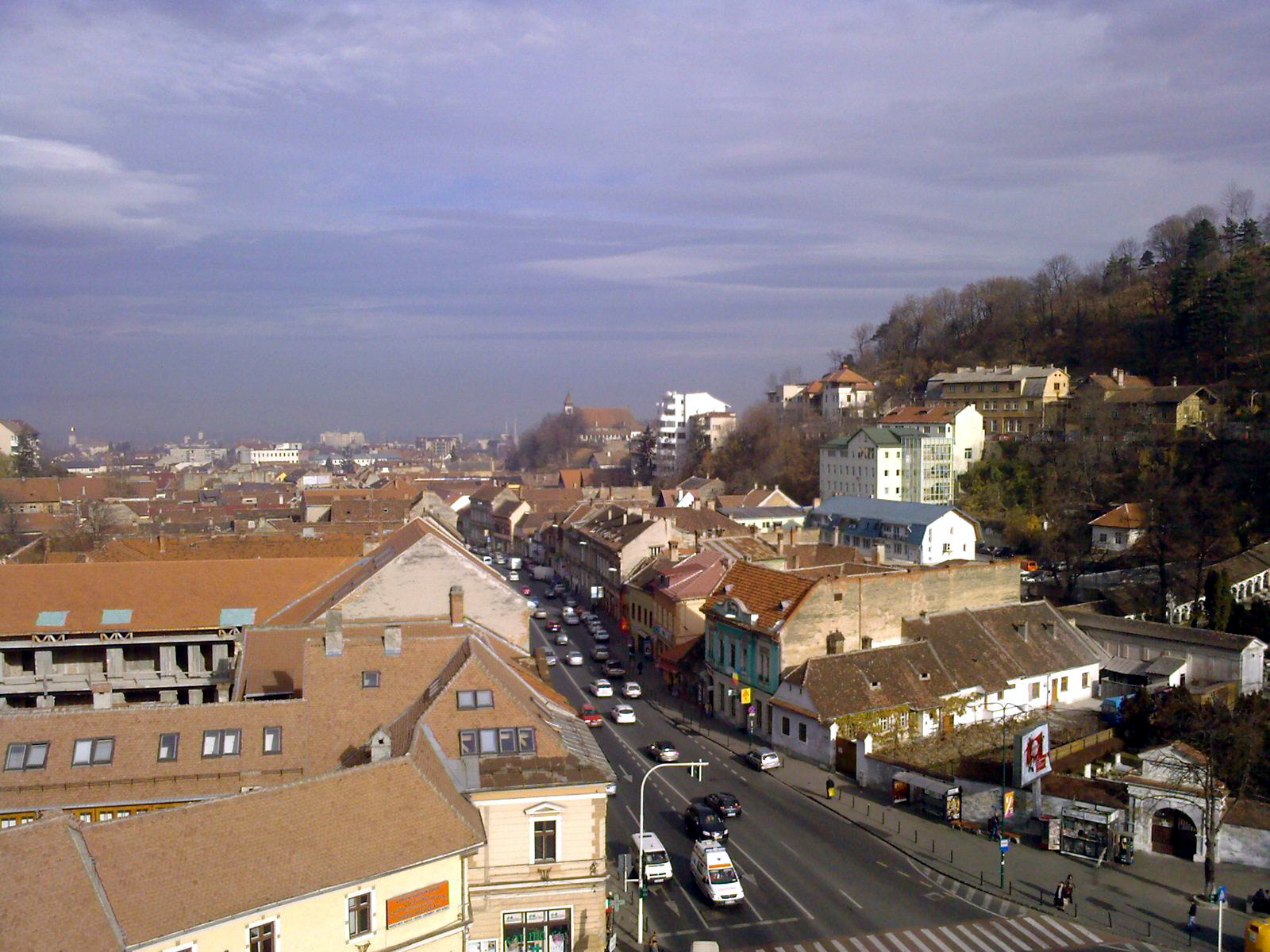
Brașovechi
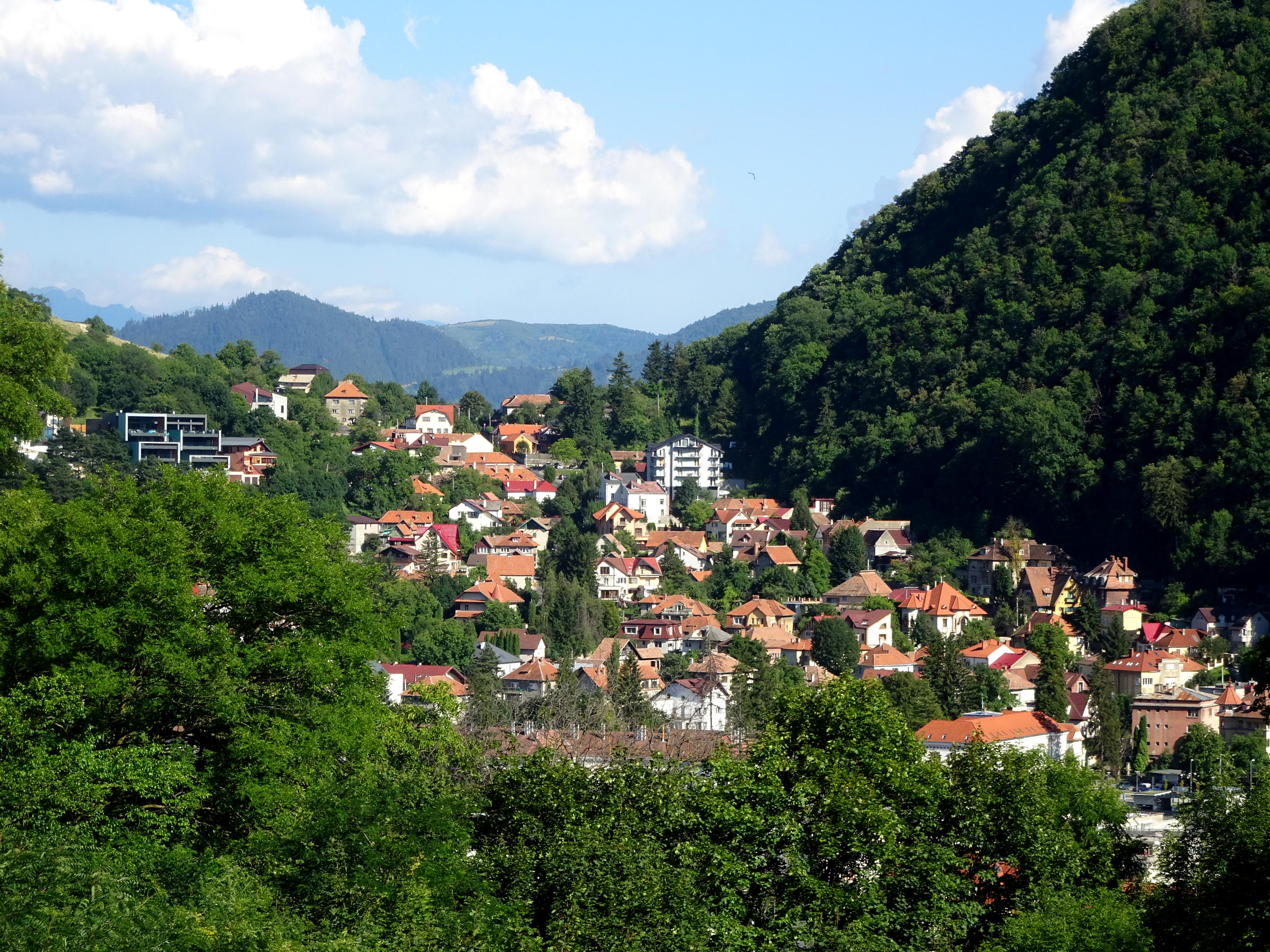
Blumăna
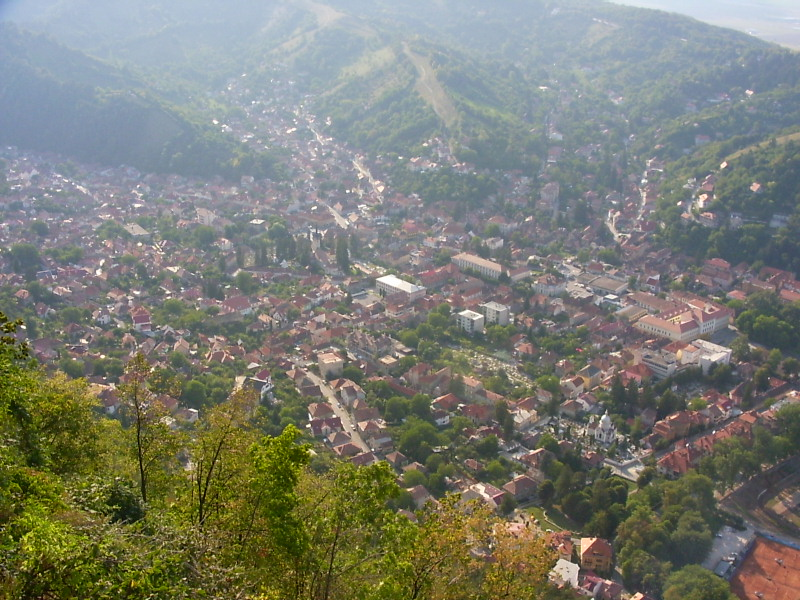
Șcheiul văzut de pe Tâmpa
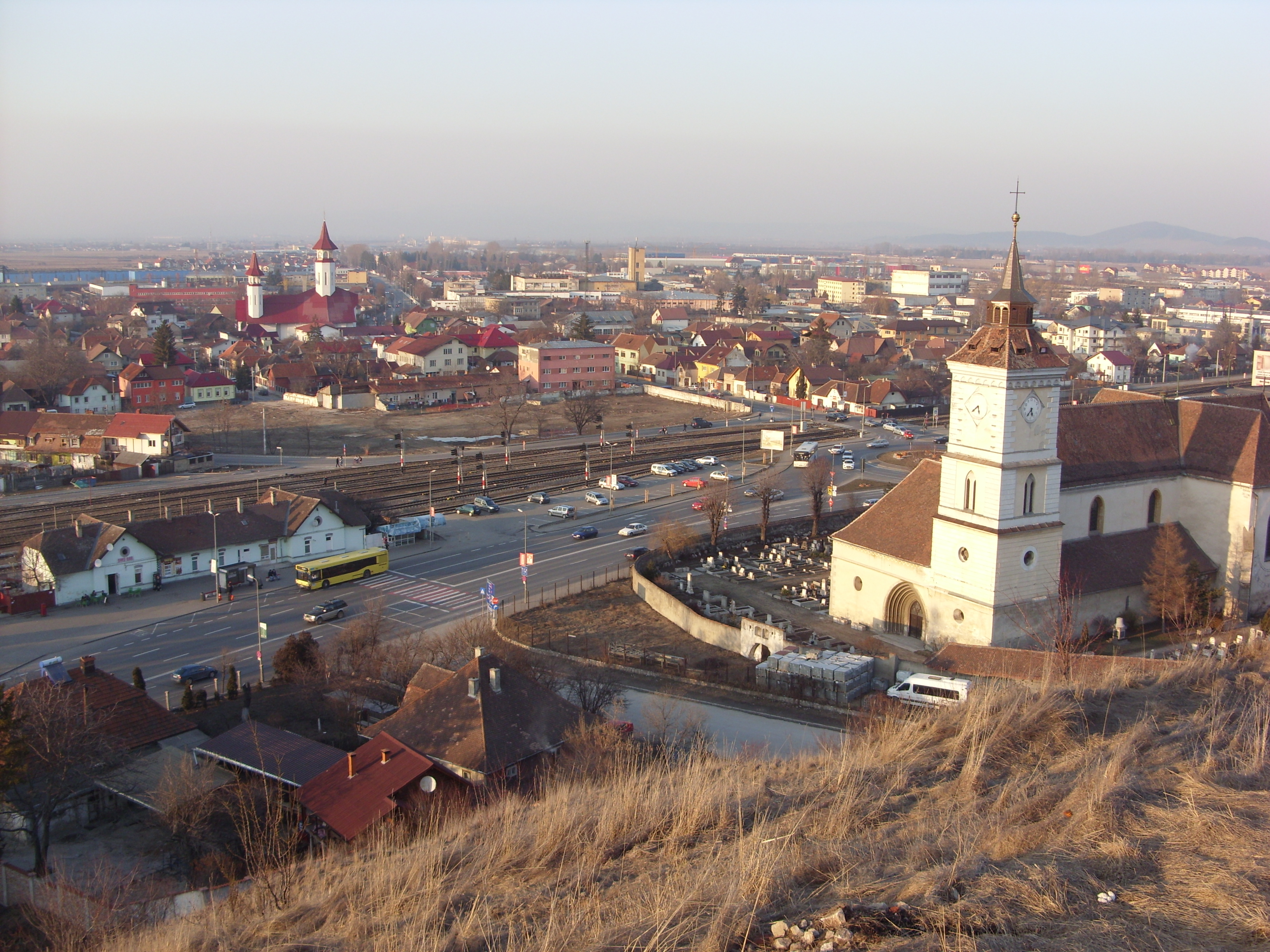
Biserica și cartierul Bartolomeu
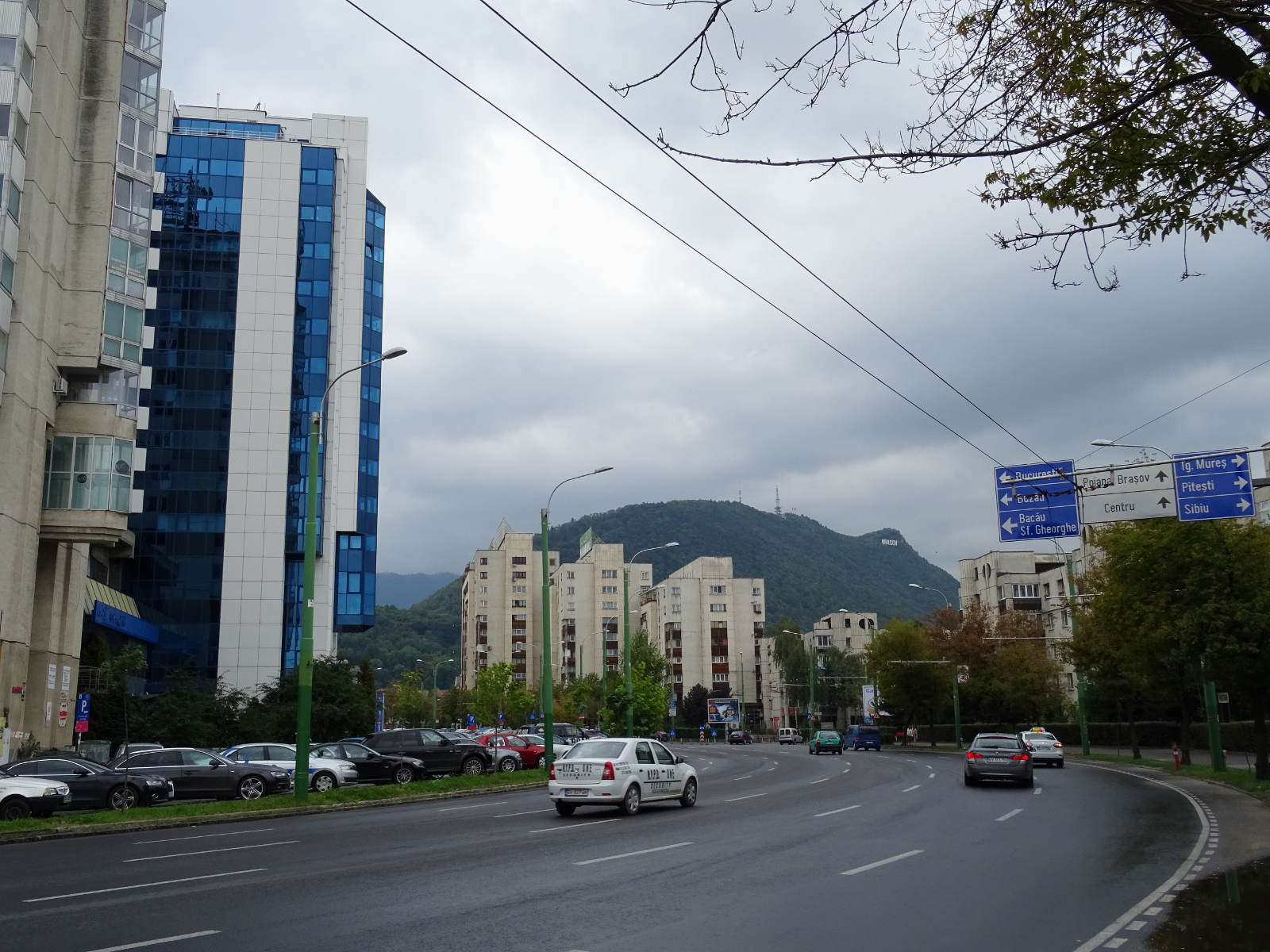
Centrul Civic
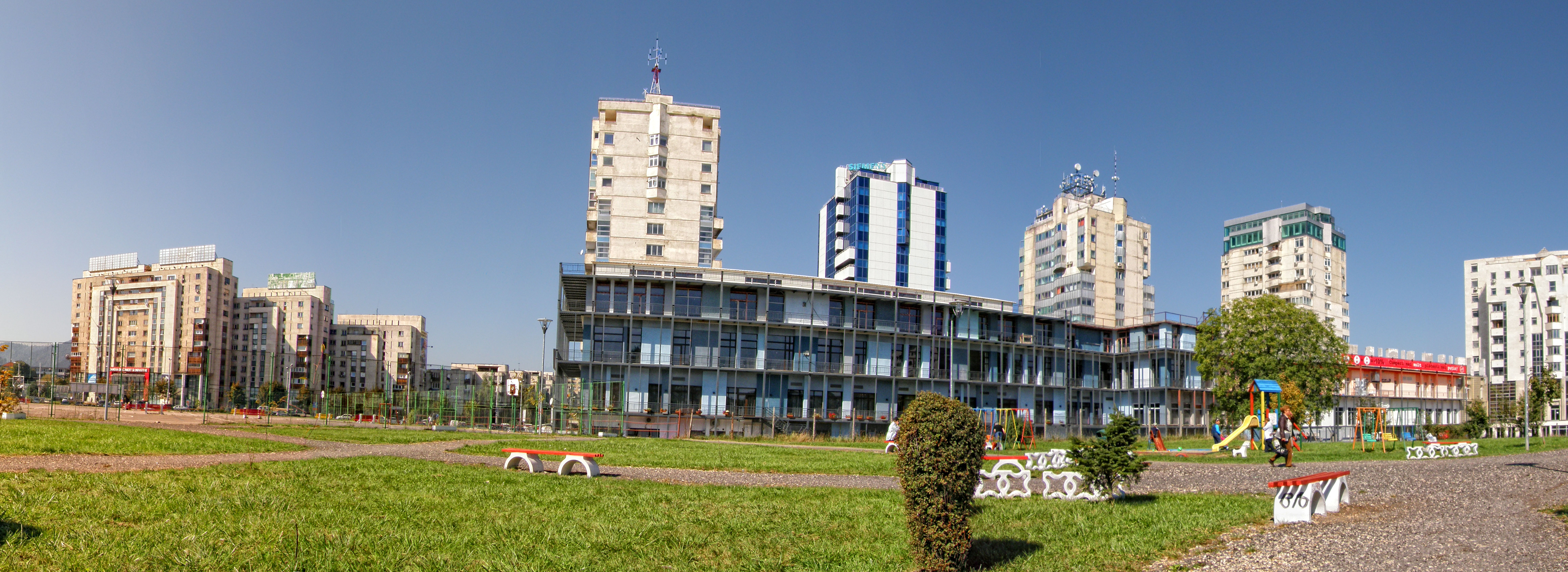
Centrul Civic
Valea Cetății
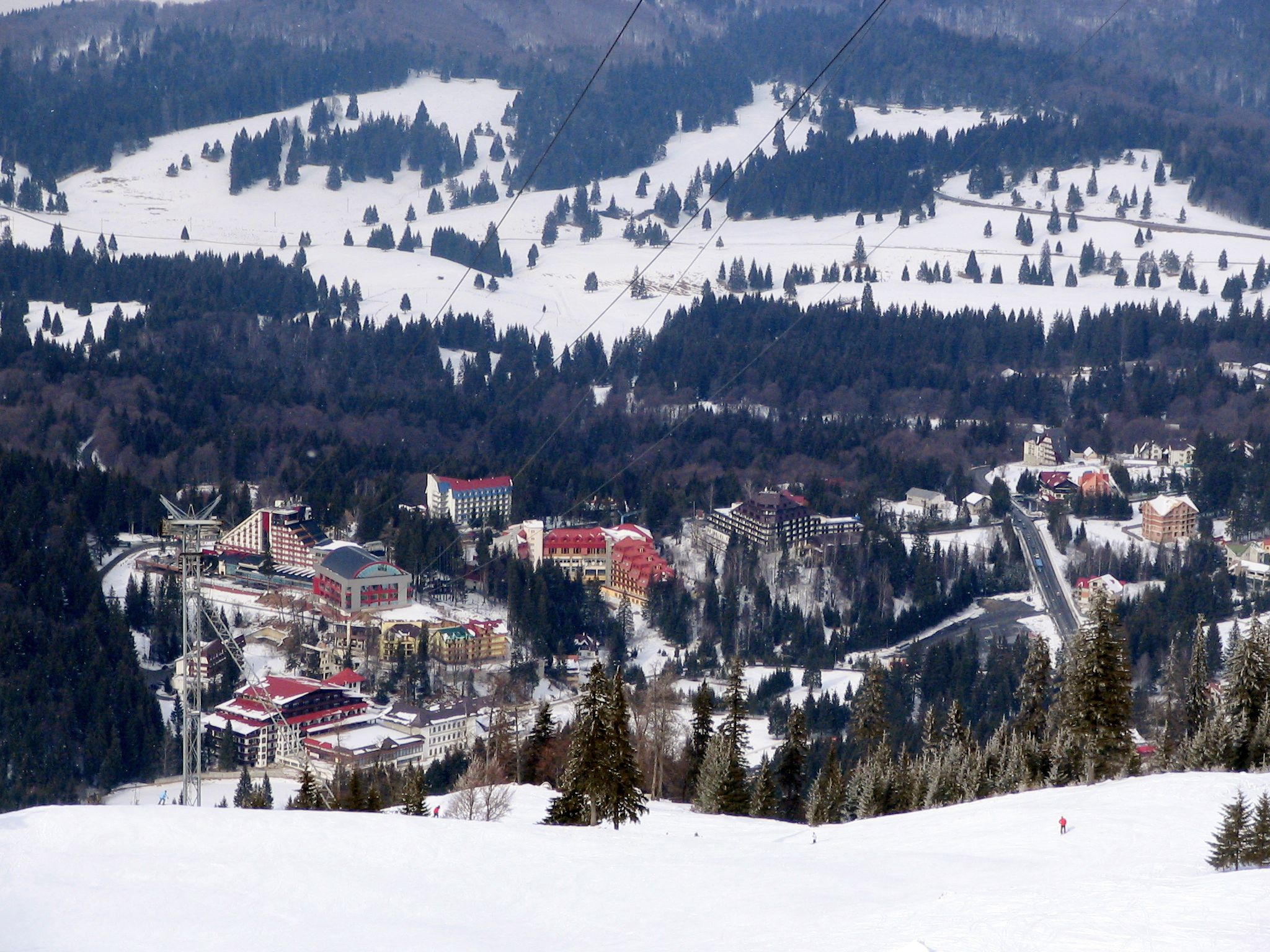
Poiana Brașov
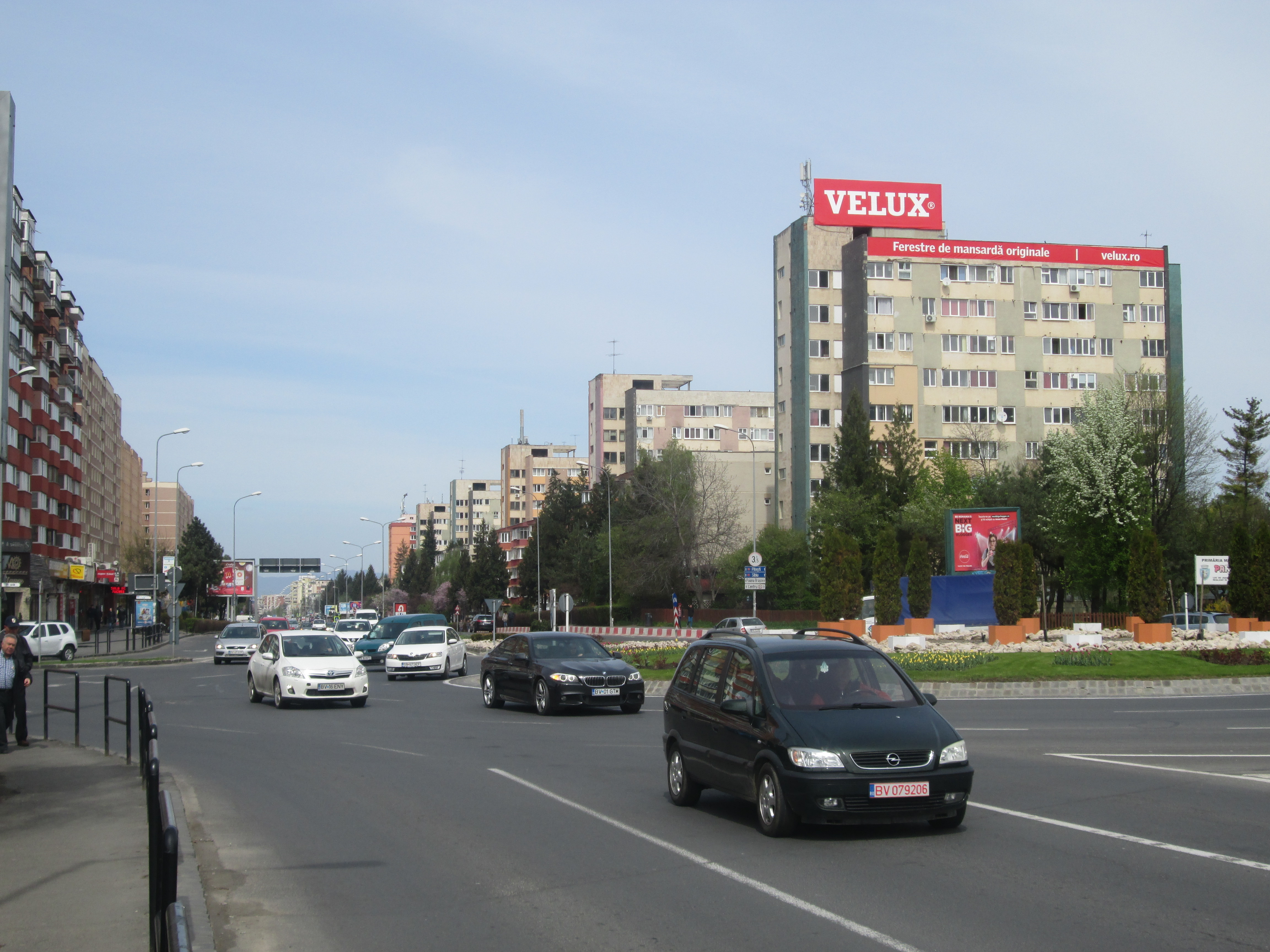
Astra (Steagu' Roșu)
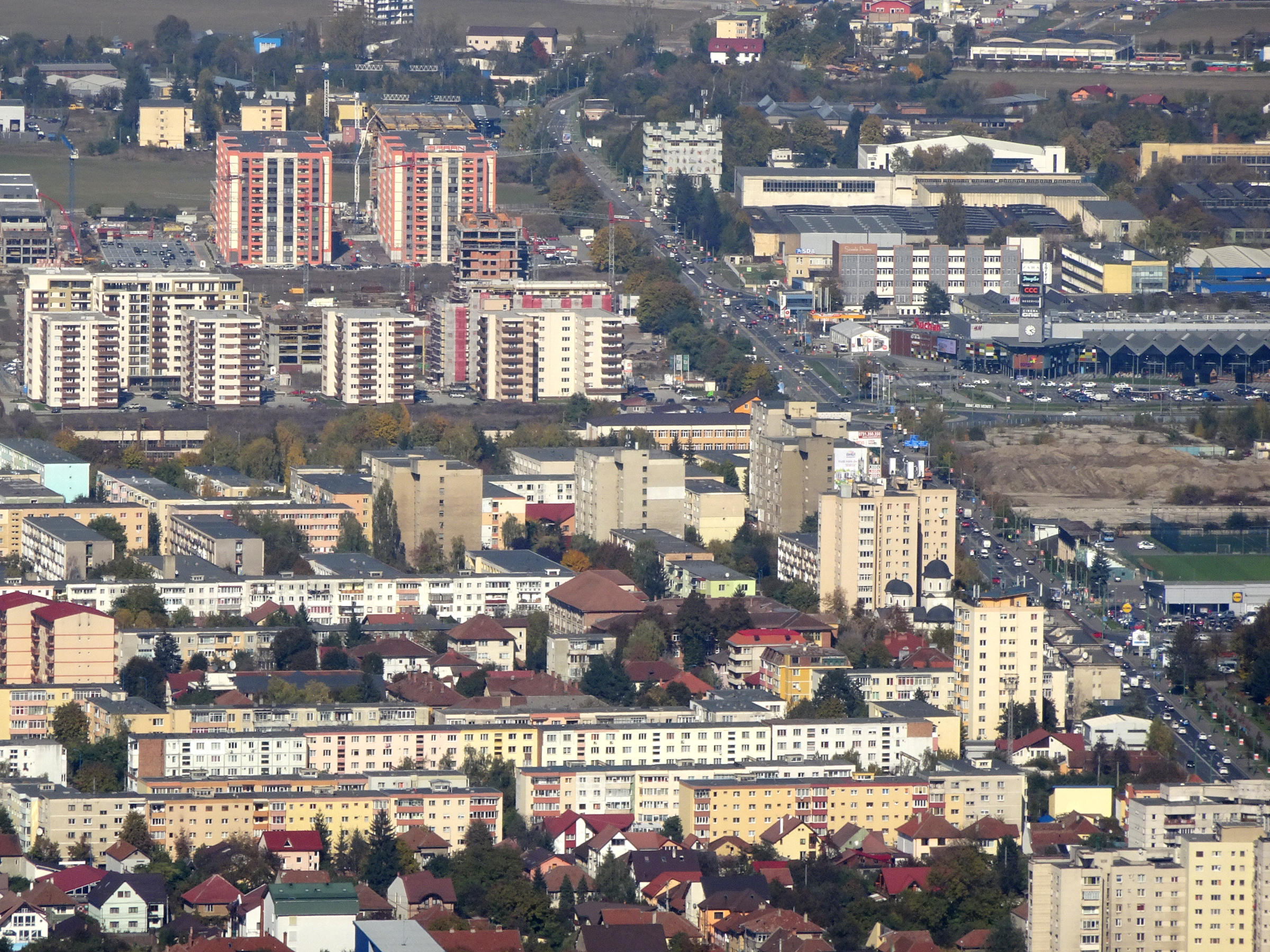
Tractorul
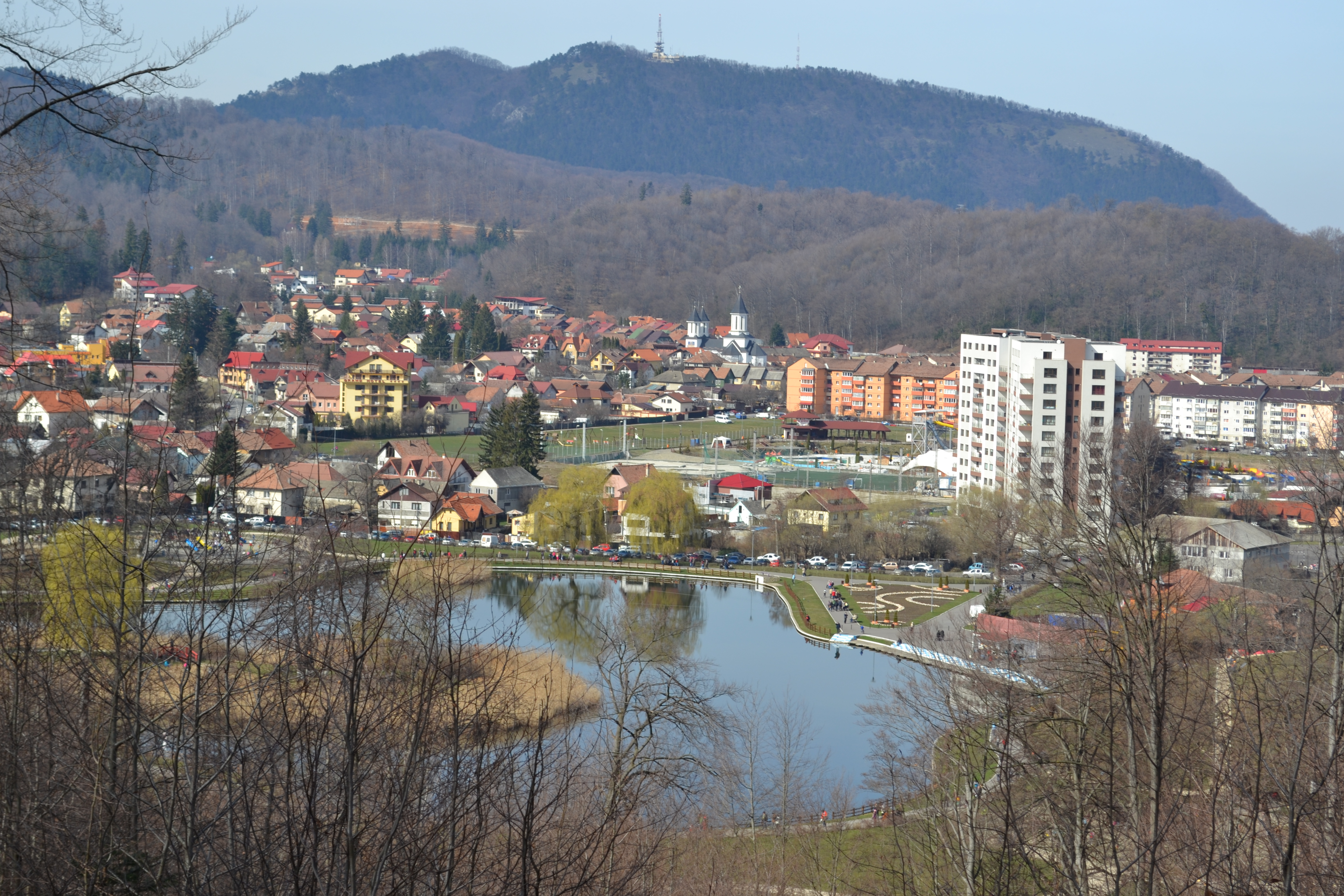
Noua
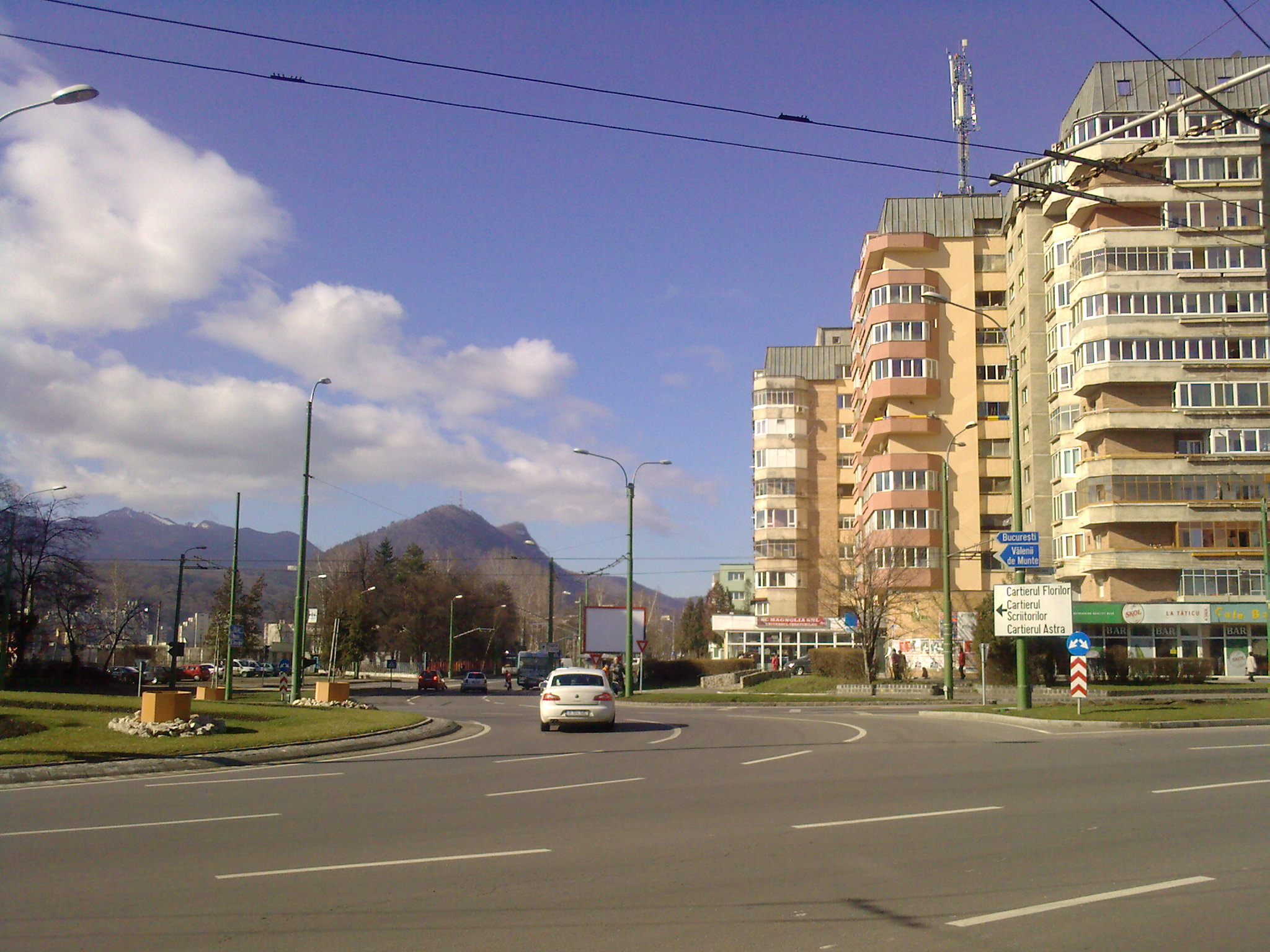
Florilor
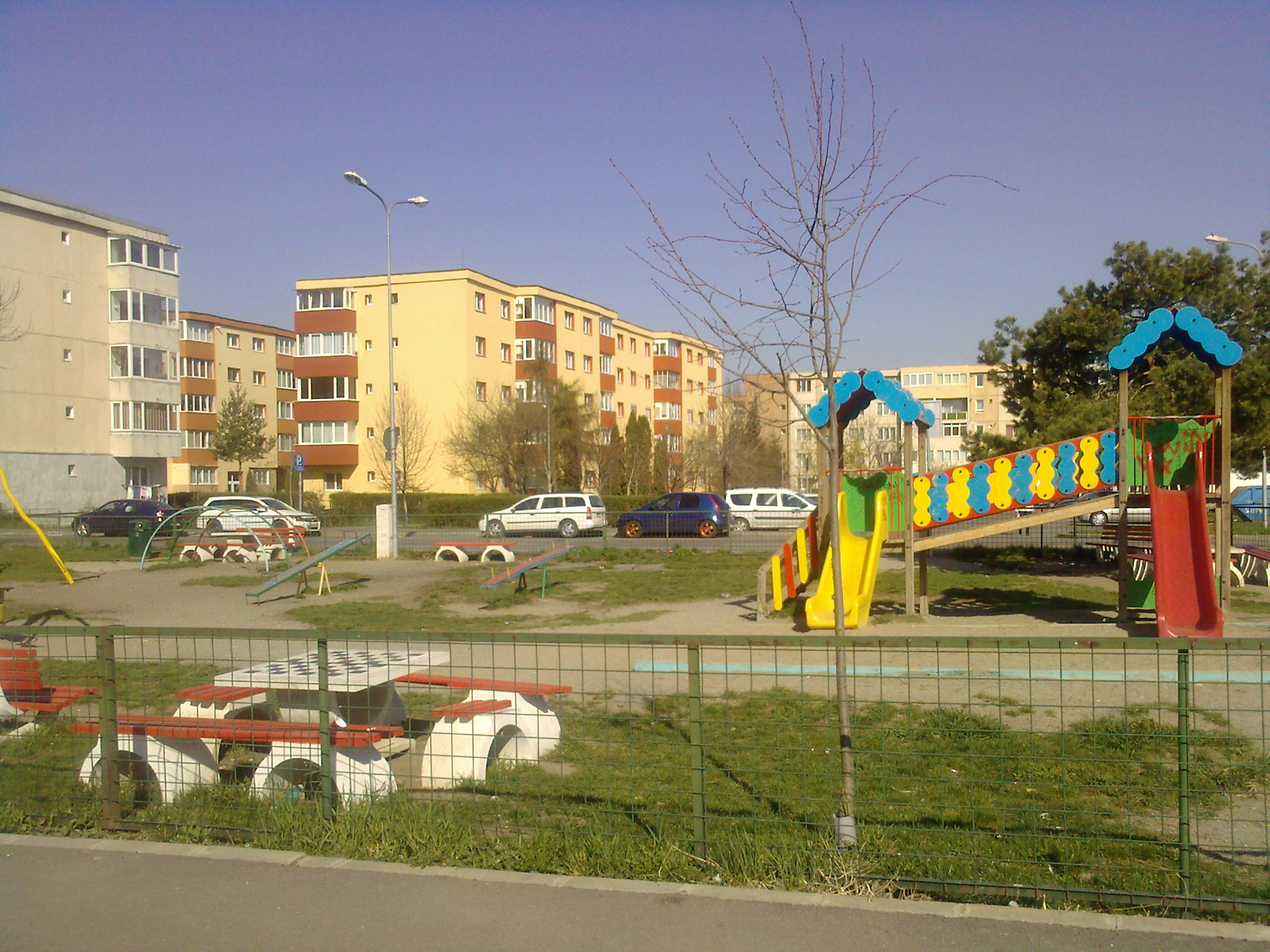
Timiș-Triaj
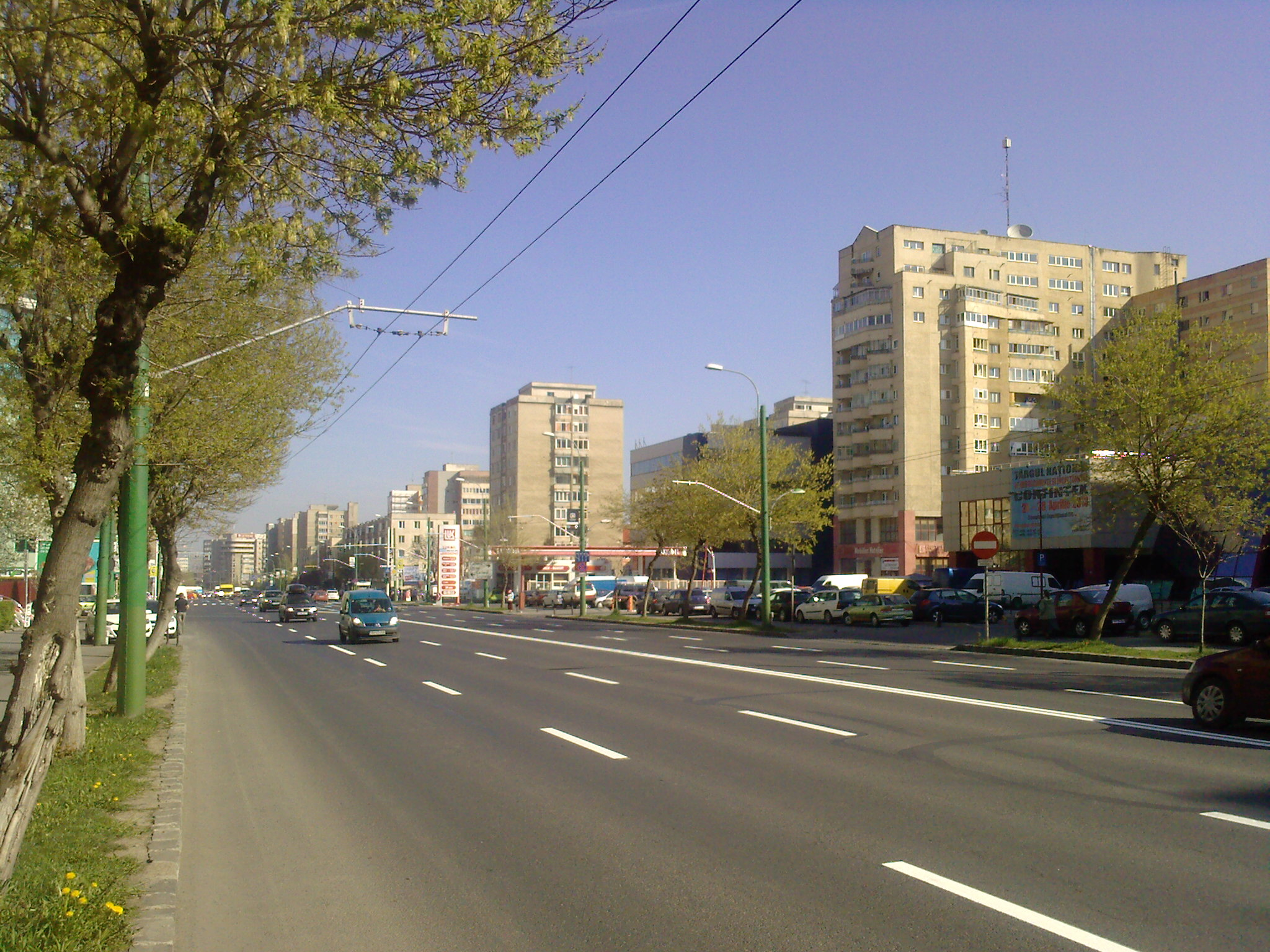
Scriitorilor

## Relații externe
Orașe înfrățite
- Tampere, Finlanda, din 1989
- Tours, Franța, din 1990
- Musashino, Japonia, din 1991
- Győr, Ungaria, din 1993
- Rishon LeZion, Israel, din 1996
- Netanya, Israel, din 1999
- Holstebro, Danemarca, din 2005
- Minsk, Belarus, din 2005
- Trikala, Grecia, din 2005
- Leeds, Marea Britanie
- Nürnberg, Germania, din 2024
- Linz, Austria

Orașe partenere
- Liverpool, Anglia, din 1991
- Gent, Belgia, din 1993
- Kastoria, Grecia, din 1999
- Kemer, Turcia, din 1999
- Poznań, Polonia, din 2003
- Twardogóra, Polonia
- Cleveland, SUA[necesită citare]

Consulate
- Consulatul onorific al Regatului Hașemit al Iordaniei
- Consulatul onorific al Franței.

Altele
Asociații sau Rețele europene în care municipiul Brașov este membru:
- Les Rencontres Arhivat în 12 august 2006, la Wayback Machine. - asociație culturală
- Energie-Cites Arhivat în 13 august 2006, la Wayback Machine.

## Personalități
| - Johannes Honterus (1498-1549), teolog reformator sas - Valentin Bakfark (1507 sau 1527 - 1576), compozitor renascentist - Diaconul Coresi (d. 1583), meșter tipograf, traducător - Dimitrie Eustatievici (1730-1796), dascăl și autor de manuale și gramatici. - Matthias Lassel (1760-1834), oftalmolog de faimă europeană - Friedrich Hensel (1781-1809), ofițer imperial austriac, comandant al cetății Malborghetto - Johann Martin Honigberger (1795-1869), farmacist și explorator - Constantin Lecca (1807-1887), profesor, pictor, tipograf, editor, scriitor și traducător român din secolul al XIX-lea, care s-a remarcat în domeniul picturii cu tematică istorică, picturii religioase și al portretisticii - Christian Tell (1808-1884), politician și general unul din fondatorii societății secrete Frăția - Andrei Mureșanu (1816-1863), poet, profesor, parte din familia Mureșenilor, gazetari și scriitori - Zaharia Antinescu (1826 - 1902), scriitor; - Mișu Popp (1827-1892), pictor român, reprezentant al academismului românesc. - Ioan Meșotă (1837-1878), profesor, membru corespondent al Academiei Române - Nicolae Teclu (1839-1916), chimist, inventator - Gheorghe Dima (1847-1925), muzician și compozitor - Friedrich Mieß (1854-1935), pictor - József Koszta (1861-1949), pictor - Vasile Saftu (1863-1922), delegat la Marea Adunare Națională de la Alba Iulia din 1918 - Ilie Savu (delegat) (1868-1938), deputat în Marea Adunare Națională de la Alba Iulia din 1918 - Ștefan Octavian Iosif (1875-1913, București), poet și traducător român - Ioan Pricu (1875-1949), deputat în Marea Adunare Națională de la Alba Iulia din 1918 - Sextil Pușcariu (1877-1948), academician, scriitor și filolog - Adolf Meschendörfer (1877-1962), scriitor - Petru Muntean (1877-1940), deputat în Marea Adunare Națională de la Alba Iuliadin 1918 - Mihai Popovici (1879-1966), ministru, deținut politic - Hans Mattis-Teutsch (1884-1960), pictor - Lajos Áprily (1887-1967), scriitor, traducător - Brassaï (Gyula Halász) (1899-1984), fotograf - Harald Meschendörfer (1909-1984), pictor și grafician | - Georg Scherg (1917-2002), scriitor - Vasile Copilu-Cheatră (1912-1997) poet, prozator, jurnalist. - Radu Prișcu (1921-1987), pedagog și inginer constructor de baraje (Barajul Vidraru) - Paul Philippi (1923-2018), politician sas - Marcian Bleahu (1924-2019), profesor universitar, senator - Doina Cornea (1929-2018), poetă și disidentă anticomunistă - Dieter Knall (1930-2019), teolog, episcop al Bisericii Evanghelice C.A. din Austria - Günther Bosch (n. 1937), jucător de tenis de câmp - Alexandru Surdu (n. 1938), filosof, membru titular al Academiei Române - Hermann Fabini (n. 1938), arhitect, istoric de artă și politician - Ion Țiriac (n. 1939), sportiv și om de afaceri; - Gernot Nussbächer (1939 - 2018), istoric, arhivar, scriitor de limba germană - Florin Crisbășan (n. 1941), deputat - Peter Maffay (Makkay) (n. 1949), muzician - Christian W. Schenk (n. 1951), medic, poet, eseist, traducător, editor (română, germană, maghiară) - Dumitru Prunariu (n. 1952), cosmonaut - Alexandru Andrieș (n. 1954), arhitect, grafician, compozitor, interpret de muzică - Marius Lăcătuș (n. 1964), fotbalist, câștigător în 1986 al Cupei Campionilor Europeni cu Steaua București - Cătălina Oana Curceanu (n. 1964), fiziciană și cercetător principal la it Istituto Nazionale di Fisica Nucleare din Frascati, născută în Brașov, a studiat în școala elementară și secundară în orașul Sfântu Gheorghe, Covasna - Gyöngyi Pasztor (n. 1956), artist decorator. - Dieter Nisipeanu (n. 1976), șahist - Cornel Coman (n. 1981), fotbalist; - Cristian Radu Nema (n. 1987), cineast - Doris Schmidts (n. 1988), Miss Germany 2009. Începând cu 1992, Primăria municipiului Brașov a acordat titlul de cetățean de onoare al municipiului, uneori post-mortem, acelor brașoveni care s-au distins în mod deosebit în diverse domenii, ori persoanelor care și-au adus contribuția la dezvoltarea orașului și promovarea sa. |

## Presă
Presa brașoveană își are începuturile în ziarele secolelor XVIII-XIX. În 1838 a apărut, „cu prea înaltă voe”, primul ziar românesc din Brașov, „Gazeta Transilvaniei”, la doi ani după „Foaie pentru minte, inimă și literatură”. Dintre publicațiile scrise sunt de remarcat Kronstadter Zeitung, Brassói Lapok, Bună ziua Brașov, revista Chip, Dacia Jurnal Brașov, Gazeta de Transilvania, Monitorul Expres, Transilvania Expres, revista Zile și Nopți. Televiziunile și posturile de radio locale au apărut după 1990. În mare parte sunt studiouri teritoriale ale posturilor naționale.
| Televiziuni                   | Posturi Radio | Ziare |
| ----------------------------- | --- | --- |
| - Nova TV Brașov - RTT Brașov | - Radio Brașov: 87,8 MHz - City FM: 88,4 MHz - Digi FM: 100,7 MHz - Europa FM: 89,2 MHz - Radio Impuls: 91,9 MHz - Kiss FM: 101,5 MHz - Magic FM: 91,2 MHz - Național FM: 95,8 MHz - Jurnal FM: 98,2 MHz - Pro FM: 89,9 MHz - Rock FM: 89,5 MHz (Săcele) - Radio România Actualități: 102,5 MHz - Radio România Cultural: 105,0 MHz - Sport Total FM: 96,4 MHz - SRR Brașov FM: 93,3 MHz - Super FM: 93,8 MHz - Radio Guerilla: 105,5 MHz - Virgin Radio: 92,5 MHz - Radio Vocea Sperantei/Vocea Evangheliei: 94,6 MHZ - Radio Ortodoxia Brasov: 94,6 MHz - Radio ZU: 97,2 MHz - EBS Radio: 106,4 MHz(Vf. Postavarul) - HIT FM: 94,2 MHz(Vf. Postavarul) - Favorit FM: 101,9 MHz (Poiana Bv) | - Brasov.net - Brasso - Buna ziua Brașov - Gazeta de Transilvania - Kronsport Arhivat în 3 martie 2012, la Wayback Machine. - Monitorul Expres - Transilvania Expres |

## Sport

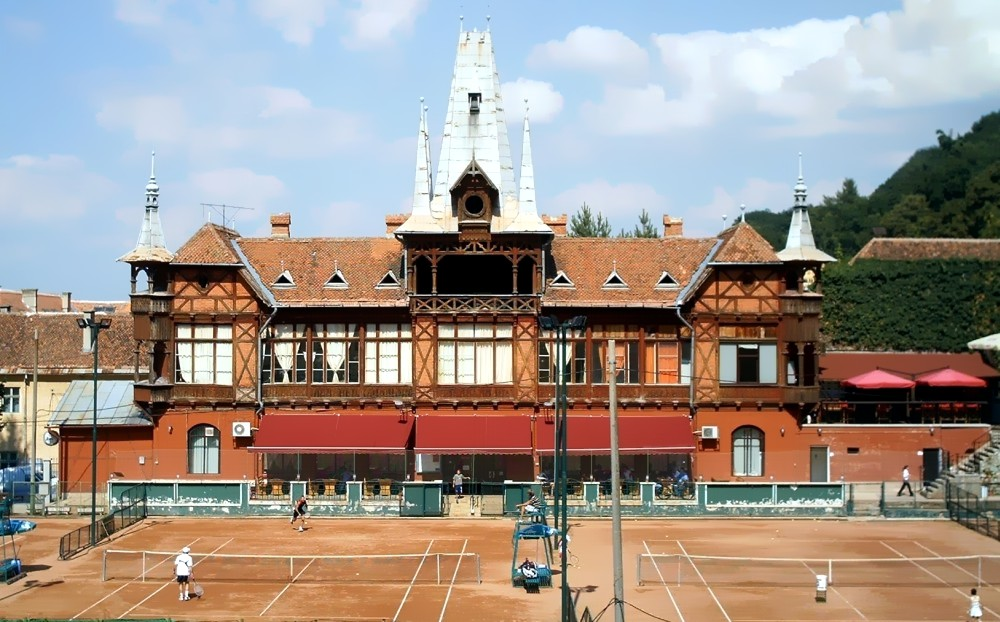
Complexul Sportiv «Olimpia»

Brașovul are o veche tradiție în domeniul sportului, încă de la sfârșitul secolului XIX înființându-se aici primele organizații sportive (Asociația de Tir, Școala de Gimnastică și Cântări). Muzeul Sportului Transilvănean este printre cele mai vechi de acest gen din țară, și prezintă evoluția unor sporturi consacrate în oraș. În perioada comunistă se organizau universiade, daciade la care participau obligatoriu și sportivii brașoveni. Astăzi, infrastructura Brașovului permite practicarea unor sporturi diverse precum: fotbal, rugby, tenis, ciclism, handbal, planorism, schi, patinaj, alpinism, paintball, bowling, înot, tir, baschet, arte marțiale, echitație, volei sau gimnastică de întreținere. Nici sporturile la masă nu au fost uitate: ruletă, cărți (mai ales în cazinouri), biliard sau tenis de masă. În fiecare an, în preajma zilei de 15 Noiembrie, la Brașov se organizează un cross în memoria victimelor autorităților comuniste din 1987. Tot anual, la Baza Sportivă „Olimpia”, se desfășoară competiția de tenis „Brașov Challenge Cup”. Merită amintite o serie de instituții și locații de practicare a sportului:
| - FC Brașov - Forex Brașov - Rulmentul Brașov - Federația Română de Karate Modern (F.R.K.M.) - Baza sportivă „Olimpia”, cu Muzeul Sportului Transilvănean. - Bazinul Olimpic Brașov - Tineretului | - Stadionul Municipal - Stadionul Dinamo - Complexul Sportiv „Ion Țiriac” - Sala Sporturilor - Bazinul Alpin - Direcția Județeană pentru Tineret și Sport |

În luna februarie a anului 2013, Brașov a fost orașul gazdă al Festivalului Olimpic de iarnă al Tineretului European; la olimpiadă au participat peste 900 de sportivi din 45 de țări.